# Civilisation de la vallée de l'Indus
Civilisation harappéenne
La civilisation de la vallée de l'Indus, ou civilisation harappéenne, du nom de la ville antique de Harappa, est une civilisation de l'Âge du bronze dont le territoire s'étendait autour de la vallée du fleuve Indus, dans l'ouest du sous-continent indien (le Pakistan moderne et ses alentours). Sa période dite « mature » va d'environ 2600 à 1900 av. J.-C., mais plus largement ses phases successives vont au moins de la fin du IVe au début du IIe millénaire av. J.-C. ; la chronologie varie selon les auteurs.
Cette civilisation se développe à partir d'un foyer néolithique situé à l'ouest de l'Indus, au Baloutchistan, au VIIe millénaire av. J.-C. La vallée de l'Indus commence à se peupler de groupes d'agriculteurs et éleveurs sédentaires autour de 4000 av. J.-C. S'ouvre ensuite la période harappéenne ancienne, ou ère de régionalisation, pendant laquelle la vallée de l'Indus et les régions voisines sont partagées entre plusieurs horizons culturels. C'est à partir de la culture de Kot Diji, vers la fin du IVe millénaire av. J.-C. et les premiers siècles du IIIe, que se met en place la civilisation de l'Indus à proprement parler, qui émerge en intégrant les différentes cultures voisines.
Dans sa phase mature, de 2600 à 1900 av. J.-C. environ, elle couvre un territoire nettement plus vaste que les civilisations contemporaines de Mésopotamie et d’Égypte, qui s'étend dans la plaine de l'Indus, une partie du Baloutchistan, le réseau Ghaggar-Hakra, la région d'interfluve entre les réseaux de l'Indus et du Gange, et au Gujarat. C'est une civilisation urbaine, dominée par plusieurs grands centres (Mohenjo-daro, Harappa, Dholavira, Ganweriwala, Rakhigarhi) à l'urbanisme planifié. Ils comportent en général une citadelle qui sert sans doute de cadre à un pouvoir politique dont la nature exacte reste mal connue. En tout état de cause, il ne faut probablement pas envisager un  État unifié à l'échelle de la civilisation. Les villes disposent de murailles, de rues au tracé souvent régulier et d'un système perfectionné d'écoulement des eaux usées. Les constructions sont en briques de format standardisé. Un réseau de villes moins importantes, souvent édifiées sur le même schéma, maille le territoire. Autour, se déploient une agriculture et un élevage qui recouvrent une grande variété de plantes et d'animaux. Un artisanat d'une grande technicité se développe, manifestement encadré par une organisation administrative dont témoignent les nombreux sceaux mis au jour sur les sites de l'Indus. Ces sceaux et d'autres objets portent les signes d'une écriture qui se retrouve en divers lieux. Elle n'a pas encore été déchiffrée, ce qui pose un obstacle à une meilleure connaissance de l'organisation politique, sociale, économique ou religieuse des Harappéens. Au regard des singularités des trouvailles archéologiques, notamment du peu de traces des élites et de violences, une forme d'organisation socio-politique particulière semble distinguer cette culture des autres civilisations urbaines de la même époque (Élam, Mésopotamie, Syrie, Égypte). Les Harappéens ont eu des contacts avec les cultures du sous-continent indien, également avec celles du plateau Iranien et du golfe Persique, mais aussi avec la Mésopotamie, où leur pays apparaît dans les sources cunéiformes sous le nom de Meluhha.
Après avoir connu une stabilité remarquable d'environ sept siècles, la civilisation de l'Indus décline après 1900 av. J.-C., remplacée par plusieurs cultures régionales moins marquées par le fait urbain et dépourvues de traces de standardisation et de centralisation. Les traits caractéristiques de la civilisation de l'Indus disparaissent dans le courant de la première moitié du IIe millénaire av. J.-C. Les causes de la fin de cette civilisation ont été et sont encore très débattues, on a invoqué les invasions de conquérants aryens ainsi que des problèmes environnementaux et climatiques, ou économiques. Ce qu'il reste de cette civilisation dans celles de l'Inde historique fait également l'objet de débats, qui ne peuvent être résolus faute d'une meilleure connaissance de la culture harappéenne.
La civilisation de l'Indus est redécouverte après des millénaires d'oubli, durant la période coloniale britannique, à partir des années 1920. L'exploration archéologique s'est poursuivie au Pakistan et en Inde après l'indépendance et la partition et a permis l'identification de plus d'un millier de sites archéologiques harappéens. Les campagnes de fouilles menées sur certains d'entre eux, suivant des méthodes de plus en plus modernisées, ont progressivement permis de dresser un tableau plus précis sur l'évolution de cette civilisation et la vie des anciens Harappéens et Harappéennes, même si de nombreuses zones d'ombre demeurent.

## Redécouverte, exploration archéologique et état de la recherche

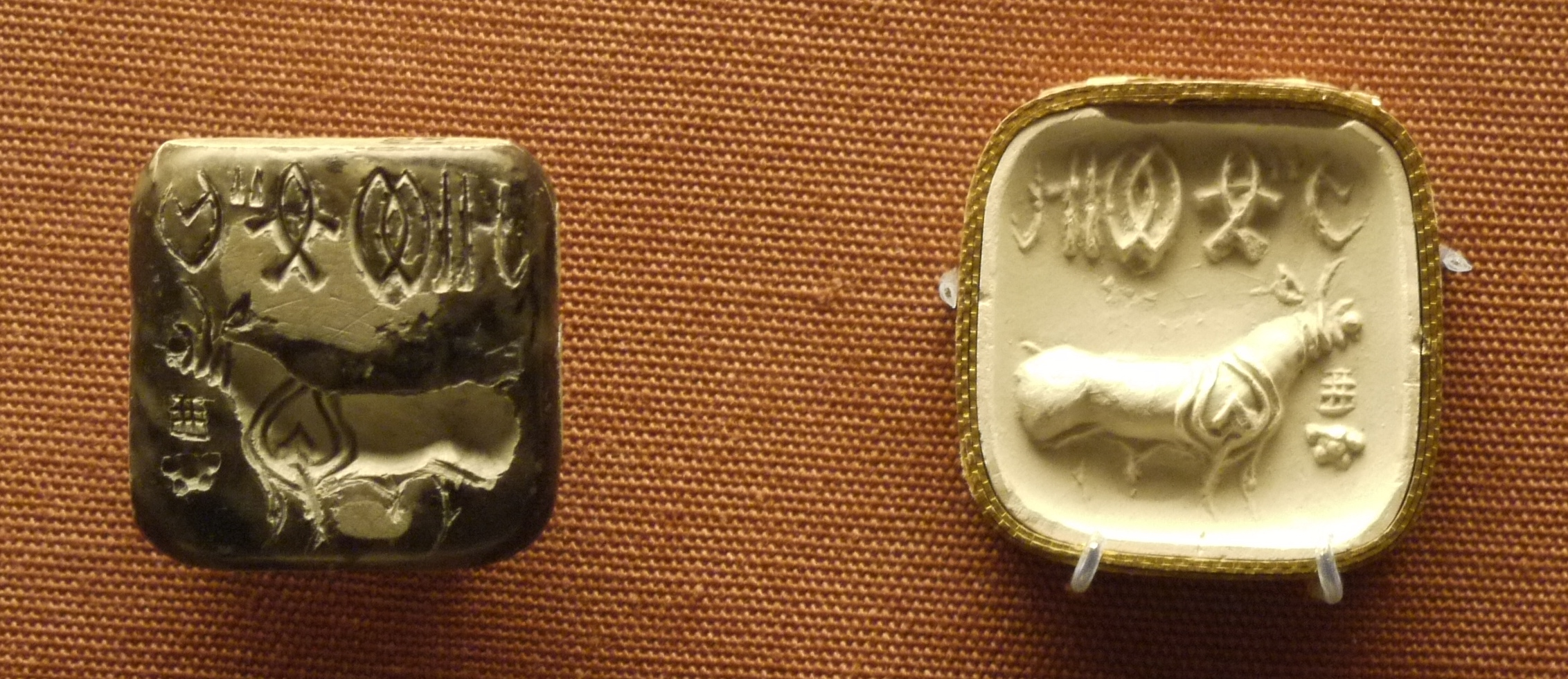
Sceau de l'Indus mis au jour par Alexander Cunningham à Harappa. British Museum.

Au milieu du XIXe siècle, les autorités coloniales britanniques en Inde s'intéressent à l'exploration et à la préservation du passé antique de cette région. L'ingénieur et archéologue Alexander Cunningham visite le site de Harappa dans les années 1850, y prélève des objets harappéens, dont un sceau inscrit, mais date le site d'une quinzaine de siècles d'ancienneté et aucune fouille n'a lieu. En 1861 est fondée l'Archaeological Survey of India (ou ASI) dont il prend la direction, afin d'organiser l'exploration archéologique de l'Inde. C'est dans ce contexte que d'autres sites harappéens sont visités (comme Sutkagan Dor (en)), mais on ignore alors tout du passé le plus ancien de l'Indus.
Les explorations archéologiques s'intensifient et se modernisent au début du XXe siècle sous la houlette de John Marshall. Il dépêche en 1920 Daya Ram Sahni pour entreprendre les fouilles de Harappa afin de comprendre les découvertes de Cunningham, et l'année qui suit R. D. Banerji à Mohenjo-daro, site plus connu pour son stupa antique, mais il y repère les ruines d'époque harappéenne qu'il fouille à partir de 1922. En 1924 Marshall, après avoir analysé les découvertes provenant des deux sites, notamment les sceaux inscrits, proclame la redécouverte de la civilisation de l'Indus. La publication des objets découverts suscite l'intérêt des spécialistes de la Mésopotamie antique, qui établissent des synchronismes avec l'époque sumérienne et permettent donc de situer la civilisation mise au jour dans la plus haute Antiquité. Marshall prend personnellement la direction des fouilles de Mohenjo-daro avec l'aide de divers assistants, qui sont ensuite chargés de fouilles d'autres sites harappéens (K. N. Dikshit, M. S. Vats, D. R. Sahni, E. Mackay). Ceux-ci sont repérés jusqu'au Pendjab oriental et au Gujarat, révélant la très vaste extension de cette civilisation, qui n'empêche pas sa culture matérielle d'être très homogène.

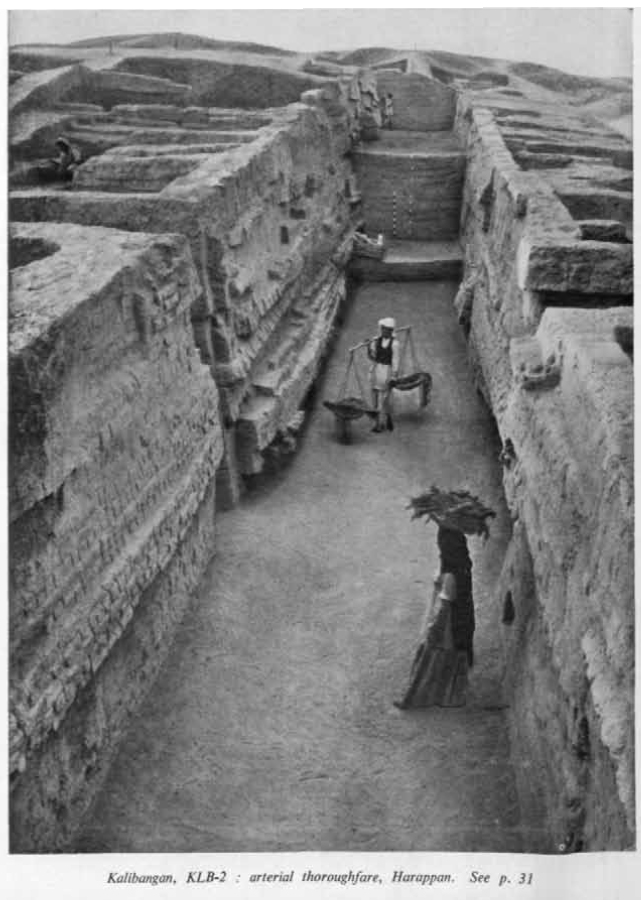
Fouilles à Kalibangan (Inde, Rajasthan) en 1961.

En 1944 Mortimer Wheeler prend la direction de l'ASI, et entreprend une modernisation des méthodes de fouilles, auxquelles il forme une nouvelle génération d'archéologues. Il dirige les fouilles à Harappa, puis après l'indépendance et la partition il devient conseiller du gouvernement du Pakistan pour les fouilles archéologiques, et travaille à Mohenjo-daro. Ses travaux et ceux de S. Piggott forgent l'image d'une civilisation harappéenne dominée par un État centralisé contrôlant un ensemble de villes à l'urbanisme planifié et standardisé, combinant un fort encadrement bureaucratique avec un haut niveau technique. De leur côté les archéologues indiens (S. R. Rao, B. B. Lal, B. K. Thapar) commencent à mettre au jour plusieurs sites majeurs sur le sol de leur pays : Lothal au Gujarat, Kalibangan au Rajasthan. L'exploration de sites plus anciens au Pakistan permet par la suite de mettre en évidence les origines de la civilisation de l'Indus : Kot Diji, Amri (fouillé par une équipe française dirigée par J.-M. Casal), puis Mehrgarh au Baloutchistan (fouilles françaises sous la direction de J.-F. Jarrige). Cette dernière région se révèle alors comme le foyer néolithique à l'origine de la civilisation de l'Indus. Les différentes cultures de la phase harappéenne ancienne précédant la phase mature sont ensuite identifiées.
L'exploration archéologique des sites des phases harappéennes et antérieures s'est poursuivie depuis, avec une emphase sur les sites présentant des traits « urbains » (murailles notamment), à commencer par les deux sites primordiaux pour la redécouverte de cette civilisation, Harappa et Mohenjo-daro, qui sont fouillés continuellement, et restent les mieux connus. D'autres villes majeures sont découvertes, à commencer par Dholavira au Gujarat, et la région du Ghaggar-Hakra devient aussi un lieu de fouilles important. Des prospections archéologiques sont également conduites, comme celle de R. Mughal dans le désert du Cholistan. Plus loin à l'ouest, la mise au jour de sites situés sur les voies terrestres traversant le plateau Iranien (Shahr-e Sokhteh, Shortughai, Tepe Yahya, etc.) et maritimes sur les rives du golfe Persique met en lumière l'existence de réseaux d'échanges à longue distance à l'ère harappéenne. Si l'écriture de l'Indus résiste toujours aux tentatives de déchiffrement et conserve donc ses secrets, la meilleure connaissance de la civilisation et sa culture matérielle sur une période et un territoire plus étendus a conduit à la remise en cause de beaucoup d'hypothèses posées du temps de Marshall et Wheeler, et d'affiner les interprétations, bien que celles-ci restent très incertaines, notamment sur les origines et la fin de la civilisation de l'Indus,.

## Cadre géographique et environnement
La civilisation de l'Indus a pour cœur une vaste plaine alluviale, qui peut être désignée comme un « Grand Indus ». Ce vaste ensemble géographique comprend le bassin de l'Indus et de ses affluents et aussi celui d'un autre système coulant alors à l'est, dénommé Ghaggar en Inde, Hakra au Pakistan, parfois Saraswati, noms alternatifs pour désigner un même cours d'eau. Celui-ci est aujourd'hui bien moins important (c'est une rivière saisonnière endoréique) que dans le passé quand il recevait d'autres affluents depuis détournés vers l'Indus, et peut être également la Yamuna qui se jette de nos jours dans le Gange. La partie haute de cette plaine correspond en grande partie au Pendjab, parcouru par plusieurs cours d'eau majeurs, qui convergent pour rejoindre l'Indus, qui devient un fleuve très large à fort débit dans sa partie basse, le Sind, qui forme un delta se jetant dans la mer d'Oman. Dans cette zone très plate les changements de cours d'eau sont courants depuis l'époque préhistorique ; la partie orientale du delta, la Nara, de nos jours un bras de l'Indus, était peut-être à l'époque harappéenne reliée au Saraswati/Ghaggar-Hakra qui aurait alors été un fleuve.
Cette plaine est bordée par plusieurs chaînes montagneuses : les monts du Baloutchistan à l'ouest, l'Hindou Kouch et le Karakorum au nord-ouest, l'Himalaya au nord-est, où prennent leurs sources les cours d'eau susnommés, et au sud-est les Aravalli. À l'est s'étend le désert du Cholistan/désert du Thar, en partie l'ancienne plaine du Saraswati/Ghaggar-Hakra, et aussi pour sa partie orientale la zone de partage (interfluve) entre les bassins versants de l'Indus et du Gange. Au sud-est se trouve la zone littorale du Gujarat, avec la péninsule de Kutch, une vaste île à l'époque harappéenne, et celle du Saurashtra (ou Kathiawar), zone d'expansion majeure de la civilisation de l'Indus. La région côtière occidentale le long de la mer d'Arabie, le Makran, est plus aride et a moins été occupé en dehors de quelques sites.
Deux systèmes climatiques se partagent cet ensemble : les cyclones hivernaux et la mousson estivale provoquent deux périodes humides dans la partie nord de l'Indus, et aussi dans les montagnes alentour où elles provoquent des chutes de neige. Le Gujarat et le Sind sont plus secs mais sont parfois marqués par ses saisons humides.
Les recherches sur le climat de l'époque harappéenne n'ont pas abouti en l'état actuel des choses à des conclusions faisant l'unanimité. Il a été avancé que le climat ait été plus humide dans le Pendjab à cette époque que de nos jours, favorisant le développement agricole. Mais il a également été estimé que la mousson aurait été moins marquée durant les phases harappéennes tardives (v. 2100-1500 av. J.-C.), entraînant un climat plus chaud et sec jouant un rôle dans le déclin de la civilisation de l'Indus. La diversité des milieux et climats couverts par la civilisation de l'Indus mature rend difficilement acceptable l'hypothèse de modifications climatiques ayant affecté (de manière positive ou négative) tout cet ensemble simultanément,.

## Chronologies
| Dates               | Période                                                                         | Mehrgarh                                | Harappa                          | Dénomination alternative (ère) |
| ------------------- | ------------------------------------------------------------------------------- | --------------------------------------- | -------------------------------- | --- |
| 7000-5500 av. J.-C. | Période de Mehrgarh                                                             | Mehrgarh I (Néolithique acéramique)     |                                  | Ère de début de production de nourriture Néolithisation à partir des hautes terres du Baloutchistan : début de l'agriculture et de l'élevage, céramique à la fin de la période.                                                          |
| 5500-4800 av. J.-C  | Harappéen ancien Périodes de Balakot, Amri, Nal, Hakra-Ravi, Sothi-Siswal, etc. | Mehrgarh II-III (Néolithique céramique) |                                  | Ère de régionalisation c. 5000-3200 av. J.-C. (Coningham et Young) c. 5500-2600 av. J.-C. (Kenoyer) Expansion de l'agriculture et des villages dans l'Indus, période proto-urbaine, développement de la céramique et d'autres artefacts. |
| 4800-3200 av. J.-C  | Harappéen ancien Périodes de Balakot, Amri, Nal, Hakra-Ravi, Sothi-Siswal, etc. |                                         | Harappa 1 c. 3700-2800 av. J.-C. | Ère de régionalisation c. 5000-3200 av. J.-C. (Coningham et Young) c. 5500-2600 av. J.-C. (Kenoyer) Expansion de l'agriculture et des villages dans l'Indus, période proto-urbaine, développement de la céramique et d'autres artefacts. |
| 3200-2800 av. J.-C  | Harappéen ancien Période de Kot Diji et de Kunal                                |                                         |                                  | Ère de régionalisation c. 5000-3200 av. J.-C. (Coningham et Young) c. 5500-2600 av. J.-C. (Kenoyer) Expansion de l'agriculture et des villages dans l'Indus, période proto-urbaine, développement de la céramique et d'autres artefacts. |
| 2800-2600 av. J.-C  | Harappéen ancien Période de Kot Diji et de Kunal                                |                                         | Harappa 2                        | Ère de régionalisation c. 5000-3200 av. J.-C. (Coningham et Young) c. 5500-2600 av. J.-C. (Kenoyer) Expansion de l'agriculture et des villages dans l'Indus, période proto-urbaine, développement de la céramique et d'autres artefacts. |
| 2600-2450 av. J.-C  | Harappéen mature                                                                | Mehrgarh VII c. 2600-2000 av. J.-C.     | Harappa 3A                       | Ère d'intégration c. 2600-1900 av. J.-C., Civilisation de l'Indus à proprement parler : phase d'apogée des centres urbains, culture matérielle très homogène sur l'aire du « Grand Indus ».                                              |
| 2450-2200 av. J.-C  | Harappéen mature                                                                | Mehrgarh VII c. 2600-2000 av. J.-C.     | Harappa 3B                       | Ère d'intégration c. 2600-1900 av. J.-C., Civilisation de l'Indus à proprement parler : phase d'apogée des centres urbains, culture matérielle très homogène sur l'aire du « Grand Indus ».                                              |
| 2200-1900 av. J.-C  | Harappéen mature                                                                | Mehrgarh VII c. 2600-2000 av. J.-C.     | Harappa 3C                       | Ère d'intégration c. 2600-1900 av. J.-C., Civilisation de l'Indus à proprement parler : phase d'apogée des centres urbains, culture matérielle très homogène sur l'aire du « Grand Indus ».                                              |
| 1900-1800 av. J.-C  | Harappéen tardif (ou récent)                                                    |                                         | Harappa 4                        | Ère de localisation Déclin de la civilisation de l'Indus, fin de l'urbanisation et de l'homogénéité matérielle du « Grand Indus », retour à des cultures régionales.                                                                     |
| 1800-1700 av. J.-C  | Harappéen tardif (ou récent)                                                    |                                         | Harappa 5                        | Ère de localisation Déclin de la civilisation de l'Indus, fin de l'urbanisation et de l'homogénéité matérielle du « Grand Indus », retour à des cultures régionales.                                                                     |
| 1700-1300 av. J.-C  | Harappéen tardif (ou récent)                                                    |                                         |                                  | Ère de localisation Déclin de la civilisation de l'Indus, fin de l'urbanisation et de l'homogénéité matérielle du « Grand Indus », retour à des cultures régionales.                                                                     |

Les bases de la chronologie de la civilisation de l'Indus furent posées par Mortimer Wheeler, qui distingua trois grands temps dans l'évolution de cette civilisation selon un rythme ternaire classique essor/apogée/chute qui devint le mode de découpage dominant, reposant sur l'appellation « harappéen » (Harappan) :
- une période ancienne (Early Harappan ; parfois vue — au moins en partie — comme une phase « pré-harappéenne », Pre-Harappan) correspondant au développement soudain de la civilisation harappéenne (puisqu'on ne connaissait pas alors les antécédents néolithiques à cette civilisation) ;
- une période mature (Mature Harappan) qui est celle durant laquelle sont réunis les traits caractéristiques de la civilisation urbaine de l'Indus ;
- une période tardive ou récente (Late Harappan) qui correspond à sa crise et son effondrement.

C'est le découpage chronologique le plus suivi traditionnellement. Lui a été opposée une autre chronologie, mise au point par Jim Schaffer en 1992, qui développa le concept d'une « tradition (culturelle) de l'Indus » allant du néolithique à l'âge du bronze, coexistant avec d'autres traditions des régions voisines (Helmand, Baloutchistan), avec une chronologie désormais en quatre temps, quatre « ères », puisqu'elle inclut le Néolithique :
- une ère de début de production de nourriture (Early Food Production Era), qui voit le début et la diffusion du mode de vie néolithique ;
- une ère de régionalisation (Regionalisation Era) correspondant grosso modo à la période harappéenne ancienne, en mettant en évidence les différences régionales ;
- une ère d'intégration (Integration Era) qui est la période harappéenne mature durant laquelle les mêmes traits culturels sont partagés sur un vaste territoire ;
- une ère de retour au local (Localisation Era) qui correspond à l'effondrement de la civilisation de l'Indus et l'émiettement en de nouvelles cultures locales à partir d'elle.

Cette chronologie permet notamment d'intégrer dans la chronologie de l'Indus les phases antérieures qui sont en partie à son origine, comme le néolithique de Mehrgarh, intègre les évolutions de la recherche qui portent sur les questions de construction de l’État, de l'urbanisation, et de sociétés « complexes », ainsi que sur une vision moins catastrophiste des effondrements, et laisse également la place à l'élaboration d'autres chronologies pour des « traditions » d'autres régions du sous-continent indien qui ont connu leurs propres évolutions.
Ce découpage a été affiné et adopté par plusieurs des synthèses écrites depuis (Kenoyer, Young et Coningham, dans une certaine mesure Wright), tandis que d'autres restent plus proches du découpage traditionnel tout en l'amendant pour intégrer pour les mêmes motivations les phases antérieures (Possehl, Singh). Ces différentes interprétations chronologiques conduisent en particulier à un traitement différent des débuts de la civilisation harappéenne : certains font démarrer le harappéen ancien vers 3200 av. J.-C. (début de la période de Kot Diji), tandis que d'autres remontent plus haut dans l'ère de régionalisation,,.

## Le développement de la civilisation de l'Indus

### L'ère de régionalisation: les antécédents (v. 5500-3200/2600 av. J.-C.)

#### Les origines de la tradition de l'Indus
La civilisation de l'Indus a été précédée par les premières cultures agricoles de cette partie de l'Asie du Sud, qui sont apparues dans les collines du Baloutchistan, à l'ouest de la vallée de l'Indus. Le site le mieux connu de cette culture est Mehrgarh, datant d'environ 6500 av. J.-C. Ces premiers fermiers maîtrisent la culture du blé, et disposent d'animaux domestiques, donc une économie « néolithique », manifestement apportée depuis le Proche-Orient puis adaptée localement (des espèces indigènes étant rapidement domestiquées). Les études génétiques conduites sur des individus de la tradition de l'Indus mature ne plaident néanmoins pas en l'état actuel des connaissances (limitées quantitativement) en faveur de mouvements migratoires importants venus du plateau Iranien ou de l'Asie centrale, ce qui confirmerait que la néolithisation du sous-continent indien est faite essentiellement par des populations de chasseurs-cueilleurs présentes dans cette région à la fin du Paléolithique, à partir d'un assemblage culturel adopté par diffusion, et non par la migration massive depuis l'ouest de populations déjà néolithisées. La poterie y est utilisée vers 5500 av. J.-C. (il s'en trouve antérieurement dans la vallée du Gange, à Lahuradewa dans l'Uttar Pradesh). La civilisation de l'Indus s'est développée à partir de cette base technologique, en se répandant dans la plaine alluviale de ce que sont, de nos jours, les provinces actuelles pakistanaises du Sind et du Pendjab. Cette expansion semble ici plutôt s'être faite par des migrations que par une diffusion culturelle,,.

#### Les cultures régionales duIVemillénaireav. J.-C.

Localisation des principaux sites et ensembles culturels de la période de régionalisation finale.

Le IVe millénaire av. J.-C., traditionnellement considéré comme une phase « harappéenne ancienne » (certains la font précéder par une phase « pré-harappéenne »), est de plus en plus vu comme une longue « ère de régionalisation » durant laquelle les communautés sédentaires de l'Indus constituent des établissements proto-urbains et développent progressivement ce qui devait devenir les traits caractéristiques de la civilisation harappéenne mature, avec la constitution d'un complexe culturel intégré, qui se réalise entre la fin du IVe millénaire av. J.-C. et les premiers siècles du IIIe millénaire av. J.-C. Cette période a été identifiée sur environ 300 sites, répartis entre plusieurs cultures régionales plus ou moins bien documentées et circonscrites dans l'espace et le temps, désignées à partir de sites éponymes et identifiées par leur matériel céramique.
Au Baloutchistan, la période de Kili Gul Muhammad (4300-3500 av. J.-C.), dont le site éponyme est situé dans la vallée de Quetta, voit Mehrgarh poursuivre son développement pour atteindre environ 100 hectares, comportant de nombreux ateliers travaillant la poterie au tour, le lapis-lazuli et d'autres pierres de qualité, et le matériel funéraire indique que le site est intégré dans les réseaux d'échanges traversant le plateau Iranien. La période de Kechi Beg (3500-3000 av. J.-C.) puis celle de Damb Sadaat (3000-2600 av. J.-C.) voient cette spécialisation dans la production se poursuivre, également l'élaboration d'une architecture monumentale avec la terrasse haute (à fonction cultuelle ?) du site éponyme de la seconde période et la vaste terrasse partiellement dégagée de Mehrgarh (niveau VII). Plus au sud le site de Nal a donné son nom à une céramique polychrome à décors naturalistes et géométriques, qui précède le développement de la culture de Kulli, contemporaine de l'ère d'intégration et liée à celle du Sind.
Le basse vallée de l'Indus est quant à elle dominée par des cultures propres. La période I de Balakot date de 4000-3500 av. J.-C. Ce site, localisé sur le côte à 88 kilomètres au nord-ouest de Karachi, est le plus ancien village connu dans les régions basses, érigé en briques crues, certaines ayant déjà le ratio 1:2:4 caractéristique de l'ère d'intégration. Ses habitants semblent largement faire reposer leur subsistance sur la pêche (avec une exploitation des ressources maritimes et de la zone côtière), la chasse et la cueillette, même s'ils disposent d'animaux domestiqués et cultivent le blé et la jujube. Le matériel céramique le plus ancien témoigne d'affinités avec les cultures des terres hautes du Baloutchistan. Le site d'Amri (Sind), situé plus au nord sur la rive occidentale de l'Indus, au contact direct du Baloutchistan, a donné son nom à une période plus tardive (3600-3000 av. J.-C.). Il atteste de la poursuite du développement des communautés des zones basses : architecture en terre crue de plus en plus élaborés (avec des sortes de greniers comme il s'en trouve sur les zones hautes), introduction de la poterie peinte au tour, objets en cuivre, aussi apparition des « pains » triangulaires en terre cuite caractéristiques de l'ère d'intégration. Une vingtaine d'autres sites contemporains ont été mis au jour dans la province du Sind, signe du succès de la colonisation de la vallée de l'Indus, qui pose les bases au développement de la culture harappéenne. Cette culture d'Amri participerait plus largement à un complexe comprenant aussi le Baloutchistan : on parle parfois d'« Amri-Nal ». Les sites du Gujarat présentent également un matériel les rattachant à cet horizon (Dholavira, Padri, Kuntasi).
Plus au nord dans le Pendjab se développent les cultures caractérisées par les poteries de tradition « Hakra-Ravi » (v. 3500 jusqu'à 2700 av. J.-C. au plus tard, selon les régions). La céramique de type Hakra est faite au tour, peinte et incisée ; comme son nom elle est répandue dans le bassin de la Hakra. Celle de type Ravi, plus à l'ouest (notamment à Harappa dont le peuplement débute à cette période), est similaire mais on ne sait si elle relève d'un même groupe culturel. 99 sites de cette période ont été identifiés dans le désert du Cholistan, donc dans la zone Hakra, lors d'une prospection, allant du campement temporaire jusqu'au village permanent (Lathwala, 26 hectares), preuve de l'existence dès cette période d'un réseau d'habitat hiérarchisé et du début d'une concentration de l'habitat autour de quelques sites majeurs. Les poteries de type Hakra et Ravi présentent des motifs qui se retrouvent par la suite dans les styles de Kot Diji et de la période harappéenne mature,.

### Vers l'intégration (v. 3200-2600 av. J.-C.)

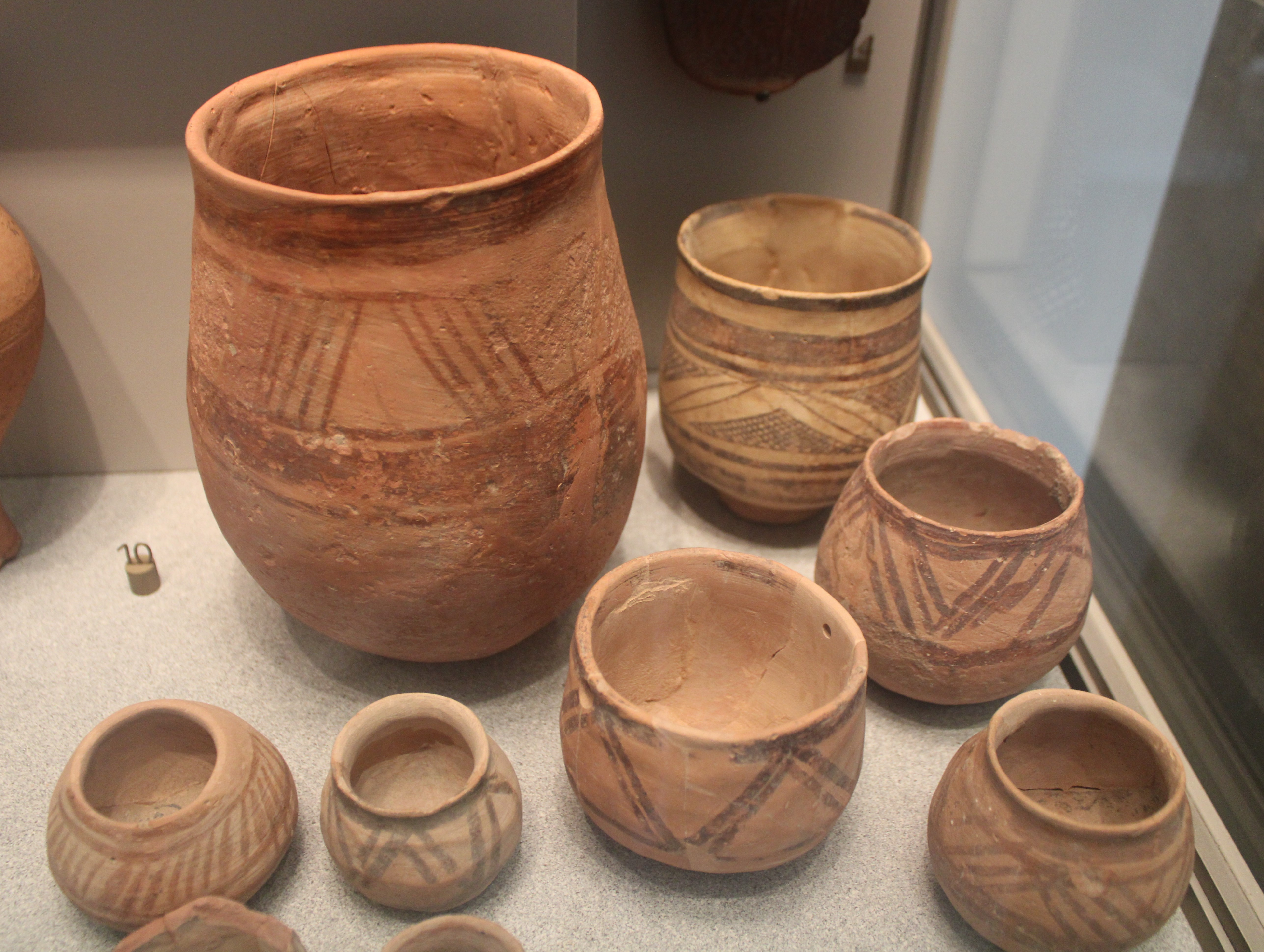
Vases bichromes mis au jour à Amri, v. 2700-2600 av. J.-C. Musée Guimet.

Durant les derniers siècles du IIIe millénaire av. J.-C., on repère une culture qui commence à s'étendre progressivement dans la vallée de l'Indus, la culture archéologique couramment nommée d'après le site de Kot Diji (Sind), même si cette dénomination n'est pas unanimement acceptée. Elle correspond avant tout à des styles de poteries, majoritairement modelées au tour, avec différents types de décors, notamment des bandes simples en noir ou marron ornant le col des récipients, qui évoluent vers des motifs plus complexes, sinueux, circulaires, aussi des décors géométriques, des décors en « arêtes de poisson » et « feuilles de pipal », aussi des représentations de la « divinité à cornes »,. L'apparition de ces poteries ayant des traits qui en font clairement des antécédents de celles de la période mature se repère sur différents sites du Sind, dont Kot Diji, Amri et Chanhu-daro, mais on retrouve aussi des antécédents aux poteries harappéennes ailleurs (Harappa au Pendjab, Nausharo au Baloutchistan). Ce style de poterie se retrouve sur des sites d'autres régions. Il est très proche de celui attesté dans le désert du Cholistan à la même époque (notamment à Kalibangan), aussi dans la partie orientale du domaine Ghaggar-Hakra et entre le bassin de l'Indus et celui du Gange, parfois appelé « Sothi-Siswal »,. Ailleurs les cultures régionales (Damb Sadaat, Amri-Nal, Hakra-Ravi) se poursuivent tout en se rapprochant plus ou moins de l'horizon harappéen ancien, selon des rythmes différents suivant les endroits.
Quelles que soient la dénomination et l'extension qu'on lui donne, la période d'environ 3200 à 2600 av. J.-C. est unanimement considérée comme faisant partie de la phase ancienne de la « civilisation harappéenne », repérable peut-être dès le milieu du IVe millénaire av. J.-C. Pour les tenants du concept de « tradition de l'Indus » qui remonte plus haut dans le temps et intégrant, c'est la phase finale de l'ère de régionalisation. L'aspect le plus marquant des évolutions de cette période est l'apparition d'agglomérations plus vastes, et entourées par des murailles en terre crue, montrant l'émergence de communautés intégrant de plus en plus de personnes et en mesure d'entreprendre des travaux planifiés par une autorité dont la nature nous échappe. En plus de Kot Diji (2,6 ha), il s'agit notamment de Harappa (phase 2, autour de 25 hectares), Rehman Dheri (Khyber Pakhtunkhwa ; plus de 20 hectares) et Kalibangan (Pendjab, bassin du Ghaggar ; 4 hectares). Certains de ces sites présentent également des zones artisanales spécialisées dans la poterie, ce qui montre une division du travail plus poussée. Rehman Dheri comprend une vaste plate-forme adossée à sa muraille qui pourrait avoir supporté un bâtiment public. Viennent ensuite un ensemble d'habitats moins vastes, des villages permanents essaimés dans la campagne environnant les sites les plus grands qui fonctionnent comme des points d'ancrage pour les communautés,. Sans doute des réseaux d'échanges réguliers relient les différentes régions évoquées dès cette période ; ainsi Harappa a livré des produits venant des zones côtières.
La période de Kot Diji/période harappéenne ancienne présente de nombreuses similitudes avec celle qui suit : de nombreux sites occupés à cette période le sont encore à la suivante, des motifs peints sur la céramique ancienne se retrouvent à la période mature (notamment la « divinité à cornes »), les modules de briques sont semblables à ceux de la période suivante, des symboles ressemblant aux signes de l'écriture indusienne ont été identifiés sur des sites de cette période (Padri, Kalibangan, Dholavira, Harappa). Reste à savoir pourquoi et comment s'effectue la transition entre les deux périodes. La césure entre la période ancienne et la période mature est en effet visible sur de nombreux sites : une destruction par le feu marque la rupture à Kot Diji et Gumla, une phase intermédiaire correspondant à cette même transition a été repérée à Amri et des discontinuités apparaissent ailleurs (Kalibangan, Balakot, Nausharo, aussi Harappa), certains sites sont abandonnés, le Khyber Pakhtunkhwa présentant peu de sites de la période mature, l'occupation de la vallée de Quetta déclinant, tandis que dans le Sind les sites qui émergent au sortir de la transition sont souvent construits sur du sol vierge. Le processus d'intégration est donc peut-être mené à son terme de manière brutale (voire violente selon certains, même si les destructions sont loin de représenter la majeure partie des cas), avec des rivalités entre les différentes agglomérations murées. Il a manifestement impliqué des mouvements de population. Quoi qu'il en soit en un laps de temps limité commencent à émerger de vastes agglomérations sur un territoire encore plus étendu que durant la période ancienne,.

### La période mature: une ère d'intégration (v. 2600-1900 av. J.-C.)

Localisation des principaux sites de la période d'intégration.

Autour de 2600 av. J.-C., après cette phase de discontinuité, de nombreux sites se développent le long de l'Indus et de ses affluents, et le long du système hydrographique Ghaggar-Hakra, ainsi que dans des régions voisines (Gujarat).

#### Intégration et expansion
En quelques générations, approximativement entre 2600 et 2500, dans des circonstances mal comprises émerge un ensemble de sites allant de vastes agglomérations de plus de cent hectares (Mohenjo-daro, Harappa, Ganweriwala) jusqu'aux villages en passant par des « villes » de taille intermédiaire (Lothal, Kalibangan, Chanhu-daro, etc.). S'ouvre alors la période qui est celle de la civilisation harappéenne dite « mature », durant laquelle se développent les traits généralement associés à la civilisation de l'Indus. C'est une « ère d'intégration », telle que définie par J. Schafer, une période d'« homogénéité prononcée de la culture matérielle répartie sur un vaste territoire, reflétant un niveau intense d'interaction entre les groupes sociaux ».

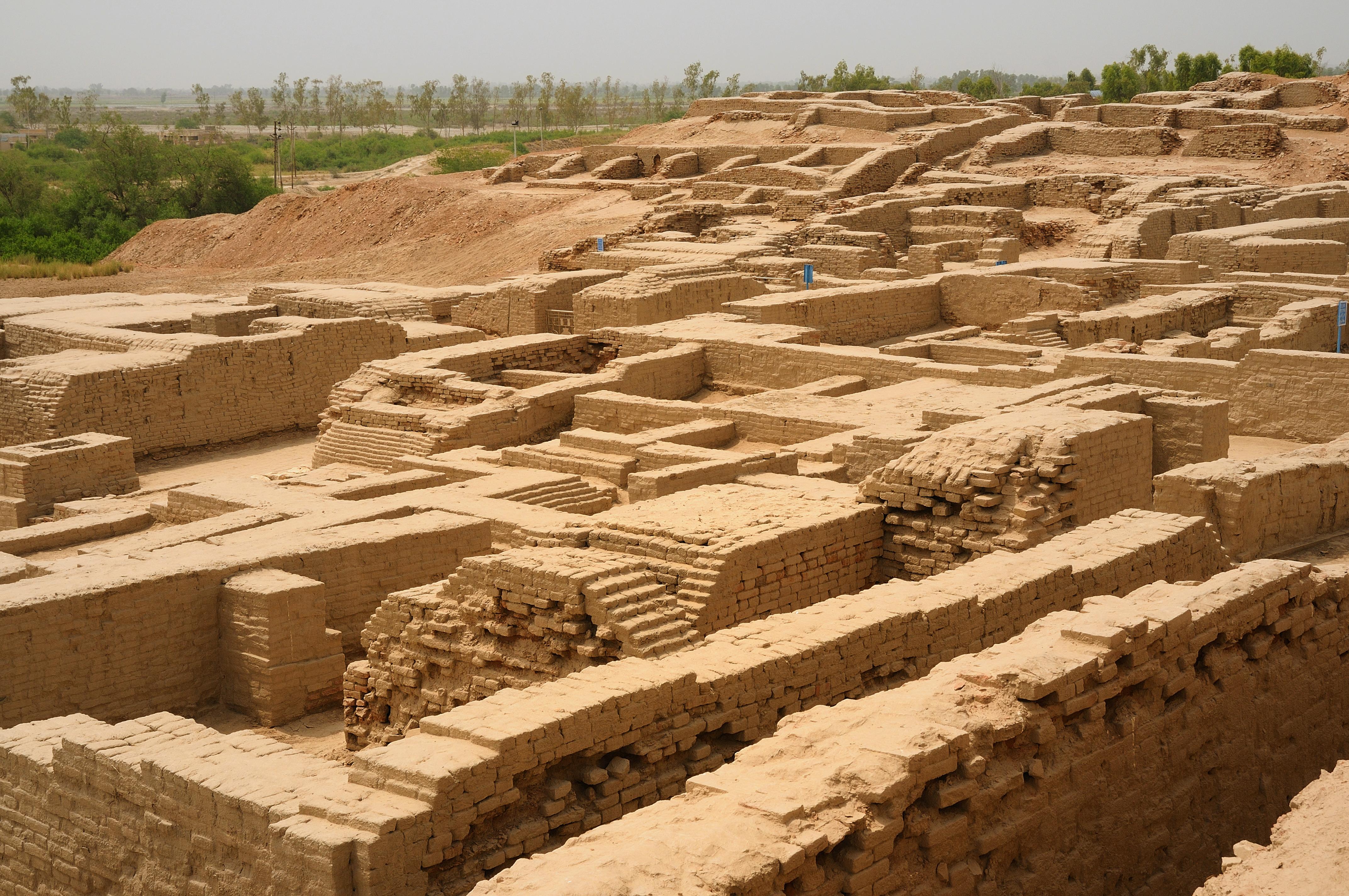
Ruines de Mohenjo-daro.
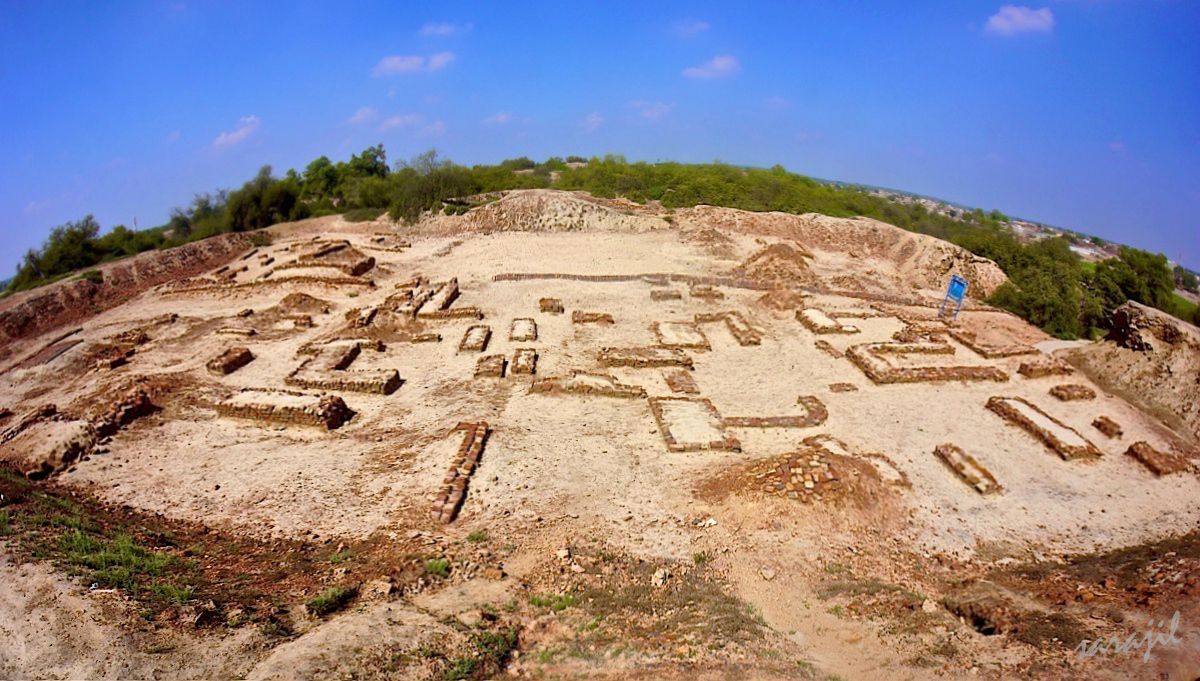
Ruines de Harappa.
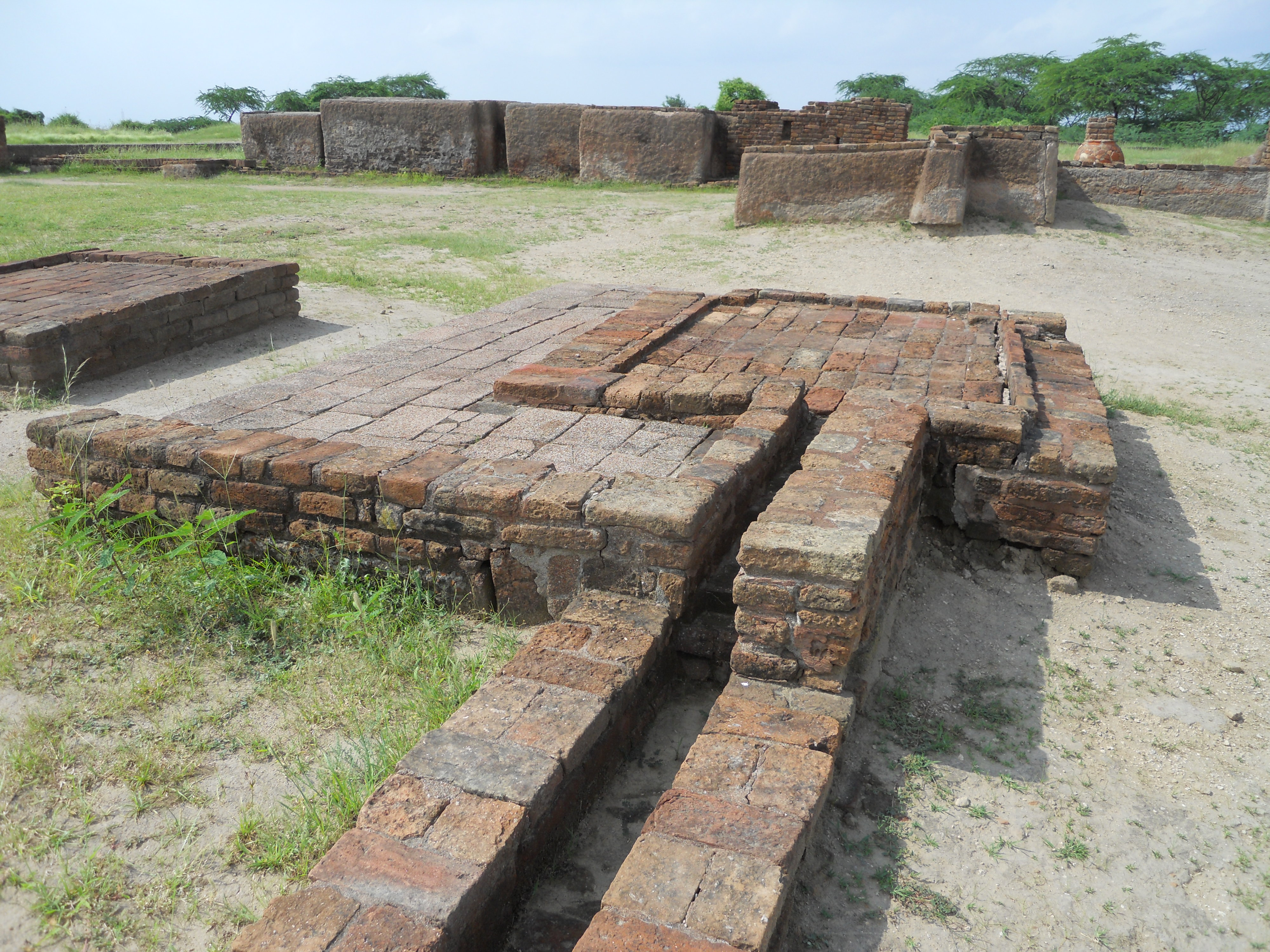
Installation de bains avec évacuation à Lothal.

Le découpage chronologique interne de cette longue période (sept siècles) reste encore mal défini, les synchronismes entre les sites n'étant pas toujours bien établis. Les changements qui sont survenus durant ces sept siècles restent donc un sujet d'interrogations, de même que les variations géographiques. Sans doute les traits caractéristiques de la période mature ne sont tous réunis que durant ses trois derniers siècles (v. 2200-1900 av. J.-C.).
À son maximum d'extension, la civilisation harappéenne couvre un espace (entre 1 million et 3 millions de km² selon les estimations) et des milieux très divers. Elle intègre, en plus de la plaine alluviale de l'Indus et de ses affluents, des régions qui disposaient jusqu'alors de cultures propres, à des degrés divers. À l'ouest une partie du Baloutchistan est intégrée (Nausharo) et des sites harappéens se retrouvent jusqu'à la côte du Makran (Sutkagan Dor (en)), mais la culture de Kulli ne fait pas partie du complexe harappéen. Le système Ghaggar-Hakra, le désert du Cholistan/Thar et l'interfluve entre Indus et Gange, jusqu'aux alentours de New Delhi au nord-est sont aussi marqués par cette intégration, mais les traits matériels de la culture « Sothi-Siswal » continuent à se retrouver à l'est, ce qui indique une intégration moins poussée. Le Gujarat au sud-est est dans une configuration grossièrement similaire avec la coexistence de sites côtiers harappéens (Dholavira, Lothal) et de sites intérieurs plus ou moins « intégrés ». Enfin de manière isolée la civilisation harappéenne se retrouve également en Afghanistan au nord avec le site de Shortughai (dans l'Hindou Kouch),.
La culture matérielle sur ces différents sites présente de nombreuses similitudes, dont des ruptures par rapport à la période précédente : planification urbaine, méthodes de construction, ouvrage hydrauliques, aménagements sanitaires urbains, usage de briques standardisées, de poids et mesures standardisés, d'une poterie similaire, de techniques artisanales semblables (travail de perles de cornaline, objets en cuivre et bronze, lames en pierre), emploi de sceaux et d'une écriture harappéenne, le tout traversé par de nombreux échanges au sein des régions et entre elles.

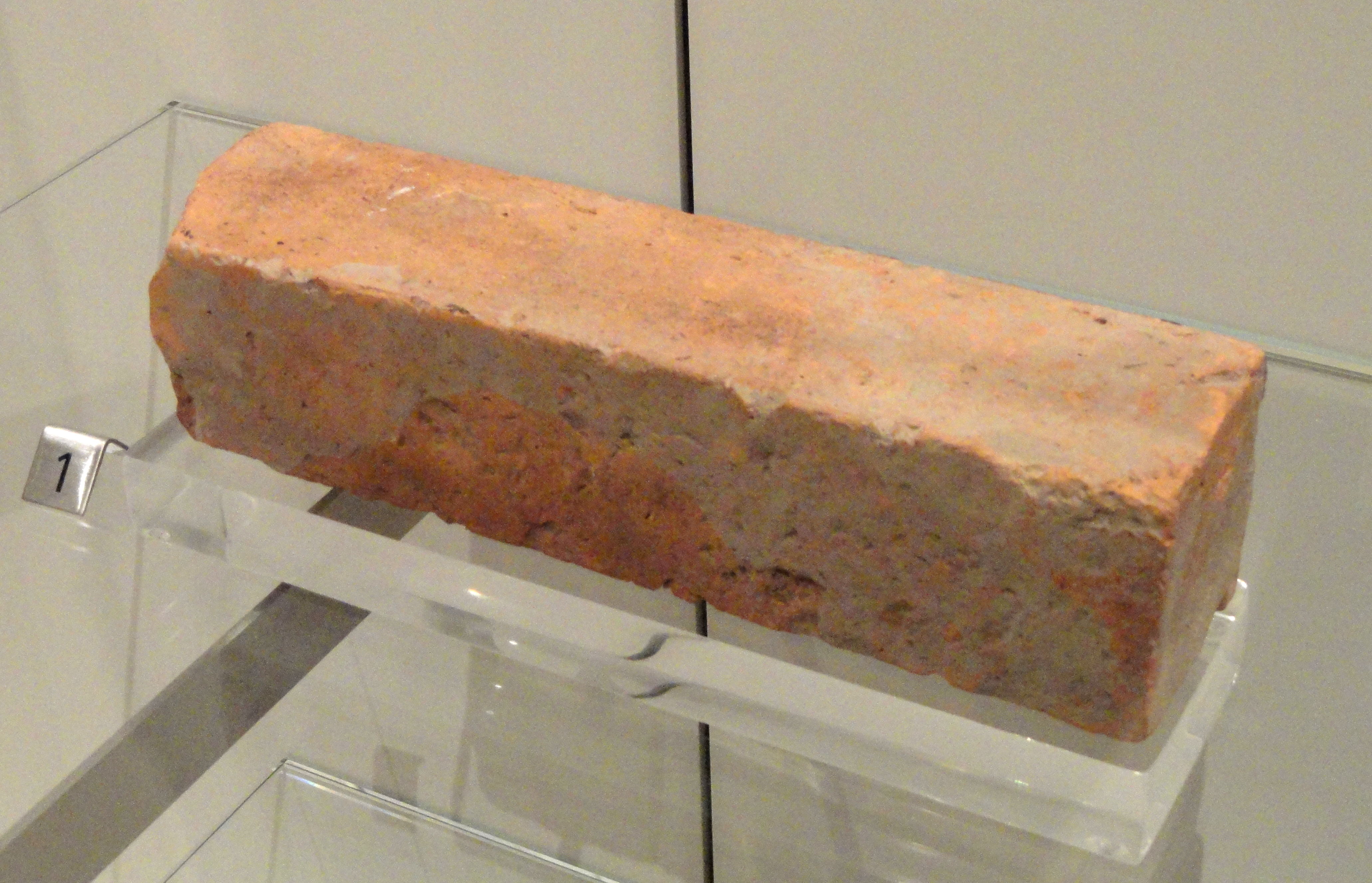
Brique en argile, Chanhu-daro. Musée royal de l'Ontario.
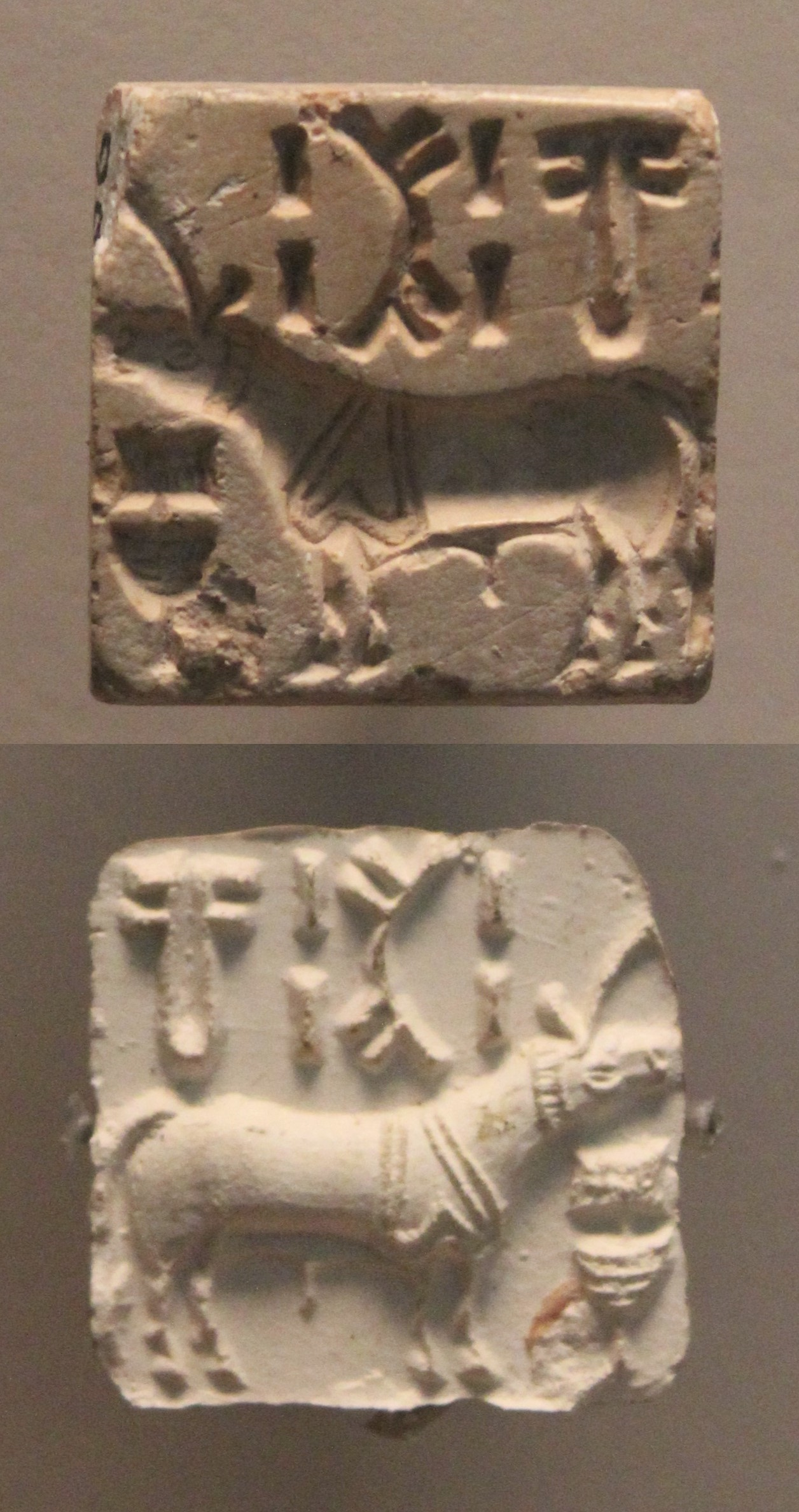
Sceau : licorne. Musée Guimet.
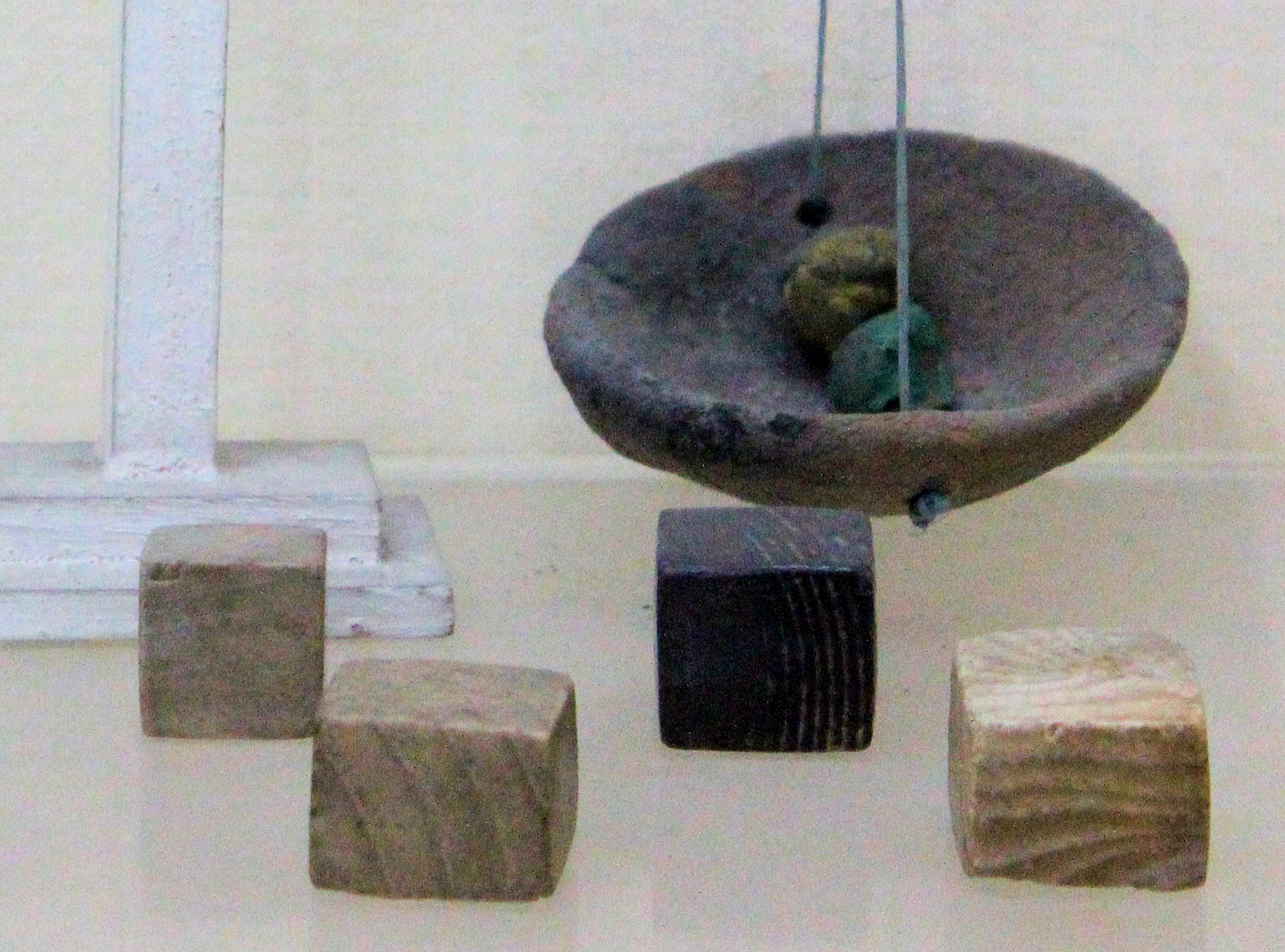
Poids standardisés. Musée national (New Delhi).
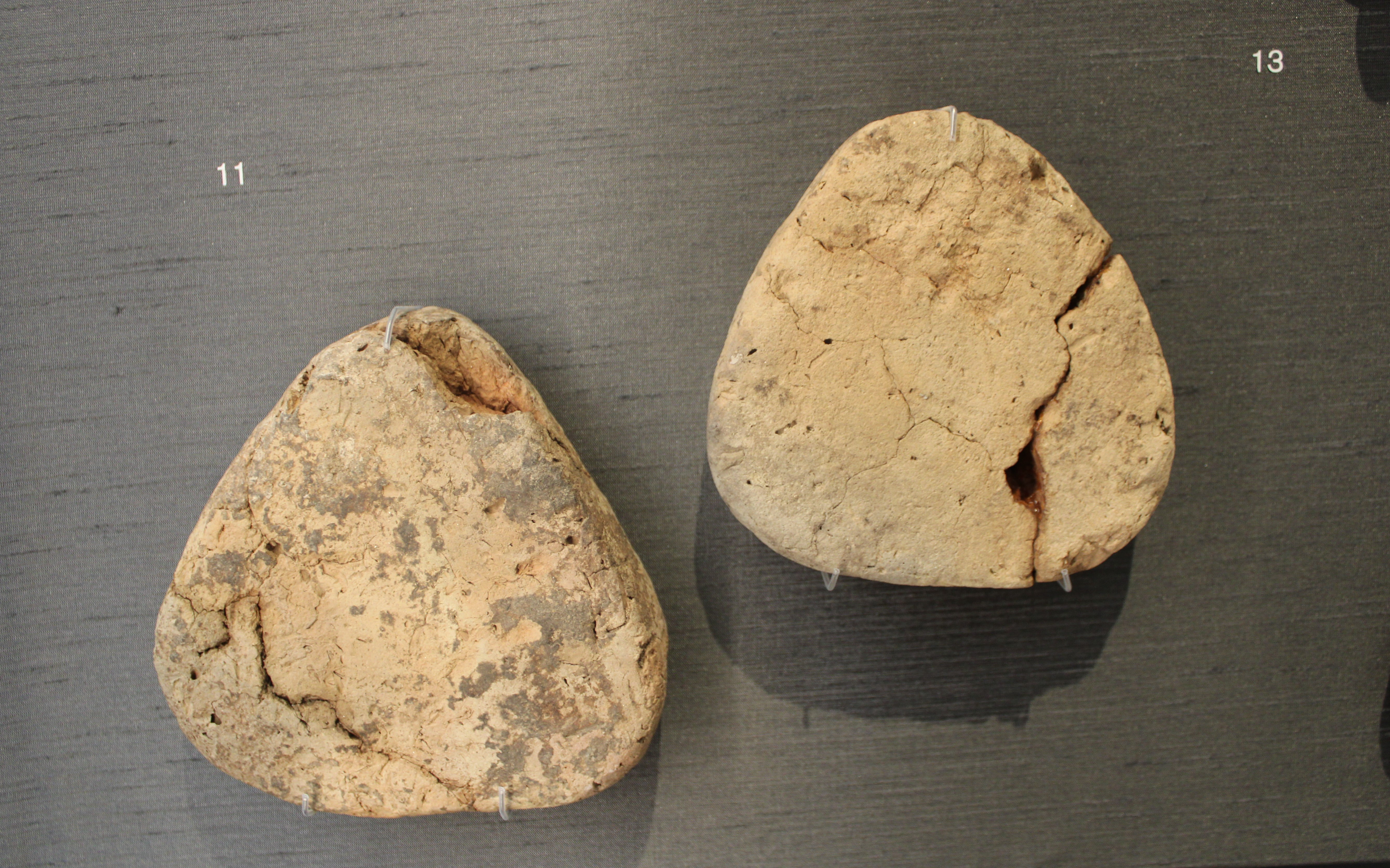
« Pains » en terre cuite. British Museum.
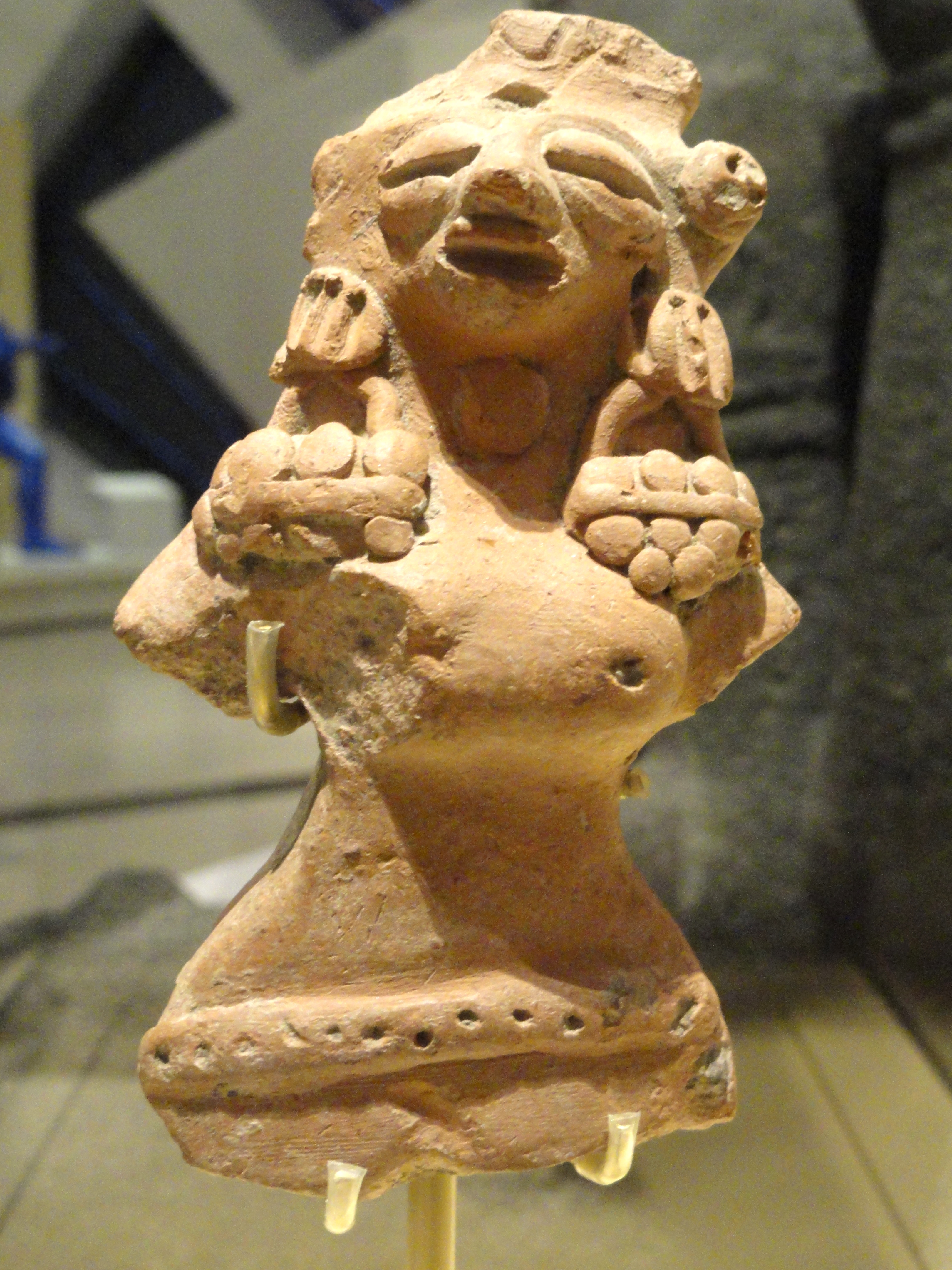
Statuette féminine. Musée royal de l'Ontario.

#### Les ressorts politiques et culturels
L'émergence du phénomène harappéen mature semble si soudaine que certains chercheurs ont pu penser qu'elle résultait d'une conquête extérieure ou d'une migration, mais aujourd'hui ces théories n'ont plus cours. Les archéologues sont convaincus d'avoir fait la preuve qu'elle est issue de la culture harappéenne ancienne qui l'a précédée comme cela a été vu. L'organisation politique et sociale de la civilisation harappéenne mature ne peut être déterminée avec certitudes en l'absence de sources écrites, aussi de nombreuses propositions ont été faites au regard des découvertes archéologiques, et par comparaison avec les autres civilisations de la Haute Antiquité, en premier lieu la Mésopotamie. Selon toute vraisemblance la période d'intégration correspond à un stade de développement politique avancé, que beaucoup qualifient d’« État », reposant sur une autorité politique centrale sur qui s'appuie l'idéologie unifiant et défendant l'ordre social et assurant son expansion. Cela s'accompagne d'une division du travail et d'une organisation de la production poussées, ce qui se voit en particulier dans les différents traits caractéristiques de la civilisation de l'Indus retrouvés sur un vaste espace et le fait que l'habitat urbain soit manifestement planifié. Par le passé, au regard de ces éléments on a pu évoquer l'existence d'un « empire » (M. Wheeler, S. Piggott). L'uniformité culturelle, longtemps mise en avant comme caractéristique de la civilisation harappéenne, a néanmoins été relativisée car des différences entre régions et sites sont apparues : l'organisation des villes n'est pas si uniformisée qu'on l'a pensé, de même que la culture matérielle, à commencer par la poterie, les plantes cultivées et consommées varient d'une région à l'autre, les pratiques funéraires divergent, des monuments sont spécifiques à certains sites (comme les plates-formes de Kalibangan interprétées par le passé comme des « autels de feu »), tandis qu'il est apparu improbable qu'un si vaste territoire ait pu être dominé par une seule entité politique à cette période,.
Les modèles récents reposent plutôt sur l'existence de plusieurs entités centrées sur les plus vastes agglomérations dominant le réseau urbain hiérarchisé, à savoir Mohenjo-daro au Sind, Harappa au Pendjab, Dholavira au Gujarat, Ganweriwala (et aussi Lurewala) au Cholistan et Rakhigarhi en Haryana,, ce qui implique l'existence de relations hiérarchiques, politiques et économiques (notamment des réseaux d'échanges), entre ces sites et ceux qui constituent leur arrière-pays, et aussi entre les différentes régions. G. Possehl, qui ne reconnaît pas d’« État » dans la civilisation harappéenne, a proposé l'existence de six « domaines » régionaux, entités cohérentes du point de vue géographique, reposant sur ces grands centres urbains, proposant ainsi l'existence d'une diversité entre les « Harappéen(ne)s ». J. Kenoyer, D. Chakrabarti et R. Wright ont de la même manière envisagé un paysage politique divisé, la similitude de culture matérielle n'impliquant pas forcément une unité politique. Quoi qu'il en soit cette organisation politique est suffisamment solide pour être en mesure de maintenir le fonctionnement de ce système pendant plusieurs siècles,.

## Les villes harappéennes: peuplement, urbanisme et architecture

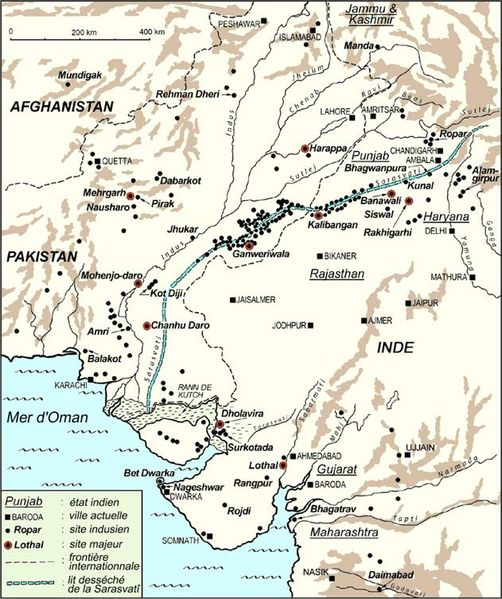
Carte de répartition des sites de la civilisation indusienne

### Un réseau urbain hiérarchisé
Plus d'un millier de sites datés de la période mature ont été repérés. Ils sont couramment répartis en fonction de leur taille, ce critère permettant de déterminer plusieurs groupes constituant un réseau hiérarchique. Au sommet se trouvent les cinq sites les plus vastes (plus de 80 hectares) : Mohenjo-daro, Harappa, Ganweriwala, Rakhigari, Dholavira. Viennent ensuite les sites de second rang présentant des traits urbains, également de tailles différentes, certains faisant entre 10 et 50 hectares, d'autres sites entre 5 et 10 hectares, puis des petits sites disposant de murailles couvrant de 1 à 5 hectares. Enfin une myriade de sites encore plus petits à caractère rural ou à spécialisation artisanale,.

#### Les agglomérations principales

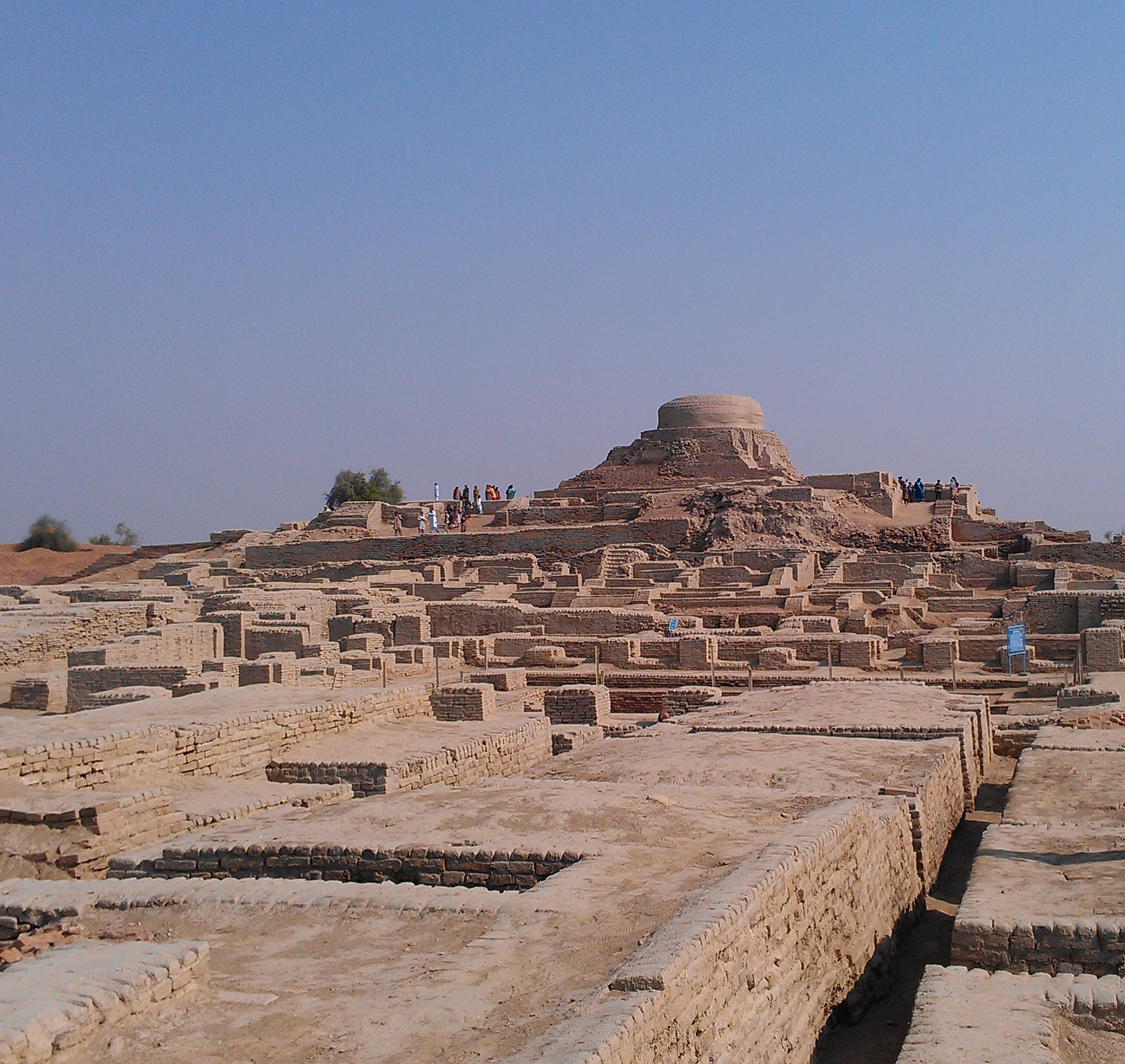
Les ruines de Mohenjo-daro.

Il s'agit des cinq sites majeurs identifiés et fouillés, peut-être les « capitales » des différentes entités politiques harappéennes ; d'autres sites ayant fait l'objet de prospections ont pu atteindre une taille importante.
Mohenjo-daro (Sind) est le plus vaste site harappéen connu, couvrant plus de 200 hectares, le plus fouillé également. Il est fondé au début de la période d'intégration selon un plan régulier. Il est organisé autour de deux tells principaux : la ville basse à l'est et la citadelle à l'ouest. La première, couvrant environ 80 hectares, était peut-être entourée d'une muraille. Son espace intérieur est divisé par quatre avenues principales d'axe est-ouest et nord-sud, à partir desquelles partaient de nombreuses rues plus petites divisant la ville en blocs comprenant des résidences et des ateliers et approvisionnés en eau par des puits (plus de 700 repérés dans la ville). Un vaste édifice public a été mis au jour au sud (temple ? résidence d'un chef ?). La citadelle, protégée par une muraille ou un mur de soutènement épais, comprend une plate-forme artificielle de 400 × 200 m s'élevant à 12 m de haut, comprenant un groupe d'édifices monumentaux dont les noms n'indiquent qu'une fonction envisagée lors de premières campagnes de fouilles, en général rejetée depuis : du nord au sud le « grand bain », le « grenier », le « collège des prêtres », le « hall de l'assemblée » (voir plus bas),,,,.
Harappa (Pendjab occidental), le site éponyme de la civilisation de l'Indus, occupé depuis l'époque ancienne, s'étend sur plus de 150 hectares. Les premiers fouilleurs y avaient identifié une organisation autour de deux collines comme à Mohenjo-daro, mais depuis les fouilles ont démontré la présence de quatre ensembles murés distincts, au moins, autour d'une vaste dépression, peut-être une sorte de réservoir. Ces ensembles ont dû être construits au fur et à mesure de l'expansion du site, mais les liens entre les communautés les occupant nous échappent. Le tell F, entouré par un mur épais, est en quelque sorte l'équivalent de la citadelle de Mohenjo-daro, comprenant divers édifices publics, là encore des unités identifiées comme des « greniers », et des espaces résidentiels. Le tell AB, plus élevé et lui aussi protégé par une grande muraille, est trop érodé pour que des bâtiments aient pu y être identifiés. Le tell E, une ville basse elle aussi emmurée, dispose dans sa partie sud d'une porte ouvrant sur une avenue large de 5 mètres, et un espace identifié comme un marché, avec des ateliers à proximité,,.

Plan du site de Dholavira.

Dholavira (Gujarat), étendu sur environ 100 hectares, est situé sur l'île de Kadir, au contact de ressources et voies de communication maritimes. Il est occupé depuis l'époque ancienne, mais sans présenter de traits harappéens à cette période ; il les adopte au début de l'ère d'intégration. Son organisation est atypique : un grand mur extérieur grossièrement rectangulaire délimite un espace de 47 hectares, avec une ville basse où ont été identifiés des espaces artisanaux, ainsi que des grandes citernes creusées dans la roche collectant les eaux de pluie, et en son centre trois autres espaces rectangulaires avaient été divisés par des murailles : une « ville moyenne », et une citadelle divisée en deux unités de taille comparable (l'« enceinte » et le « château ») comprenant des monuments aux fonctions non déterminées,.
Rakhigarhi (Haryana), couvrant plus de 100 hectares, présente une occupation planifiée dès la période ancienne. Cinq tells y ont été repérés, dont une citadelle entourée d'un mur en briques crues, avec des plateformes, des espaces rituels (« autels de feu »), des espaces artisanaux,,.
Ganweriwala (Pendjab), dans le désert du Cholistan, est un site d'environ 80 hectares divisé en deux tells, qui n'a pas fait l'objet de fouilles régulières,.

#### Les sites intermédiaires
Il s'agit de sites de tailles très diverses, allant de 1 à 50 hectares, qui disposent de murailles et qui témoignent d'une planification dans l'organisation de l'habitat. Ils présentent donc des traits urbains et fonctionnent comme des relais des sites principaux. On peut y distinguer plusieurs catégories au sein de cet ensemble, en fonction de leur taille.

Plan du site de Kalibangan.
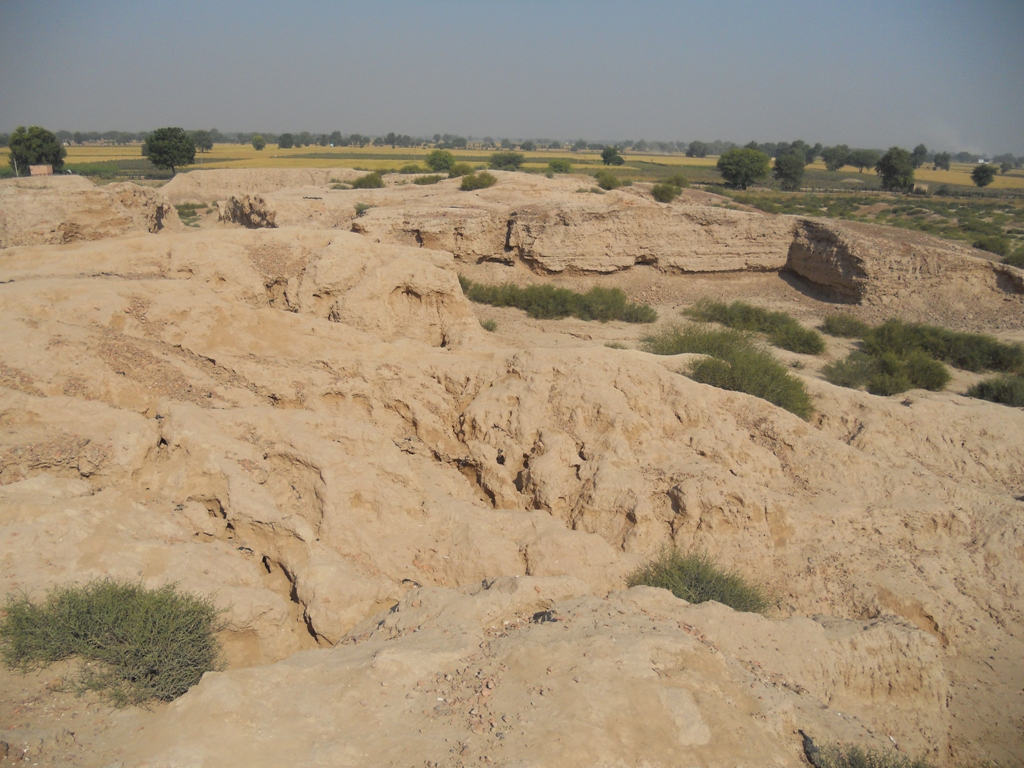
Ruines de Kalibangan.
Plan du site de Lothal.
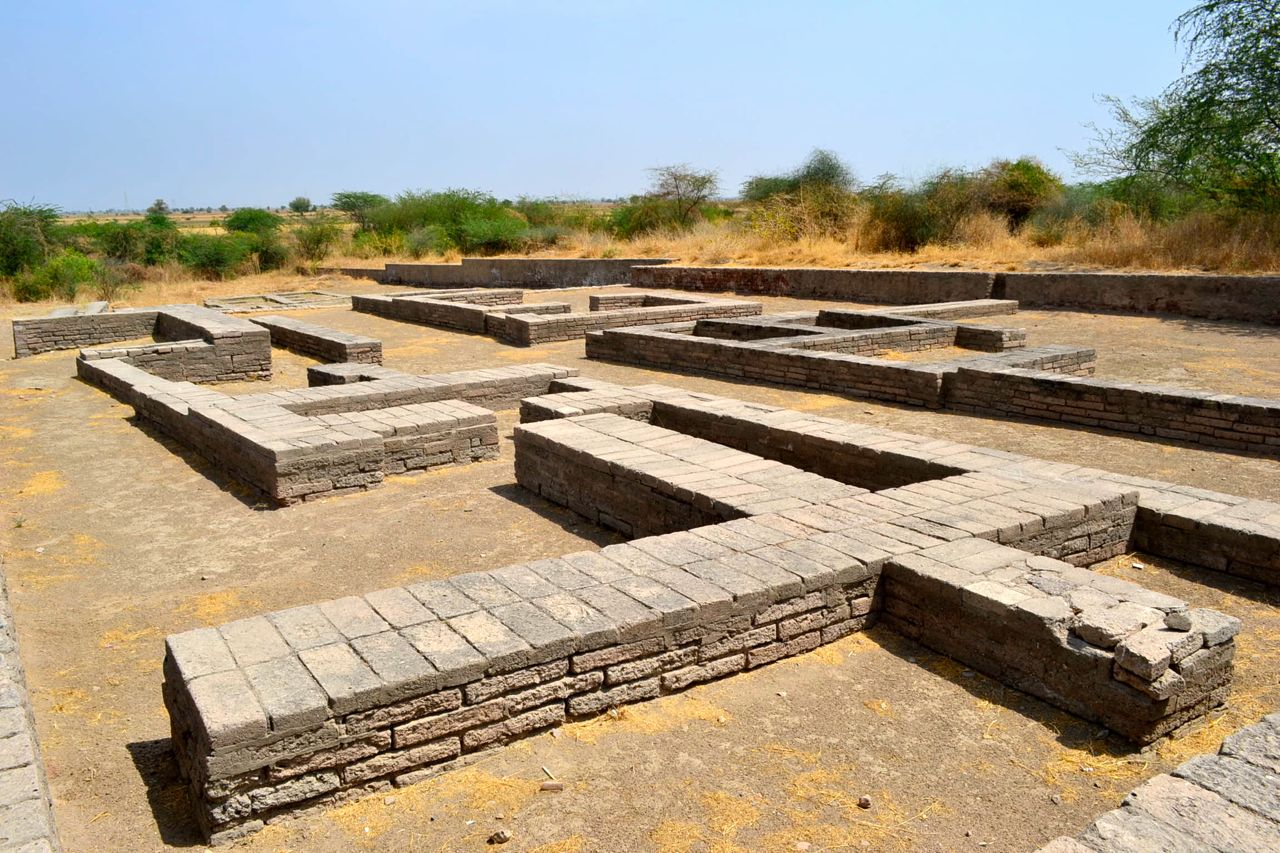
Ruines de la ville basse de Lothal.
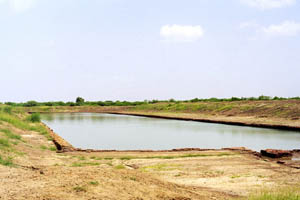
Le bassin de Lothal.

Kalibangan (Rajasthan), situé sur le Ghaggar, est occupé dès l'époque ancienne sur un tell (KLB-1), puis se développe à l'époque mature sur deux ensembles, avec l'apparition d'une cité basse plus étendue à l'est et divisée par de vastes rues dont le tracé ne suit pas celui des murailles (KLB-2) et aussi d'un énigmatique petit espace rituel (KLB-3, des « autels de feu »). Le premier ensemble (KLB-1) est alors une citadelle aux murs épais, divisée en deux ensembles, avec des unités résidentielles au nord, et un espace sans doute rituel au sud, avec un puits et un bain,,.
Banawali (Haryana, district de Hissar), situé également sur le Ghaggar, est un site occupé dès l'époque ancienne mais complètement remanié au début de l'ère d'intégration. Il est ceint par une muraille extérieure de 275 × 130 mètres, avec une muraille interne au tracé semi-elliptique de 105 mètres de long et 6 de large, délimitant dans sa partie sud une citadelle, reliée avec la ville basse par une citadelle. Des résidences et espaces artisanaux y ont été fouillés,,.
Lothal (Saurashtra, Gujarat) est un site côtier de plus de 4 hectares défendu par un mur de 300 × 400 mètres, avec des rues dessinant un plan orthonormé. En dépit de sa petite taille le site disposait d'habitations avec des aménagements hydrauliques en briques cuites, et de plusieurs espaces artisanaux. À l'est du site se trouvait un bassin rectangulaire en briques cuites d'environ 212 × 36 m au sol et 4,15 m de profondeur, interprété comme un lieu où les bateaux pouvaient accoster,.
Sutkagan Dor (en) (Baloutchistan) est le site harappéen le plus occidental à avoir été fouillé, sur la région côtière du Makran, mais à 48 kilomètres à l'intérieur des terres, peut-être proche d'une crique asséchée depuis qui lui donnait un accès à la mer. Le site est divisé entre une ville basse au nord et à l'est, et une citadelle défendue par un mur épais et des tourelles, comprenant une plateforme en briques crues de 173 × 103 mètres.
Surkotada (Kutch, Gujarat) est un petit site muré de 130 × 65 mètres avec des bastions aux angles, divisé en deux parties par un mur interne, une « citadelle » à l'ouest et une « zone résidentielle » à l'est, avec des rues au tracé irrégulier. Beaucoup d'autres sites de même taille n'ont pas une organisation interne claire, et disposent d'une seule muraille, à l'image de Kuntasi, site de 2 hectares délimité par une muraille qui faisait entre 1 et 1,5 mètre, qui disposait de plusieurs espaces artisanaux,.

#### Les sites de rang inférieur
La majorité des sites harappéens identifiés, mais rarement fouillés, sont des petits villages agricoles ou bien des sites spécialisés dans une activité artisanale. Selon les résultats des prospections conduites dans le désert du Cholistan, 29 % des 174 sites repérés relèveraient de la première catégorie, et près de 50 % de la seconde.
Allahdino, situé une quarantaine de kilomètres à l'est de Karachi, est un site de 1,4 hectare sans muraille, mais avec un habitat organisé autour d'une cour comprenant une grande résidence érigée sur une plate-forme. Y a été retrouvé un ensemble d'objets précieux (en or, argent, bronze, agate, cornaline) montrant que certains de ses habitants avaient pu accumuler des richesses importantes. C'était peut-être une sorte de manoir dirigeant un domaine rural, ou bien un établissement à fonction administrative ou commerciale,.
Les sites de spécialisation artisanale sont surtout connus sur les espaces littoraux où plusieurs villages marqués par l'exploitation des ressources halieutiques ont été mis au jour. C'est le cas de Nageshwar dans le golfe de Kutch (Gujarat) dont les habitants travaillent les coquillages en grande quantité. Padri au Saurashtra semble spécialisé dans l'exploitation du sel marin.
De nombreux sites villageois ont été identifiés dans les espaces intérieurs du Gujarat, à la périphérie du territoire harappéen, datant pour beaucoup de la fin de la période mature et du début de la période tardive. Plusieurs occupent une surface plutôt vaste pour des villages (2,5 hectares pour Rojdi durant l'époque mature, environ 7 au début de l'époque tardive quand il prend un aspect plus « urbain » avec une muraille). Ils sont sans doute occupés par des communautés agro-pastorales, qui vivent en général dans des sortes de huttes ; on y trouve des objets typiques du matériel harappéen, ce qui montre un certain degré d'intégration dans les réseaux d'échanges de l'époque. Cette zone pourrait correspondre à un espace en voie d’urbanisation et d'intégration dans la civilisation harappéenne, à partir des sites de la région côtière ; mais ici ce processus a manifestement été interrompu avec la fin de l'ère d'intégration.

### Les composantes des agglomérations harappéennes

#### Organisation interne, murailles et portes
L'aptitude à la planification urbaine de la civilisation de l'Indus est évidente, dans les grandes cités et également les autres agglomérations.

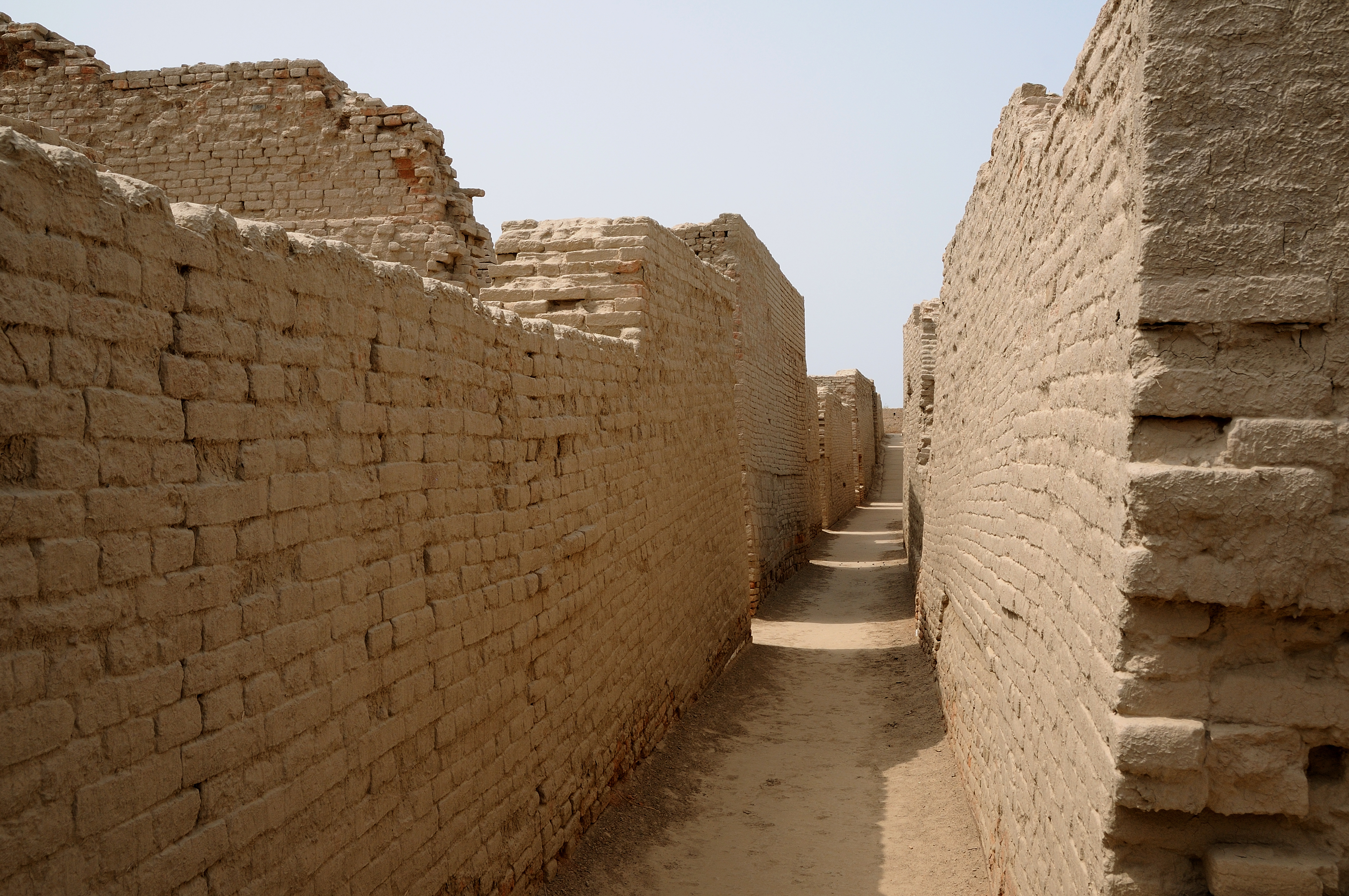
Une ruelle de la ville basse de Mohenjo-daro.
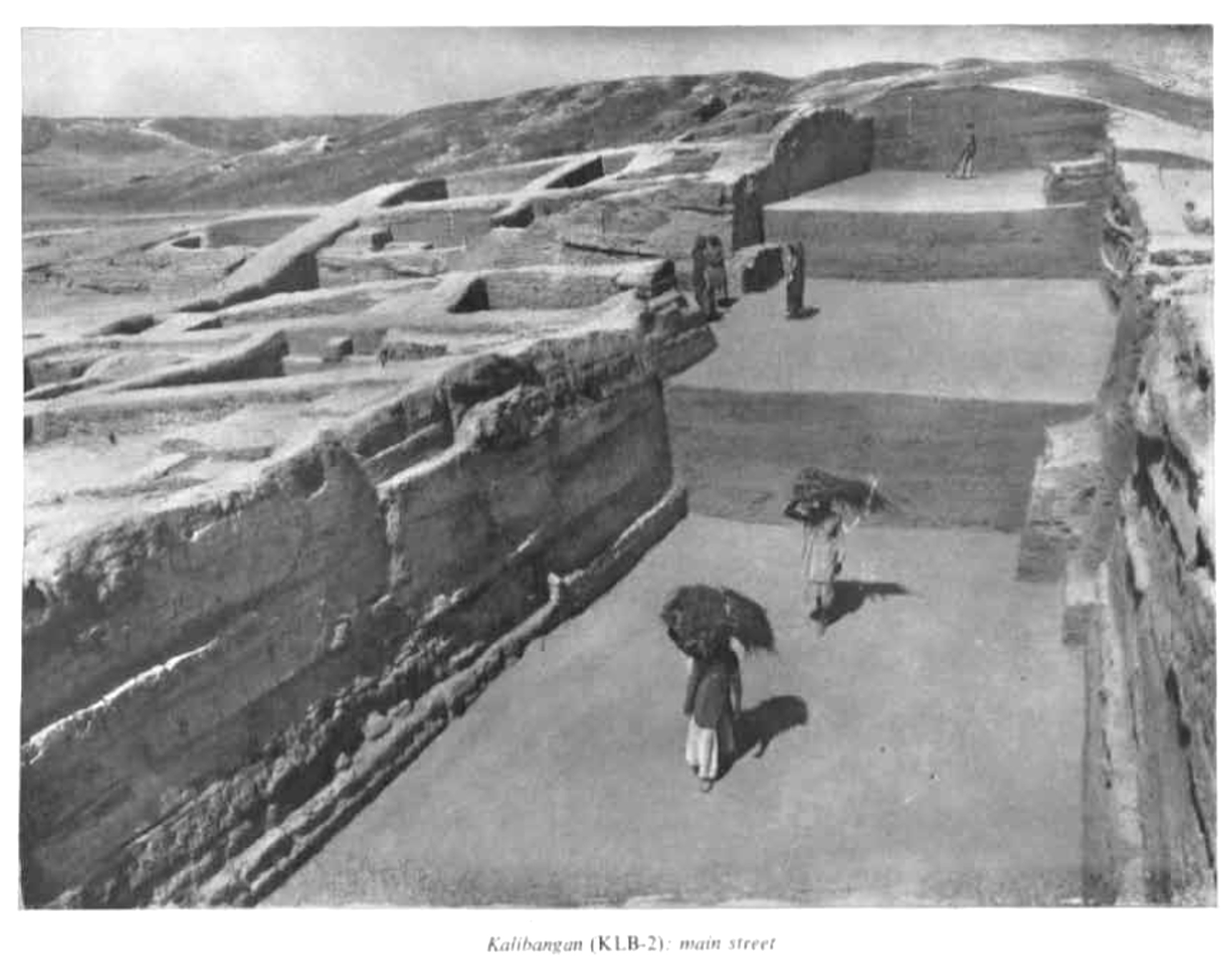
La rue principale de Kalibangan lors des fouilles au début des années 1960.
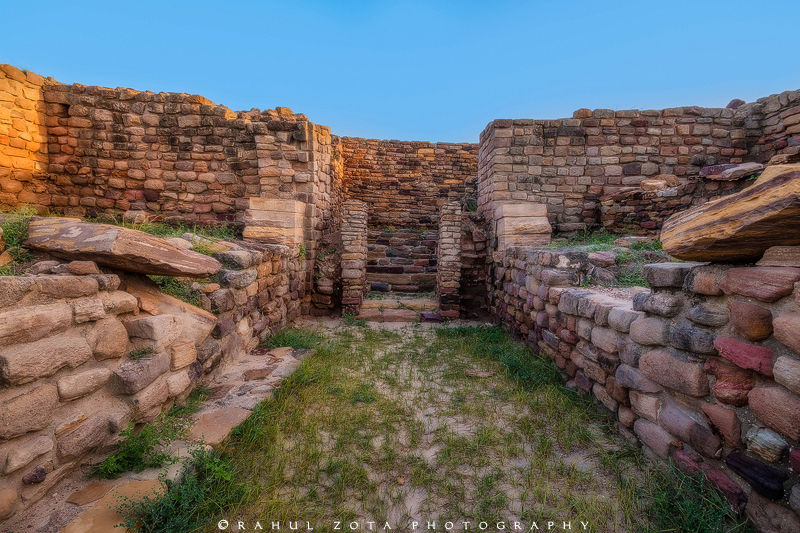
Porte publique à Dholavira.

Les villes harappéennes sont entourées d'une muraille construite en briques crues, avec un revêtement extérieur en briques cuites ou en pierre. Elles sont entretenues régulièrement et parfois sur une très longue période, comme l'atteste le fait que les murailles de Harappa sont en place pendant sept siècles environ. Ces murs sont percés de portes en briques cuites ou pierre, laissant des passages en général de 2,5 à 3 mètres, plus restreints que les rues, sans doute afin de contrôler l'accès à la ville. Il y a peu d'indications que ces murailles et portes aient eu une finalité défensive, les portes ouvrant directement sur les rues sans autre forme de contrôle ; mais il existe des cas de portes présentant une fonction défensive, comme à Surkotada où elle a une forme en "L".
Les agglomérations principales et secondaires de la période mature sont divisées en secteurs murés séparés par une muraille, en général deux, que les archéologues nomment « ville basse » et « citadelle » la seconde étant en général érigée plus haut et disposant de murailles plus massives, aussi de traces d'une fonction défensive plus affirmée. De façon classique la citadelle se situe à l'ouest et la ville basse à l'est, mais ce modèle admet des exceptions comme Banawali et Dholavira qui ont une citadelle au sud. De plus des villes comme Harappa et Dholavira sont divisées en plus de deux secteurs.
Suivant une organisation qui émerge durant la période ancienne et se propage de façon systématique au début de la période mature, les agglomérations harappéennes sont organisées en blocs résidentiels séparés par des rues en général d'orientation est-ouest et nord-sud. Les voies principales mesurent plus de 8 mètres de large, avec un séparateur en leur centre. Elles ouvrent sur un ensemble de rues secondaires de 4-5 mètres de large.

#### Briques et autres matériaux de construction

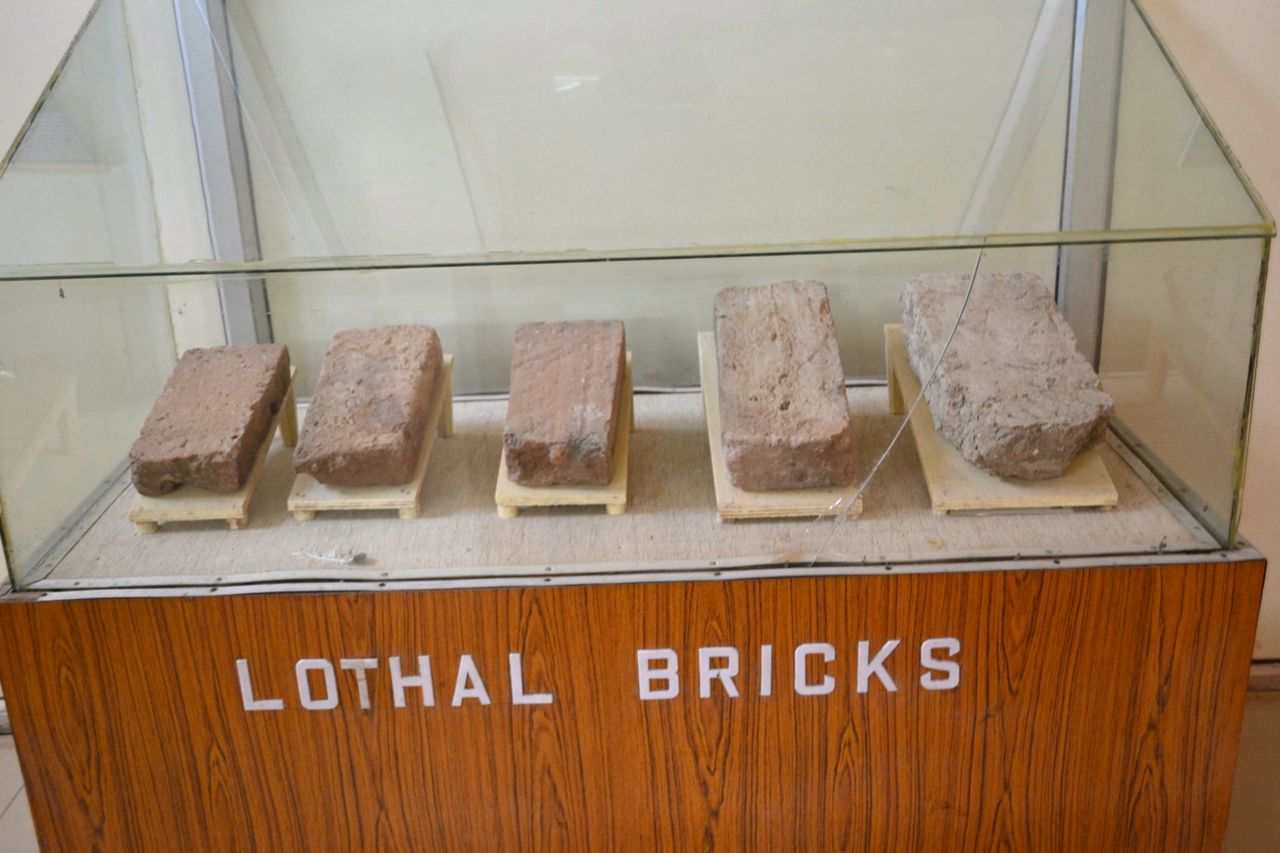
Petites et grandes briques mises au jour à Lothal.

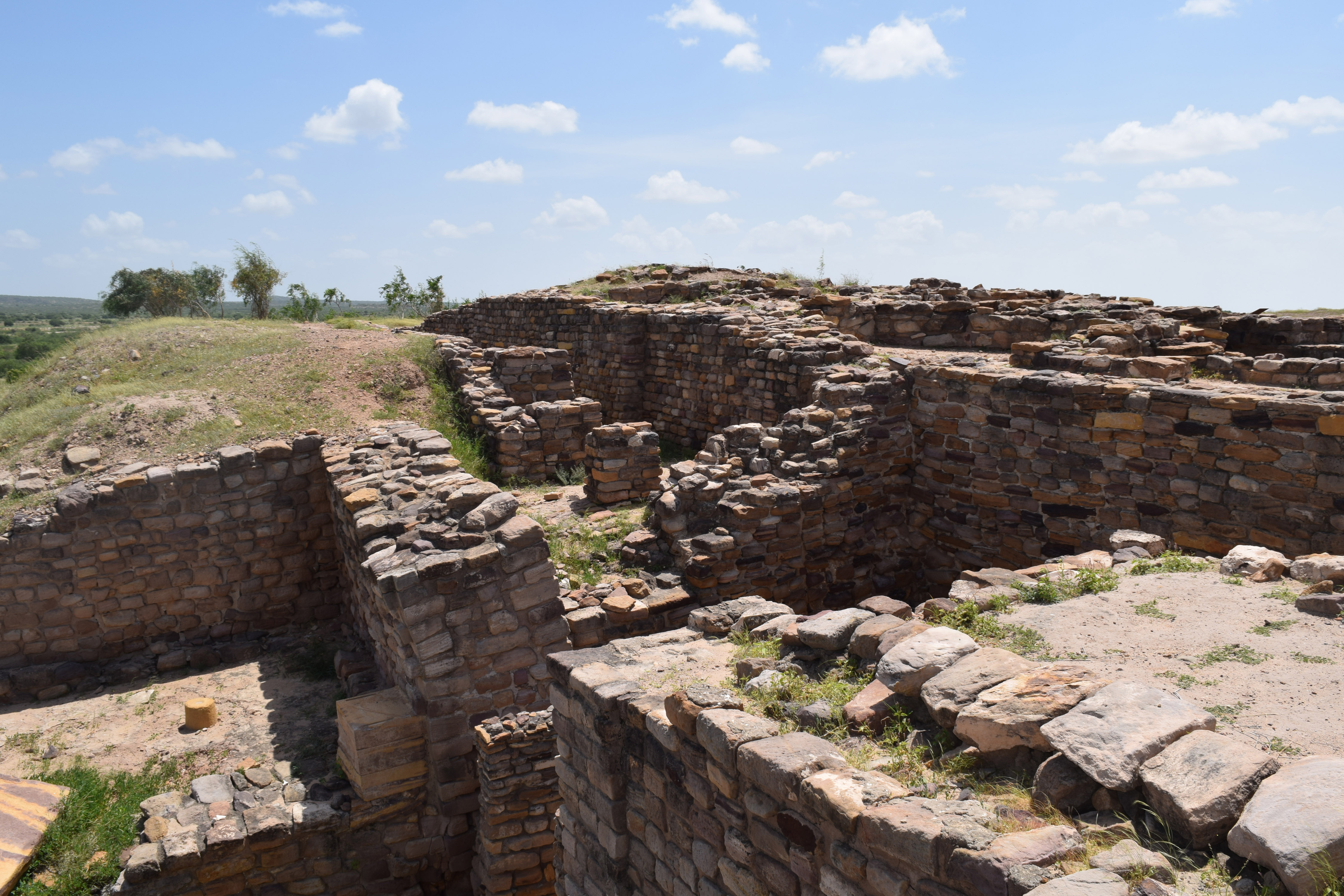
Constructions utilisant de la pierre à Dholavira.

Contrairement à ce qui a pu être proposé par le passé, il n'y a pas de trace de standardisation des unités de mesure dans l'architecture et la planification urbaine. Il a été proposé d'identifier des objets mis au jour sur une poignée de sites comme servant d'échelles de mesure, mais même si elles ont pu avoir une telle fonction elles proposeraient toutes des mesures différentes, et sont quoi qu'il en soit trop petites pour être utilisées pour des mesures longues. En revanche il est certain qu'un ratio de 1:2:4 (hauteur, largeur et longueur) est employé pour mouler les briques sur les sites harappéens. Les briques étaient en général crues, mais sur les sites principaux elles sont aussi cuites. Les petites briques crues mesurent environ 6 × 12 × 24 cm ou 7 × 14 × 28 cm, et sont utilisées pour la plupart des murs, les installations d'évacuation des eaux, les escaliers et les fours. Les grandes briques crues ont pour dimension environ  10 × 20 × 40 cm et servent pour les terrasses et les murailles. Les briques cuites servent pour le revêtement des murailles, parfois aussi les installations hydrauliques (évacuation des eaux, bains, puits). De la pierre ou des tessons de poterie pouvait aussi servir à renforcer les ouvrages imposants. Dans les régions où la pierre est plus abondante (Kutch, Baloutchistan), elle sert pour faire les bases des murailles et terrasses, parfois aussi pour les aménagements hydrauliques. Le bois est également employé dans la construction, pour faire des piliers de soutien, des poutres, et des encadrements de portes et fenêtres.

#### Aménagements hydrauliques
La qualité des installations hydrauliques sur les sites harappéens a rapidement attiré l'intérêt des archéologues. Cela concerne les puits, les réservoirs, les bains et les canalisations d'évacuation des eaux usées.

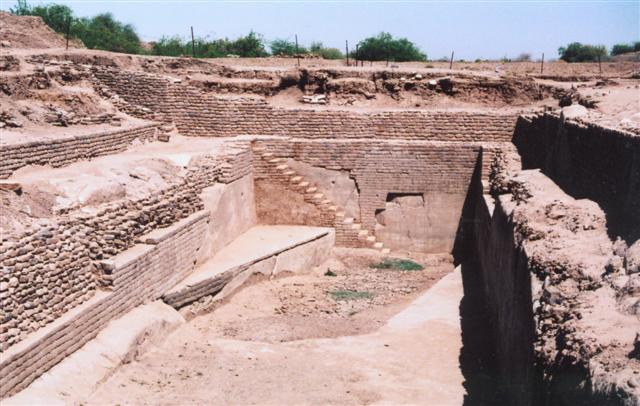
Réservoir à Dholavira.
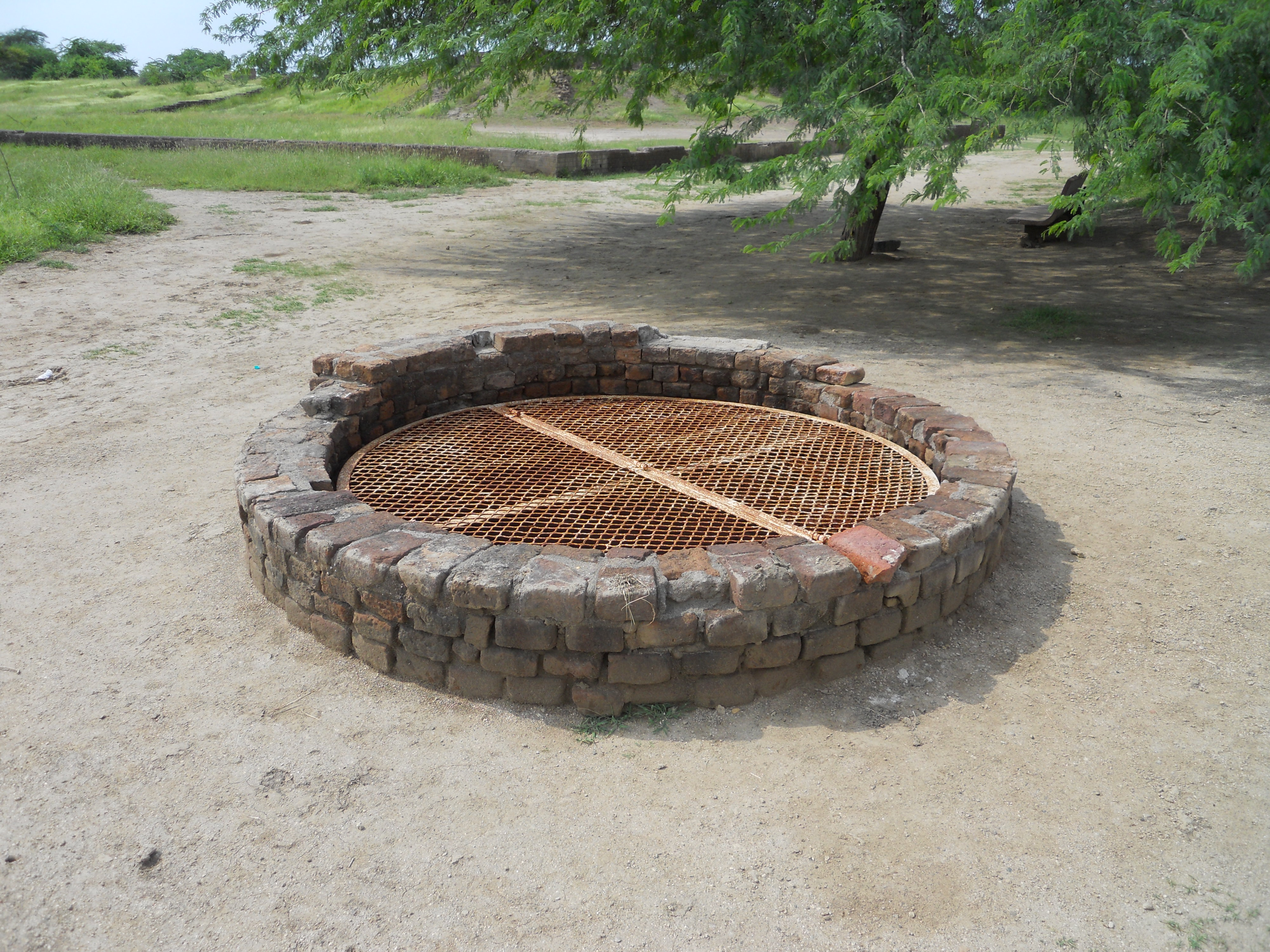
Puits à Lothal.
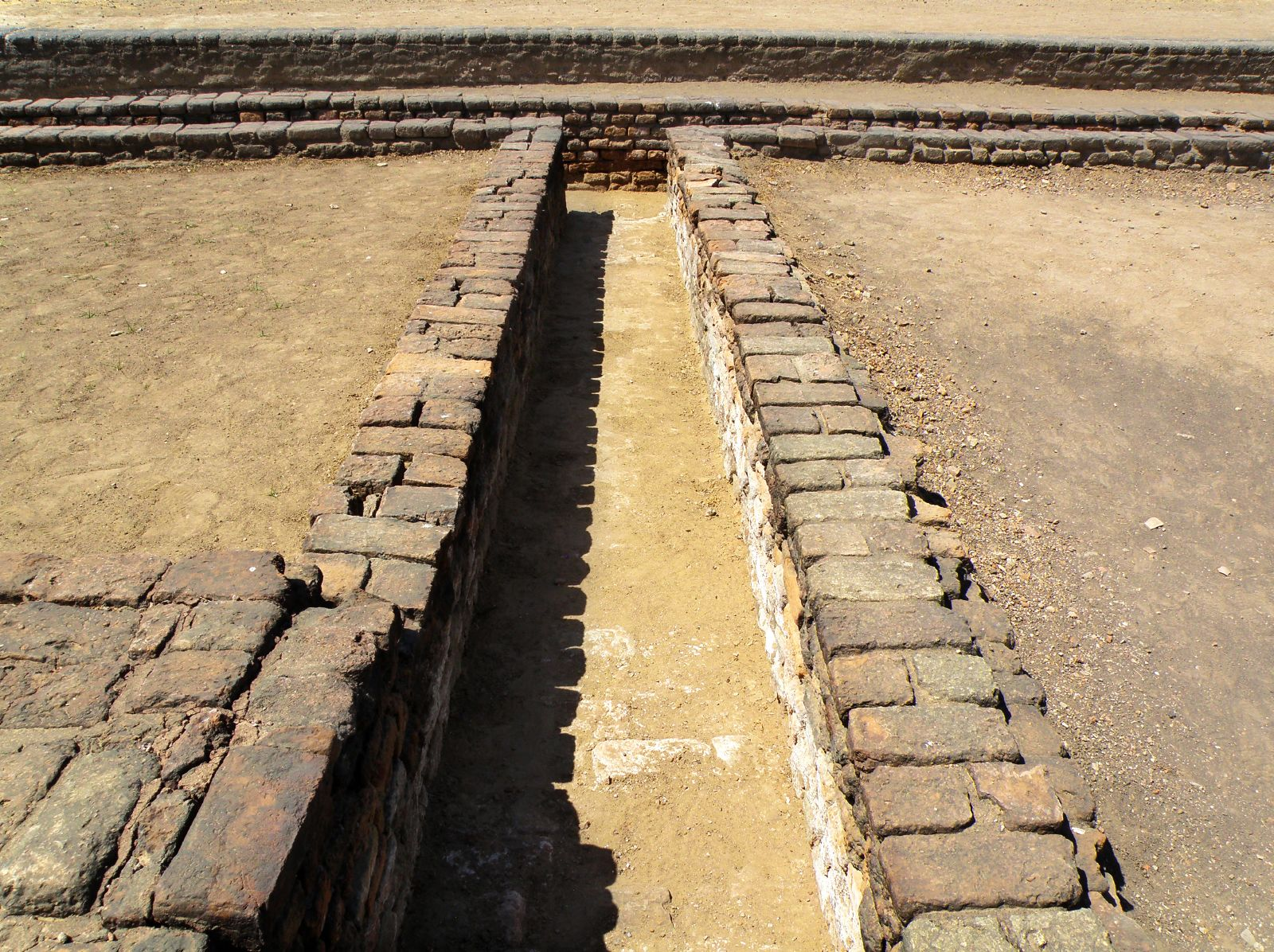
Canalisation d'évacuation des eaux usées à Lothal.
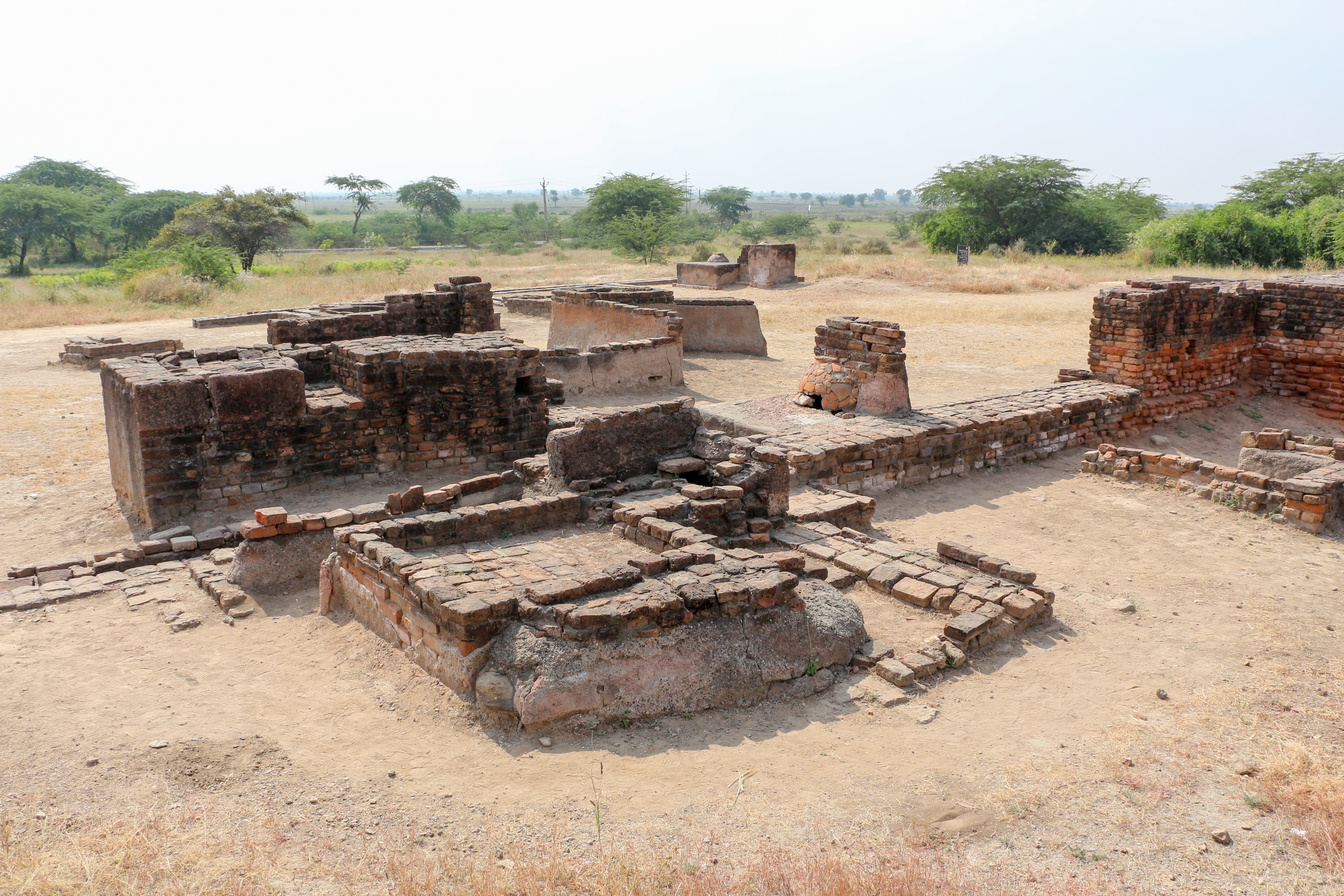
Une pièce d'eau avec latrine et plate-forme de bain à Lothal.

Les villes harappéennes disposent souvent de puits permettant à leurs habitants de s'approvisionner en eau. À Mohenjo-daro, chaque bloc de résidence a son puits, et il s'en trouve également le long des rues. À Harappa les puits sont moins nombreux, mais la dépression située au centre du site a pu servir de réservoir, alimenté par les eaux pluviales ou bien un canal d'approvisionnement dérivé de la Ravi. À Dholavira, en milieu plus aride, le système était plus complexe : des barrages ont été construits sur les deux cours d'eau saisonniers coulant vers la ville, pour ralentir leur cours et le dériver vers des réservoirs ; ceux-ci, taillés dans la roche et/ou en briques, étaient connectés et disposaient de chambres permettant de ralentir leur envasement. À Lothal, le vaste bassin qui est généralement interprété comme un dock a pu servir de réservoir,.
Les résidences sont couramment équipées en bains et latrines, et des dispositifs permettaient l'évacuation des eaux usées : une petite canalisation relie la résidence à une plus grande canalisation collectant les eaux usées du bloc résidentiel, qui étaient ensuite dirigées au-delà des murailles de la ville pour se déverser dans les champs alentour. À Dholavira sont attestés des réservoirs pour collecter les eaux usées, bien séparés de ceux d'alimentation en eau.

#### Résidences
Il n'y a pas de modèle de maison harappéenne à proprement parler. Les résidences sont constituées de plusieurs pièces, souvent organisées autour d'un espace central, et ouvertes sur des rues latérales. Les plus vastes constructions comprennent de nombreuses pièces, et sont peut-être à interpréter comme des palais. Si l'on se fie aux maquettes de résidences en terre cuite mises au jour, ces maisons ont un toit en terrasse, et un ou deux étage(s), ce qui est confirmé sur certain sites par la présence de bases d'escaliers. Les cuisines devaient se trouver dans les cours ou bien des pièces fermées où ont été repérés des foyers. Les latrines et les pièces d'eau, équipées de plateformes en briques cuites servant pour le bain, se situent dans des petites pièces le long d'un mur extérieur afin d'évacuer les eaux par des canalisations.

#### Citadelles et bâtiments publics
Les citadelles des villes harappéennes reposent sur des terrasses en briques crues, entourées d'une muraille en général plus imposante que le reste de l'agglomération, ce qui en fait manifestement des lieux de pouvoir liés aux élites dirigeantes.
Les constructions qui ont été dégagées là où leur surface n'a pas trop été érodée ont suscité de nombreuses interprétations. La citadelle de Mohenjo-daro est le groupe monumental le plus étudié. Il comprend divers, nommés suivant les premières interprétations les concernant, et n'indiquent pas une fonction assurée. Le « Grand bain », complexe de 49 × 33 m qui dispose de son propre mur extérieur, comprend une entrée avec deux portes successives au sud, menant vers une antichambre puis une colonnade centrale de 27 × 23 mètres menant au bassin en briques cuites de 12 × 7 m qui a donné son nom à l'édifice, dont l'étanchéité est assurée par du bitume. Des pièces, dont des salles d'eau, et une autre colonnade entourent cette unité. À l'est du Grand bain se trouve un espace nommé « grenier », vaste mais dont très érodé, puis plus au sud un hall à piliers.

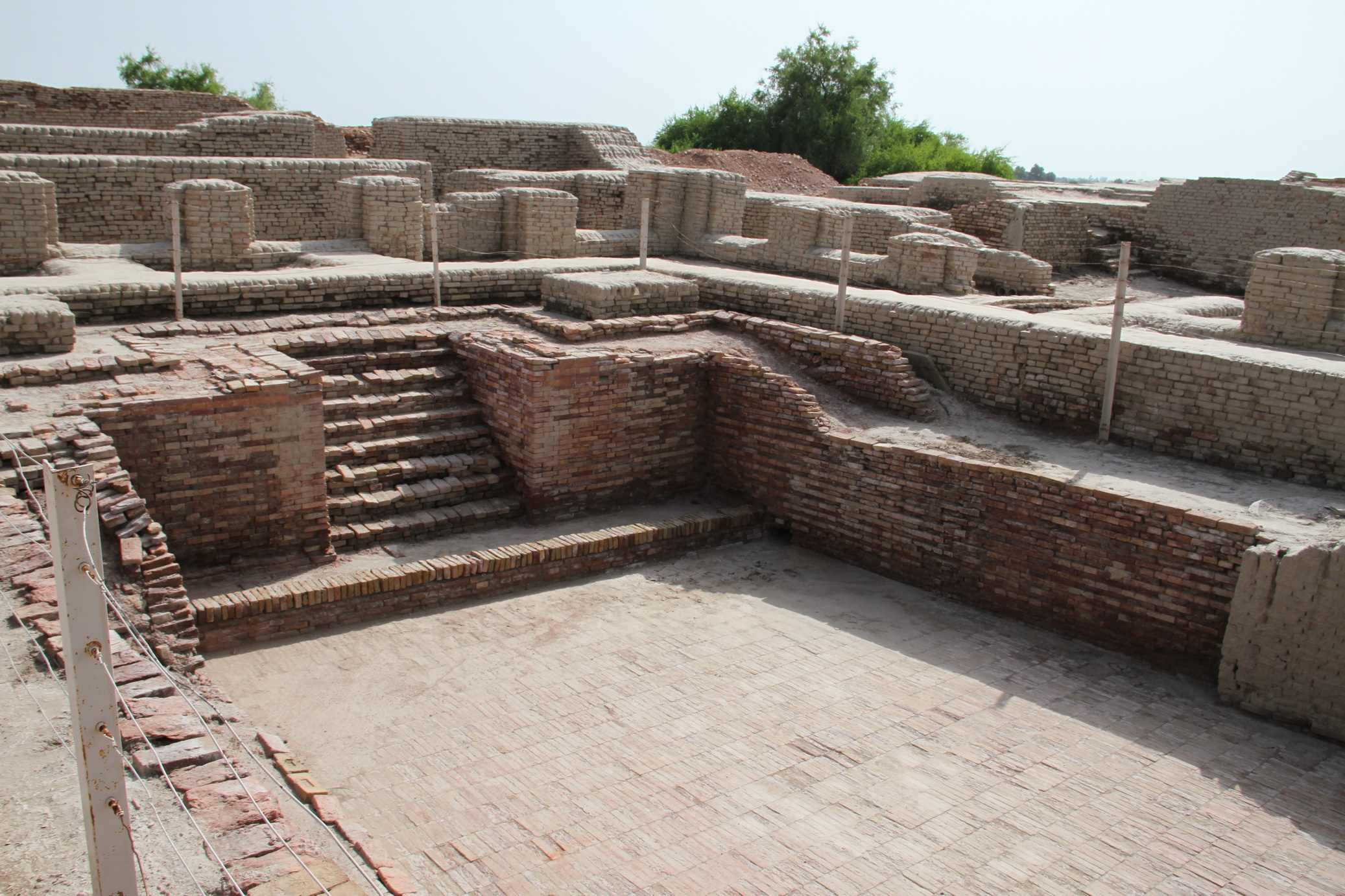
Le « Grand bain » de Mohenjo-daro.
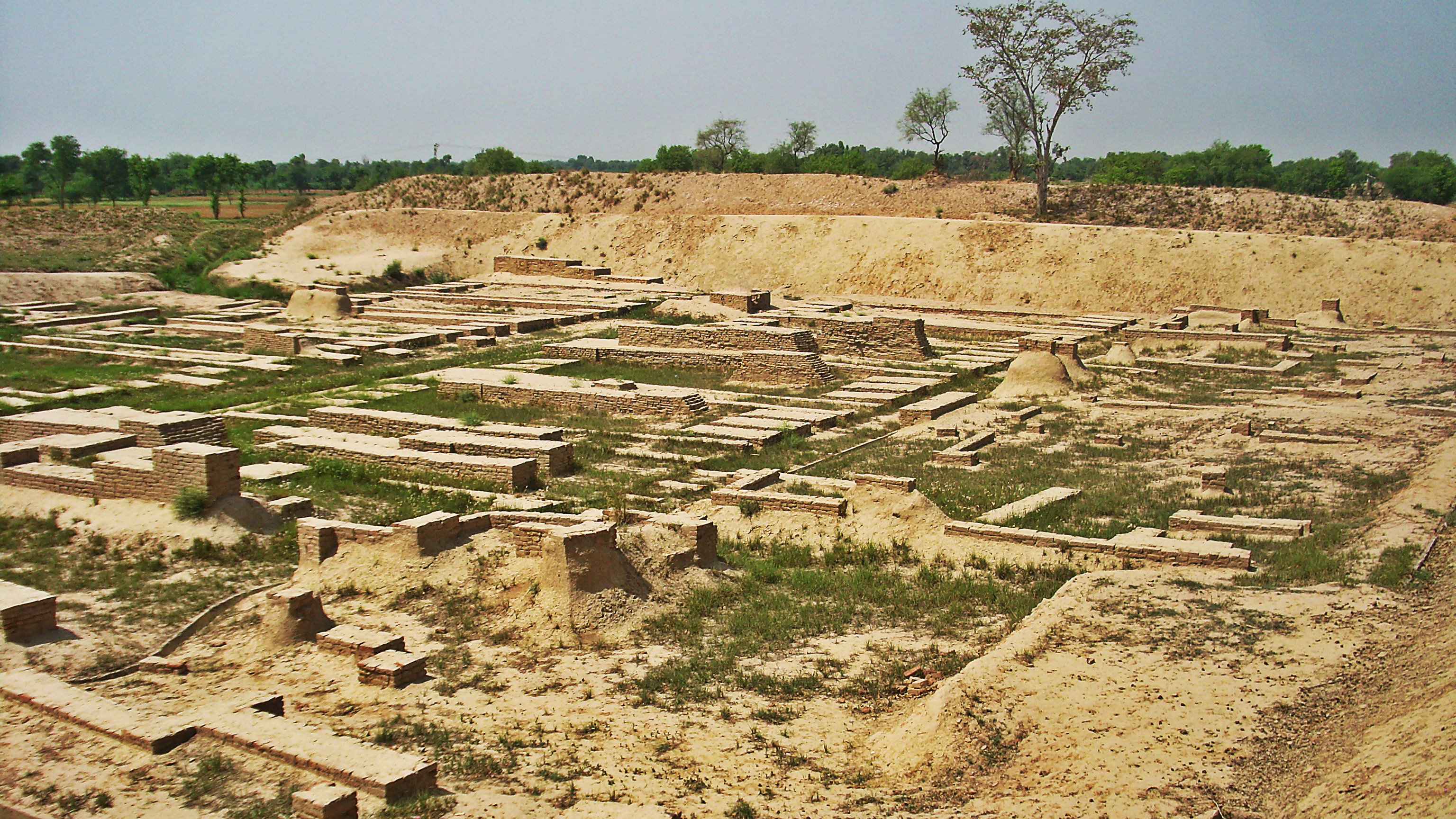
Le « grenier » du mont F de Harappa.
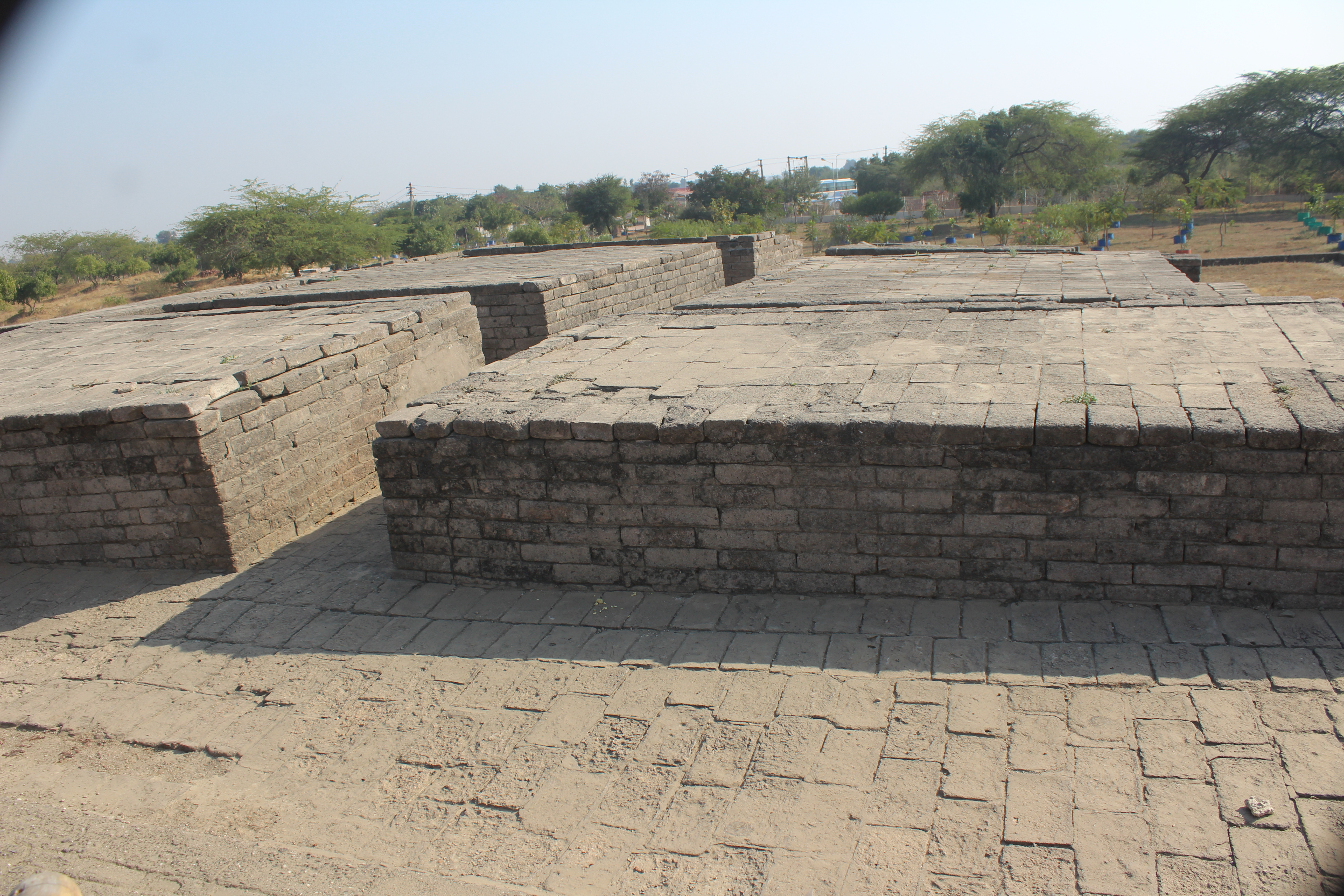
L'« entrepôt » de Lothal.

Le Grand bain a peut-être pu servir à des rituels en lien avec son bassin, mais l'état des connaissances ne permet pas d'en savoir plus. Une construction de Harappa a également été nommée « grenier » à la suite de M. Wheeler qui y voyait des greniers publics ; il s'agit d'un édifice organisé autour de deux blocs de 42 × 17 mètres divisées en plus petites unités de 15,77 × 5,33 m séparées par des corridors. Aucune trace de grain n'a été retrouvée que ce soit dans le grenier de Mohenjo-daro ou celui de Harappa, qui sont du reste deux structures d'aspect différent. J. Kenoyer voit dans le grenier de Mohenjo-daro un grand hall, G. Possehl maintient une interprétation utilitaire en y voyant un entrepôt lié au Grand bain. Un édifice dans le secteur HR-B de Mohenjo-daro, de 80 × 40 m et comprenant 156 pièces, qui a pu être interprété comme un ensemble de sept unités, a été réinterprété par M. Vidale comme un complexe de type palatial. D'autres ont proposé de la même manière de voir des temples ou des résidences d'élites dans divers édifices de grande taille des agglomérations principales,,. Dans le site secondaire de Lothal, un édifice de la citadelle désigné comme un « entrepôt », comprenant 64 podiums de 1,5 m de hauteur et 3,6 m², séparés les uns des autres par un espace de 1 m. Des scellements y ont été retrouvés, ce qui plaiderait bien en faveur de l'hypothèse de l'entrepôt.

## Traitements des morts

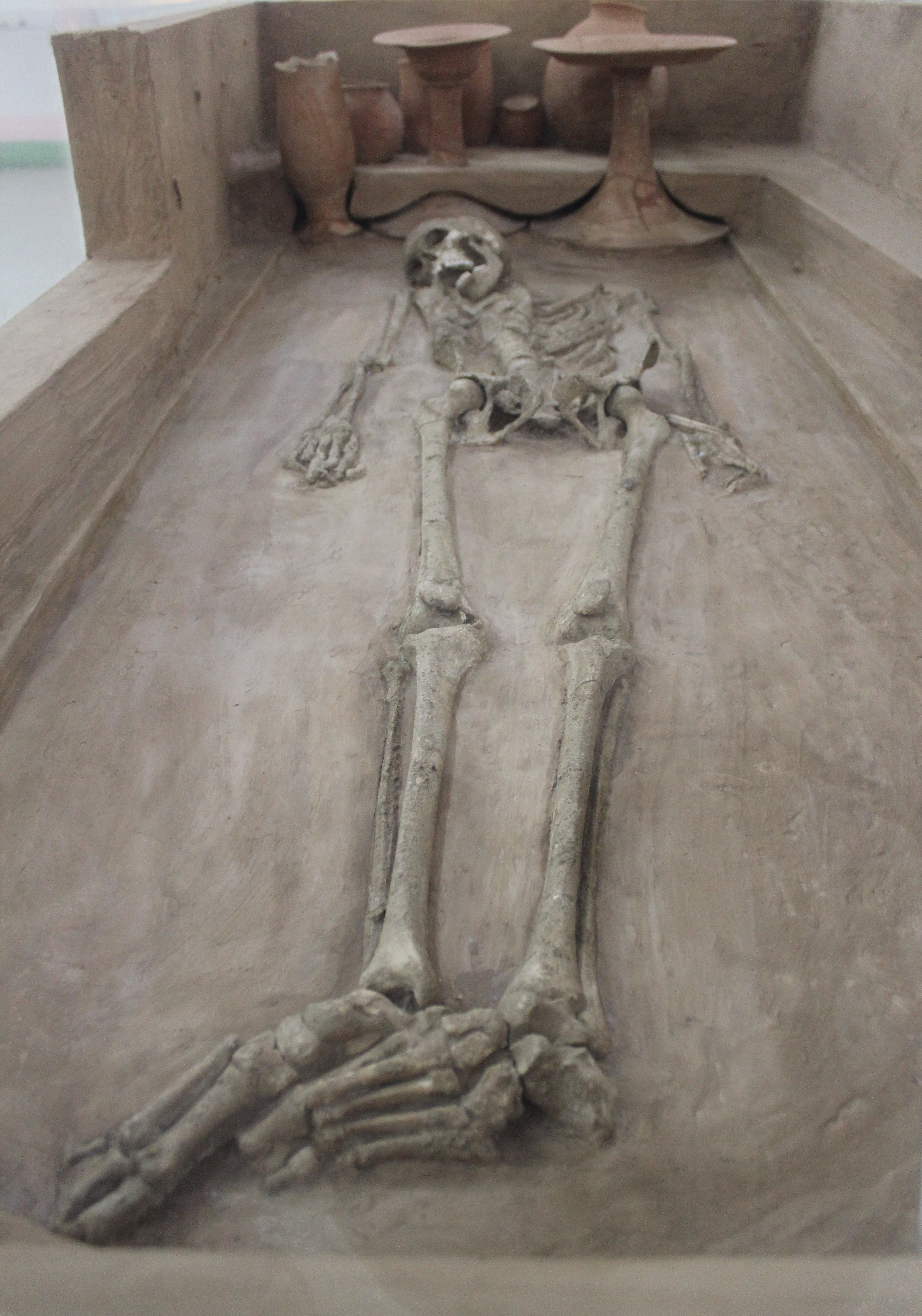
Sépulture de femme provenant de Rakhigarhi, avec offrandes funéraires. Musée national (New Delhi).

### Les lieux de sépultures
Des sépultures des différentes phases de la période harappéenne ont été mises au jour sur plusieurs sites, mais dans l'ensemble la documentation sur les traitements des morts est limitée.
Harappa a fourni la plus grande partie de cette documentation et la plus étudiée : le cimetière R-37, d'époque mature avec une centaine de tombes, et le cimetière H, deux strates (I et II) d'époque tardive avec environ 150 sépultures, situés au sud du tell AB et à l'est du tell E, et dans une moindre la zone G située au sud du tell ET a livré une vingtaine de squelettes, apparemment d'époque mature. Ces cimetières, en premier lieu R-37, ont fait l'objet de nombreuses recherches dans les domaines de la bioarchéologie (étude des squelettes issus de fouilles archéologiques) qui ont permis d'apporter des connaissances précieuses sur la vie des personnes qui y ont été inhumés (morphométrie, anthropologie dentaire, paléopathologie, paléodiète, puis analyses isotopiques). Les études paléopathologiques  sur cette nécropole ont révélé que les défunts qu'on y trouve ont eu des bonnes conditions de santé durant leur vie, et il est estimé qu'ils sont probablement issus des catégories aisées de la population.
Les cimetières des autres sites n'ont pas fait l'objet de fouilles et recherches aussi poussées. À Mohenjo-daro aucun cimetière n'a été fouillé, mais environ 46 tombes ont été dégagées lors des fouilles des zones résidentielles. Un vaste cimetière a été exploré à Dholavira mais peu de tombes y ont été fouillées. Un cimetière a été fouillé à Farmana (Haryana), comprenant 78 tombes sur un espace de 0,07 hectare (le cimetière faisant environ 3 hectares au total). D'autres sépultures ont été mises au jour à Rakhigarhi, Kalibangan, Lothal. Il n'y a pas de trace d'autre pratique funéraire que l'inhumation, même s'il a été proposé que la crémation ait été pratiquée.

### Les tombes et le matériel funéraire
Les inhumations se font en général dans de simples fosses rectangulaires ou ovales creusées dans le sol, dans lesquelles un individu est déposé, couché sur le dos, la tête vers le nord à Harappa, tandis qu'à Farmana se repère une évolution de l'orientation dans le temps, reflétant peut-être la succession de groupes différents sur le site. Certains cadavres ont été placés dans des cercueils en bois, et/ou enveloppés dans un linceul. Quelques sépultures en briques ont été repérées à Harappa, Kalibangan et Lothal, et en pierre à Dholavira. La nécropole de Harappa étant restée en usage sur plusieurs générations, les sépultures anciennes ont souvent été perturbées par des inhumations plus récentes qui ont donné lieu à plusieurs cas de déplacements d'ossements et de cadavres mutilés par les fossoyeurs afin de faire de la place aux nouvelles tombes. Un même phénomène est observé à Farmana. À Kalibangan en plus des tombes à fosse le cimetière comprend des fosses circulaires contenant des corps accompagnés de poteries, et des fosses rectangulaires ou ovales avec des poteries mais pas de corps, interprétées comme des cénotaphes,.
Les tombes d'adultes sont en général accompagnées de poteries, mais pas celles d'enfants. La quantité varie d'une tombe à l'autre : certains adultes sont inhumés sans poteries, d'autres avec quelques-unes, et cela va jusqu'à 52 poteries à Harappa et 72 à Kalibangan. Les ornements (colliers de perles, amulettes, bracelets, miroirs en bronze) sont surtout portés par les femmes, moins par les hommes. On ne trouve en revanche aucun sceau ou objet inscrit dans les sépultures, ni d'objets en or ou pierres précieuses. Bien que leurs tombes présentent en fin de compte peu d'objets précieux, des distinctions sociales apparaissent tout de même et les objets en métal et pierre dure, les bracelets en terre cuite ou encore la poterie peinte de qualité semblent être des marqueurs de richesse.

## Productions artisanales et circulation des biens

### Une grande variété d’activités artisanales
Le développement de la civilisation harappéenne se traduit par une diversification et une spécialisation des activités artisanales, déjà visible durant les phases anciennes, et qui se poursuit durant la période mature. L'existence de nombreuses spécialités a pu être attestée ou déduite à partir des données issues des fouilles archéologiques. Le bois, l'argile et les produits animaux (notamment les os) sont les plus aisément accessibles dans les centres urbains et les villages et transformables suivant de procédés relativement simples. La pierre est certes moins aisément accessible, mais elle sert à fabriquer certains objets en pierre polie ou taillée suivant des procédés assez simples. La confection d'étoffes est très peu documentée car il n'en reste quasiment pas de trace, mais on sait que le coton, le lin et le chanvre sont cultivés, la laine des moutons utilisée, et des fibres de soie ont été identifiées sur des ornements et ont donc pu être employées pour faire des vêtements. La production d'objets de luxe destinés aux élites demande plus d'expertise. Cela concerne les bracelets en argile cuit à haute température (« grès cérame ») ou vitreux (« faïence »), ceux fabriqués dans des coquillages, du mobilier en bois comprenant des incrustations en coquillage ou pierres colorées, le travail de la stéatite pour fabriquer des sceaux et des pierres dures semi-précieuses (agate, cornaline) pour des perles de colliers et autres ornements, celui de la nacre ainsi que la métallurgie du cuivre, du bronze, de l'or et de l'argent.

### Circuits et organisation des productions artisanales
Ces différentes activités artisanales sont intégrées dans des circuits de circulation et de transformation allant de l'extraction des matières premières et leur diffusion, à la réalisation d'un produit fini dans un atelier et à sa distribution à sa destination finale, même si des usages postérieurs sont possibles (en fin de compte jusqu'à la sépulture qui est le lieu de découverte privilégié des objets fabriqués par les artisans harappéens). Le grand changement de la période mature est manifestement l'intégration de certains de ces cycles dans des institutions dirigées par les élites de l'Indus, comme l'attestent les nombreuses empreintes de sceaux, le fait qu'elles présentent une iconographie uniforme, et l'existence de poids et mesures standardisés.

#### Circulation des matières premières et des produits finis
L’émergence des grandes agglomérations harappéennes s’accompagne de l’intensification des échanges de matières premières et produits finis, sur les bases des réseaux constitués durant l’ère de régionalisation. Ces réseaux reposent sur les grands centres urbains et un ensemble d’agglomération secondaires situées près des zones d’extraction des matières premières et sur les axes de communication.

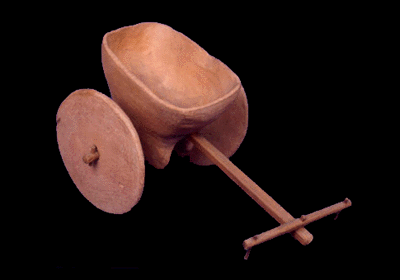
Chariots à roue miniature en terre cuite. Musée national (New Delhi).

Pour les transports de biens, des chariots tirés par des bœufs peuvent être employés, comme l'attestent les modèles en terre cuite mis au jour. Ils sont sans doute plus utiles sur des distances courtes, les animaux de bât servant pour les transports plus longs. Le transport fluvial et maritime par bateau a dû permettre d'acheminer une plus grande quantité de marchandises. Le fait que plusieurs sites majeurs de l'Indus se situent sur des voies fluviales ou près des côtes n'est manifestement pas anodin. Le développement des échanges maritimes à cette période laisse également supposer des innovations techniques dans le domaine de la navigation. En l'absence de trouvaille archéologique de bateaux de cette époque, l'imagerie permet de se faire une idée de leur aspect : deux représentations sur sceau et tablette de Mohenjo-daro font figurer des bateaux allongés à fond plat avec une cabine sur le pont, et un modèle de Lothal représente un bateau à mat.
Il est possible de déduire l’origine de certaines matières premières en fonction de leur distribution actuelle à proximité de la vallée de l’Indus, mais ces déductions sont rarement appuyées par des fouilles archéologiques permettant de les confirmer, comme dans le cas des gisements de silex des collines de Rohri (Sind) où des sites de carrières ont été datés de cette période. Les régions montagneuses entourant la plaine de l’Indus ont sans doute fourni une grande part des minerais qui y sont exploités. Le cuivre, le plomb et le zinc proviennent sans doute des gisements du Rajasthan, l’étain pourrait provenir d’Haryana ou d’Afghanistan. La stéatite provient sans doute de la région de Hazara, au nord d’Islamabad. Le lapis-lazuli est manifestement originaire d’Afghanistan, bien qu’il s’en trouve au Baloutchistan,.
Les sites situés sur ces réseaux ont souvent un rôle artisanal prononcé. Shortughai, situé dans le Badakhshan en Afghanistan, sur la route acheminant le lapis-lazuli et l’étain vers l’Indus, présente une culture matérielle qui le rattache à l’horizon harappéen et des activités artisanales y ont lieu. Lothal est souvent identifié comme un point d’étape dans les réseaux d’échanges de produits, et est en plus un important centre artisanal. Les zones littorales jouent un rôle important en raison de leur situation sur les axes de navigation, mais aussi parce que les ressources marines (poissons, coquillages) sont très prisées dans les grandes villes. La communauté installée dans le village côtier de Balakot sert ainsi de premier maillon de ce réseau, et en plus les coquillages sont travaillés par des artisans sur place.

#### Les espaces de l’artisanat
Les fouilles de surface des sites harappéens ont tenté à plusieurs reprises d'identifier des zones dédiées à une activité artisanale en particulier. Les analyses semblent indiquer que des activités telles que la fabrication de briques, de poterie et la métallurgie sont exclues des centres des villes en raison de leur caractère polluant, tandis que la fabrication d'objets de luxe semble se faire dans des petits ateliers, au niveau de la maisonnée, ce qui suppose des échelles différentes dans la production. À Mohenjo-daro, des espaces artisanaux ont été identifiés en plusieurs lieux du site : les fragments de poteries, de coquillages et de pierre sont concentrés au sud et à l'est de la ville basse, qui semble avoir été un espace artisanal important. Chanhu-daro pourrait avoir été une ville spécialisée dans la production artisanale, puisque environ la moitié de sa surface semble avoir été occupée par des ateliers ; on y fabrique en particulier des perles en cornaline et dans d'autres pierres, mais aussi des objets en cuivre, en ivoire, coquillage et os, des poids en pierre. Mais les activités artisanales pourraient avoir surtout été reléguées dans la périphérie des grands sites, peu explorée. Comme indiqué précédemment les prospections ont ainsi permis d'identifier des sortes de « villages industriels », dont des sites côtiers tels que Balakot et Nageshwar qui sont spécialisés dans le travail des coquillages.

#### Contrôle de la circulation et des productions

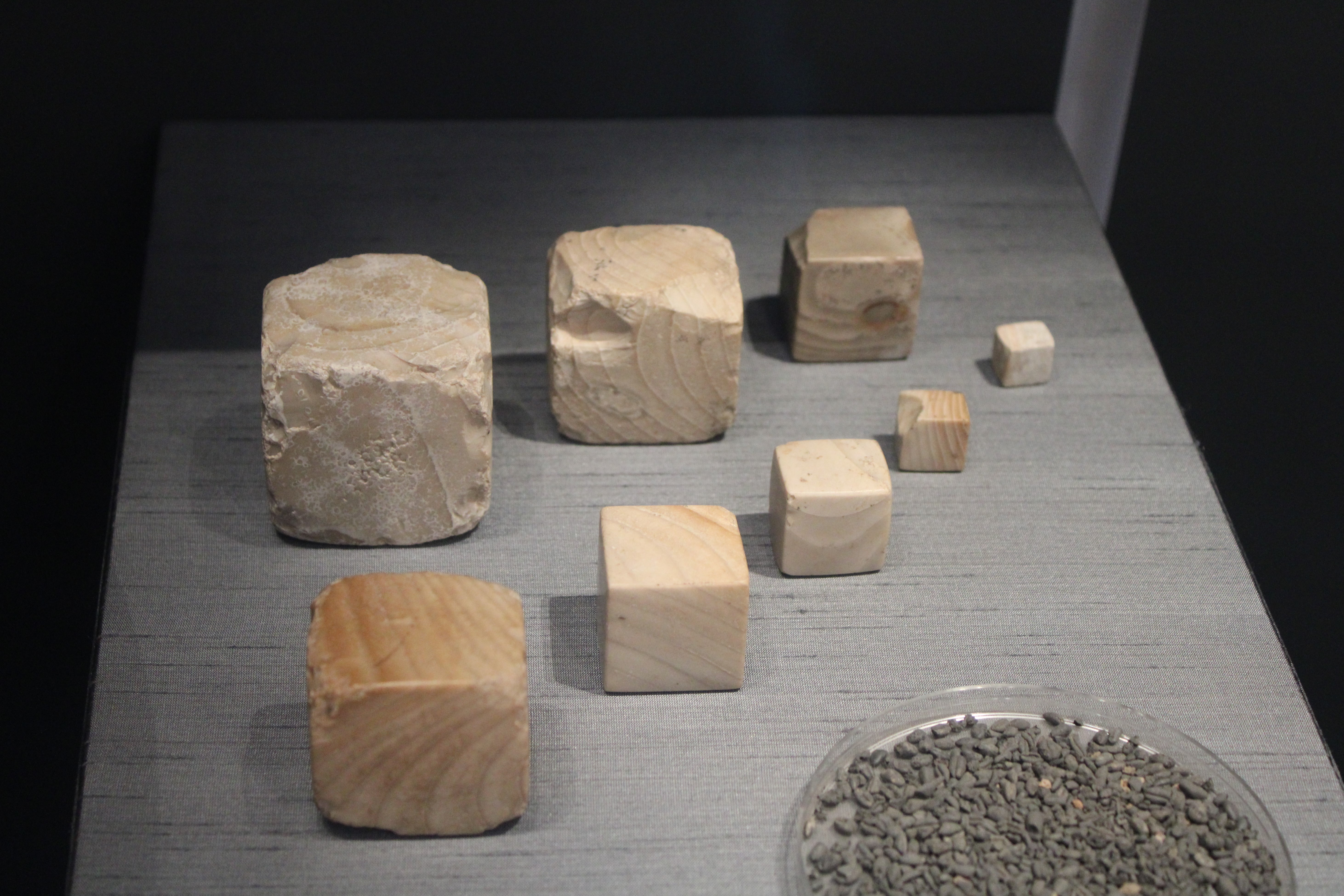
Poids cubiques harappéens provenant de Mohenjo-daro. British Museum.

Le fonctionnement de ces réseaux de circulation des produits ne peut être déterminé en l’absence de sources. J. Kenoyer suppose que le troc ou les échanges réciproques entre propriétaires fonciers et artisanaux ont dû jouer un rôle majeur. Mais ce qui est le mieux documenté est le niveau encadré par des institutions publiques ou privées contrôlées par les élites, documenté par les sceaux et empreintes de sceaux, qui concernent manifestement dans bien des cas des mouvements de produits. Le contrôle des échanges se voit également par l’existence d’un système de poids en pierre relativement standardisé, qui se retrouve sur les grands sites harappéens, au moins similaire dans les rapports entre unités de mesure, car il y a des légères variations et aussi des sortes de systèmes d’échelle régionale. À Harappa, ils ont surtout été retrouvés près des portes et des ateliers de la ville, ce qui pourrait indiquer un rôle fiscal car il s’agit de lieux essentiels dans la circulation des biens. Quoi qu’il en soit leur existence suppose une autorité contrôlant d’une certaine manière ces circuits, ou au moins ceux d’un certain type de produits d’importance cruciale pour les élites,.
L’existence d’un contrôle est en effet plus probable pour des produits de réalisation plus complexe et sur les grands sites de la plaine alluviale. C'est le cas à Chanhu-daro pour la production de perles en cornaline, à partir des fouilles de dépôts mis au rebut, de produits finis, et des espaces artisanaux, indiquant que la matière première encore non taillée est acheminée depuis le Gujarat, puis toutes les étapes de la production sont effectuées sur place, manifestement sous la supervision d'une autorité centrale qui est reflétée par la grande qualité et l'uniformité des produits. C’est le cas des bracelets en grès cérame associés aux élites, dont un atelier de fabrication a été mis au jour à Mohenjo-daro, révélant l’existence d’une production en plusieurs étapes faisant l’objet de divers contrôles. Cela concerne aussi la faïence, et les productions nécessitant des matières premières acheminées depuis des contrées lointaines, comme la stéatite, les coquillages ou le cuivre. La présence de certains quartiers artisanaux sur de longues périodes semble par ailleurs indiquer la présence de communautés d’artisans bien implantées dans la communauté, se transmettant un savoir-faire sur plusieurs générations. En revanche les traces de contrôle de la production dans les sites de la région littorale périphérique du Saurashtra sont moins claires, les zones de productions y étant moins concentrées.

### Les arts de l’Indus
Les productions des artisans de l'Indus qui nous sont parvenues concernent un nombre réduit de spécialités par rapport à ce qui devait être produit, avant tout pour des raisons de conservation des objets. Il s'agit en premier lieu des poteries et autres objets en terre cuite, ceux en métal, de la sculpture sur pierre, le travail des pierres dures et la gravure de sceaux, et enfin des objets en coquillages. Inscrite dans des traditions remontant aux temps néolithiques, la production artisanale harappéenne se caractérise comme vu plus haut par la production en grande quantité de certains objets, suivant des méthodes standardisées, et leur diffusion sur un vaste espace. Elle est aussi marquée par une grande habileté dans certains domaines, notamment les arts du feu nécessitant de hautes températures (pyrotechnologie). Certaines productions comme les bracelets en grès cérame, faïence et coquillage ou les perles en cornaline semblent avoir une fonction sociale importante, pour l'élite, et sont imitées dans les autres couches de la société par des répliques en terre cuite. Le sens des motifs artistiques présents dans la sculpture ou la glyptique n'est en général pas compris, peu de certitudes existant sur l'univers symbolique harappéen.

#### Vaisselle en terre cuite

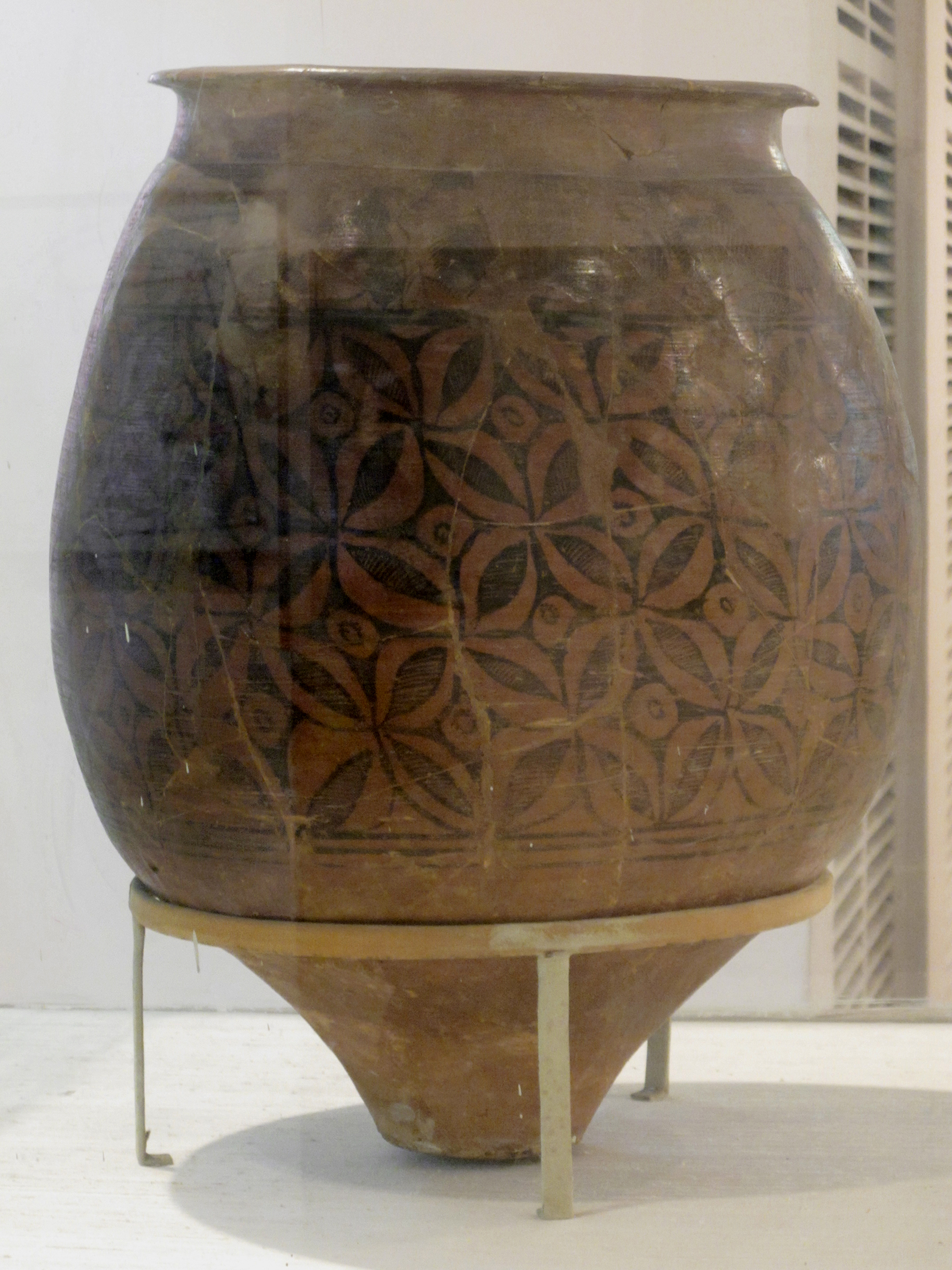
Jarre pour conserver les grains. Chanhu-daro, civilisation harappéenne, 2700-2000 av. J.-C. Musée national (New Delhi).
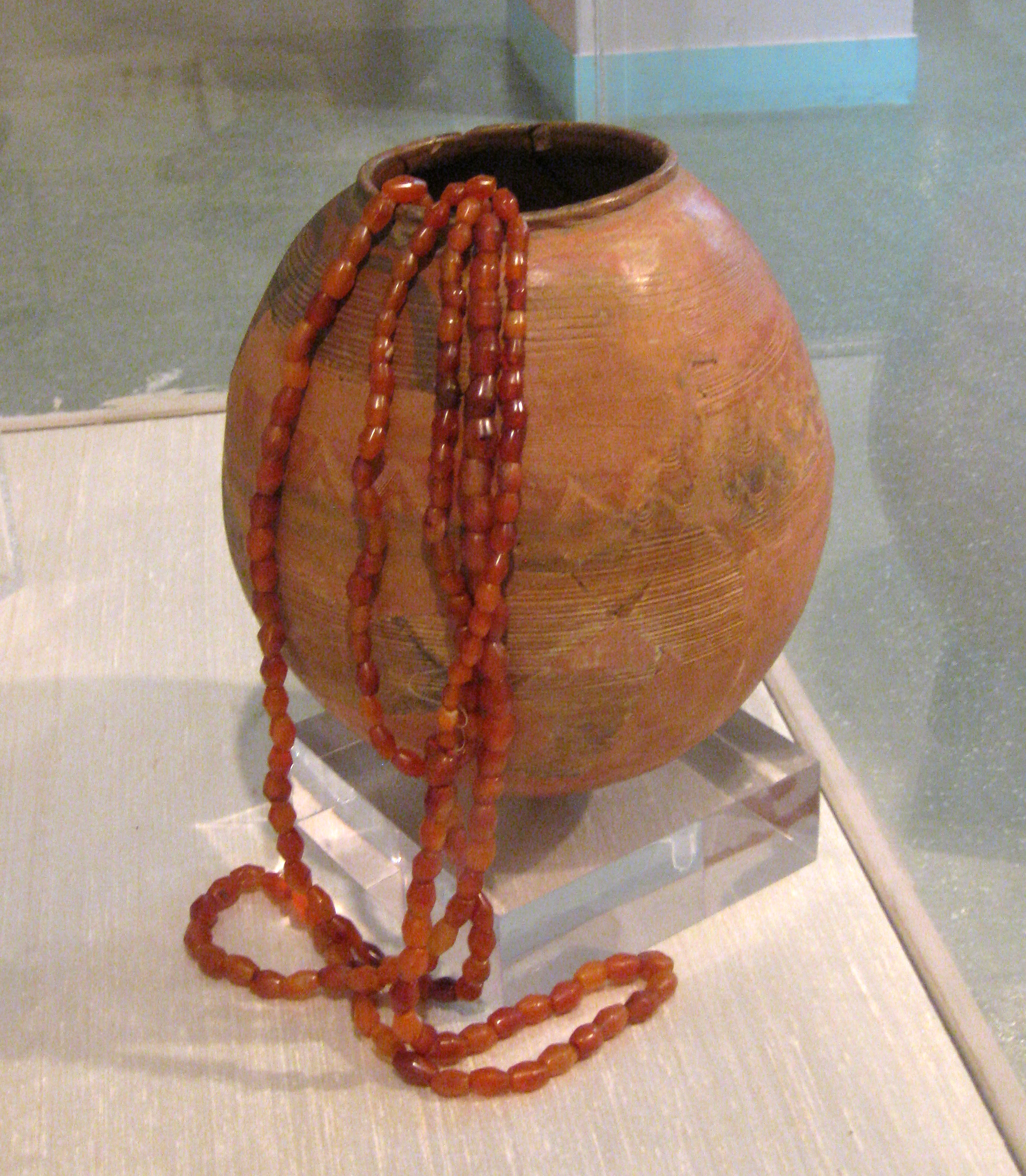
Vase ovoïde de couleur brune peint, avec collier de perles en cornaline. Musée national (New Delhi).
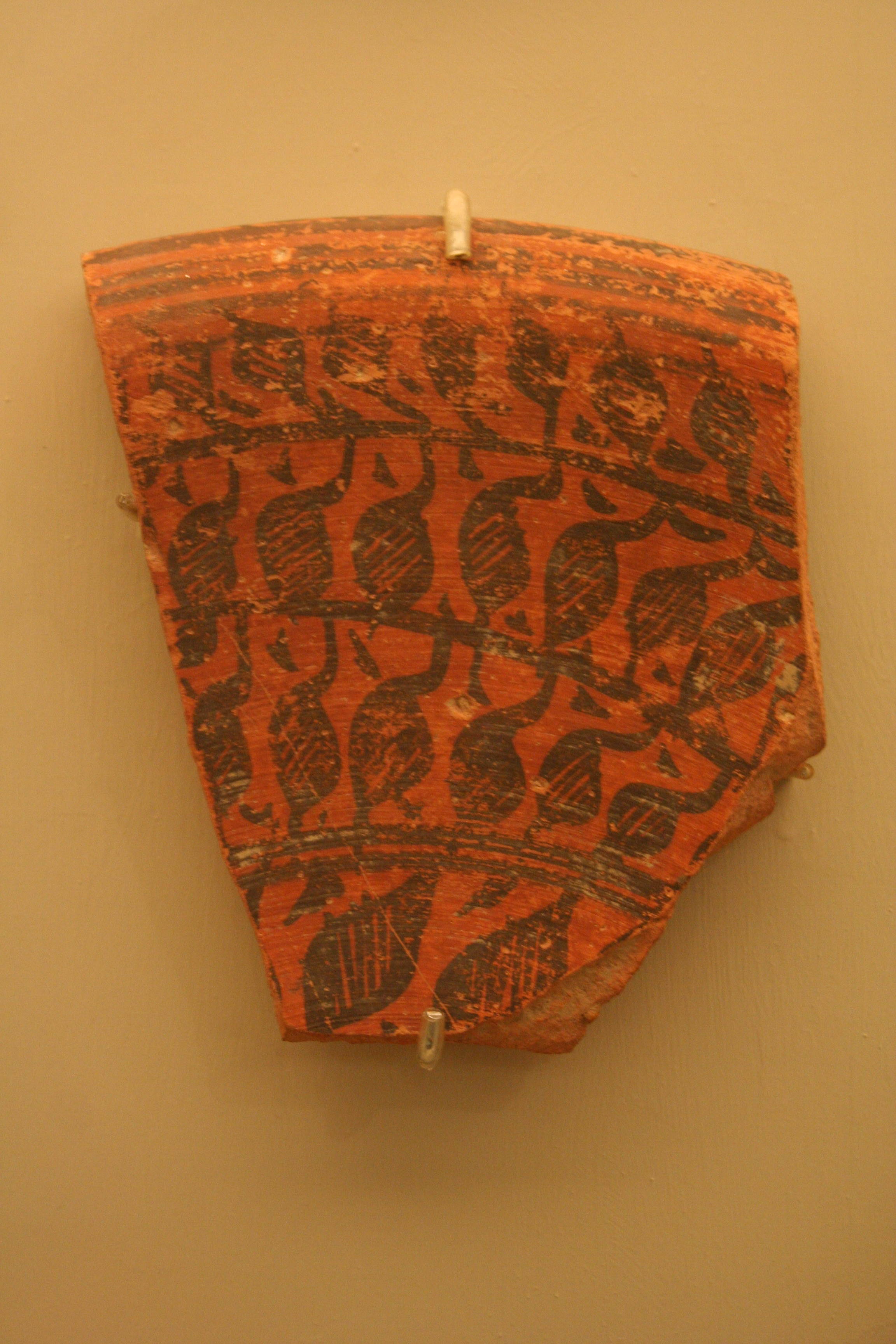
Fragment de poterie peinte du début de l'époque mature, v. 2500 av. J.-C. Musée de Brooklyn.
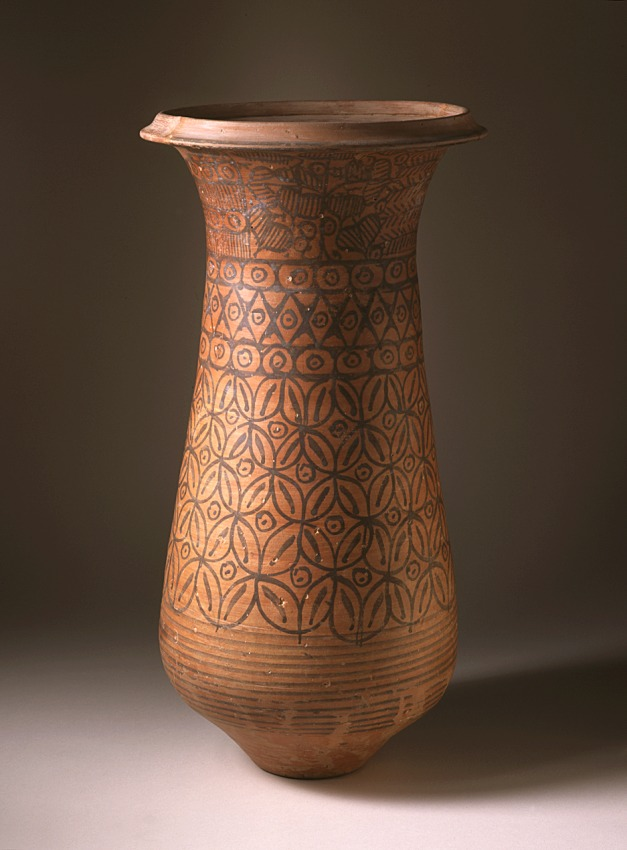
Vase peint. Terre cuite, peinture noire, 49.53 x 25.4 cm. Harappa, vers 2600-2450 av. J.-C. LACMA.
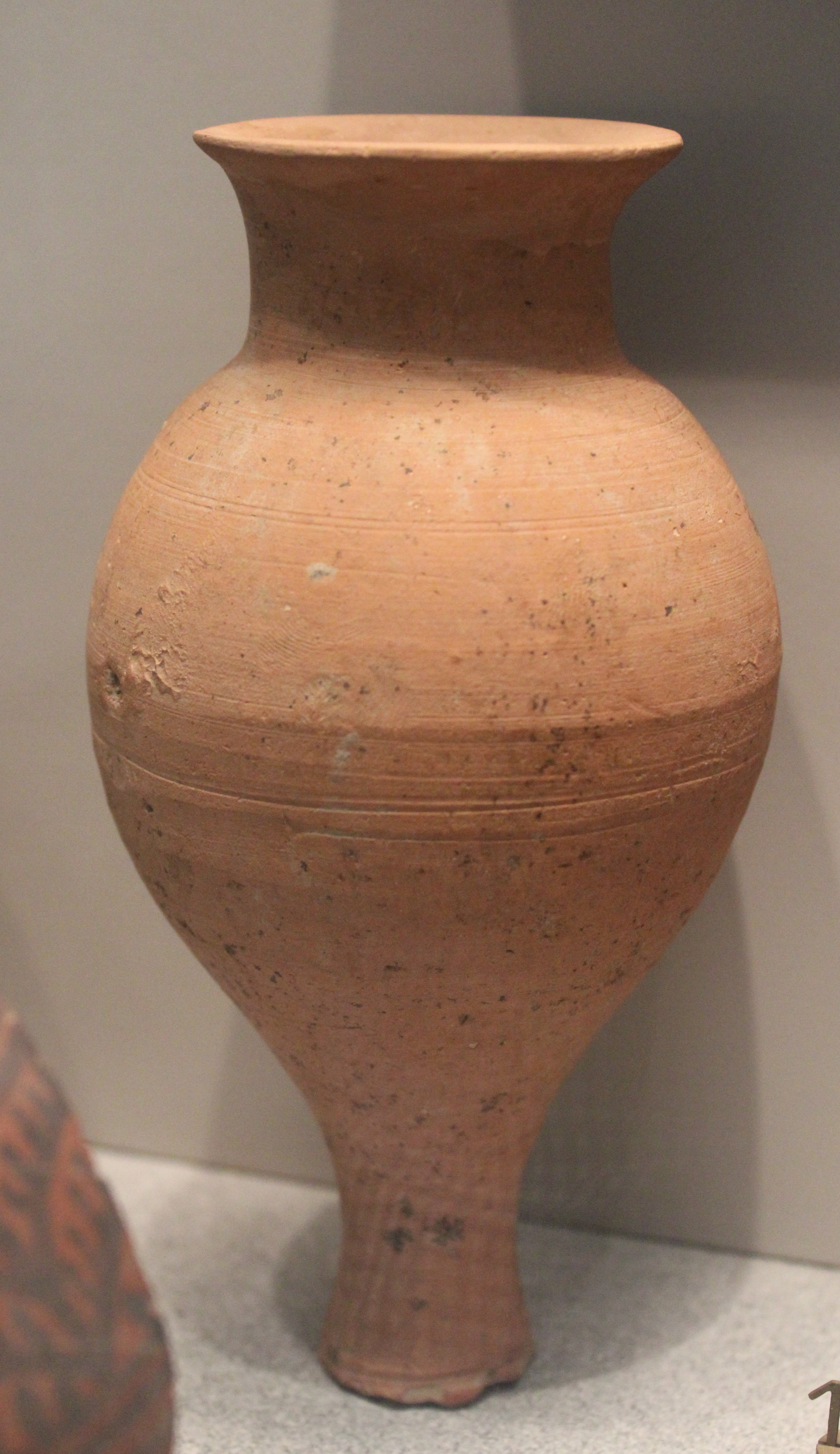
Gobelet à pied fin. Amri, v. 2100-2000 av. J.-C. Musée Guimet.
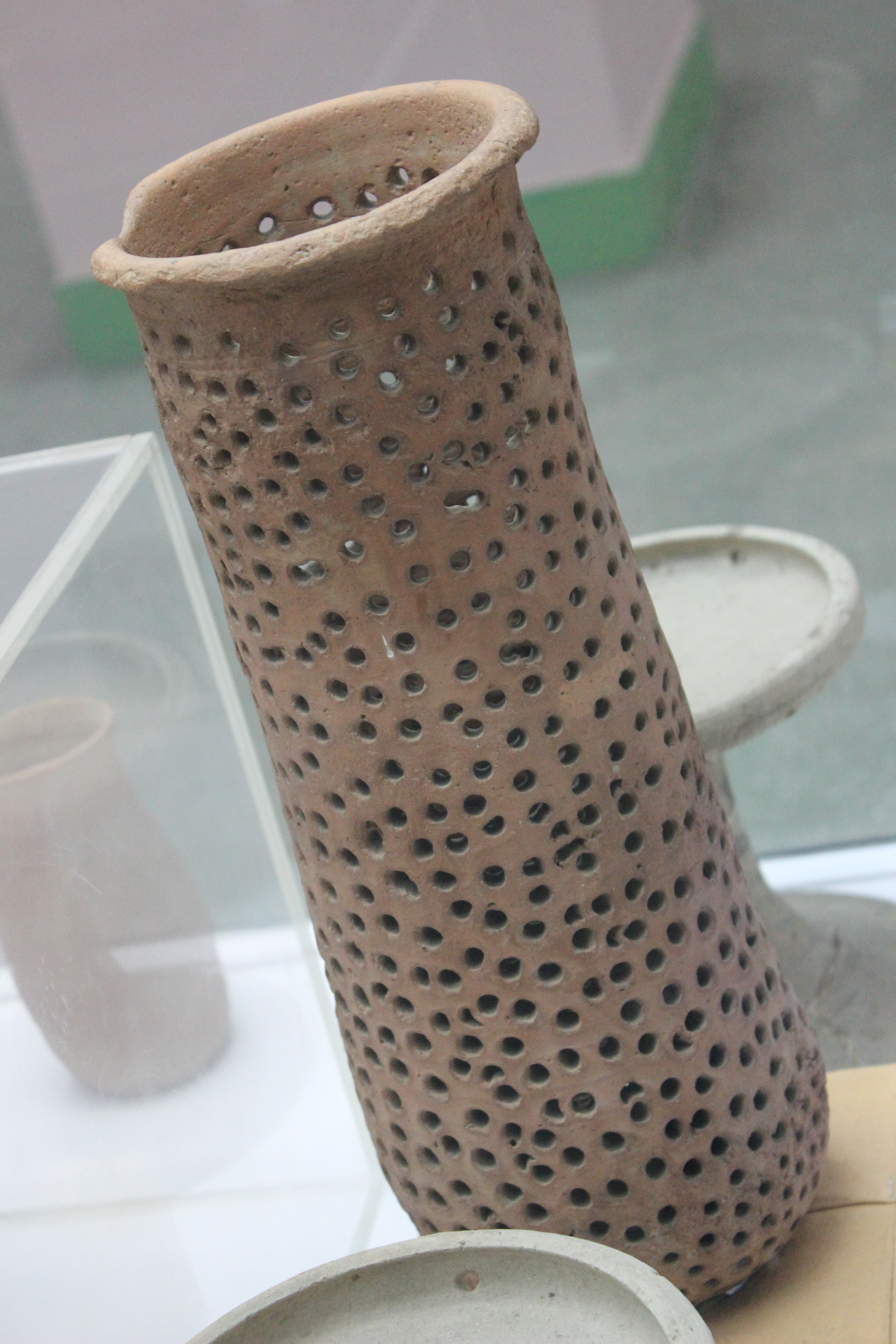
Vase perforé. Musée national (New Delhi).
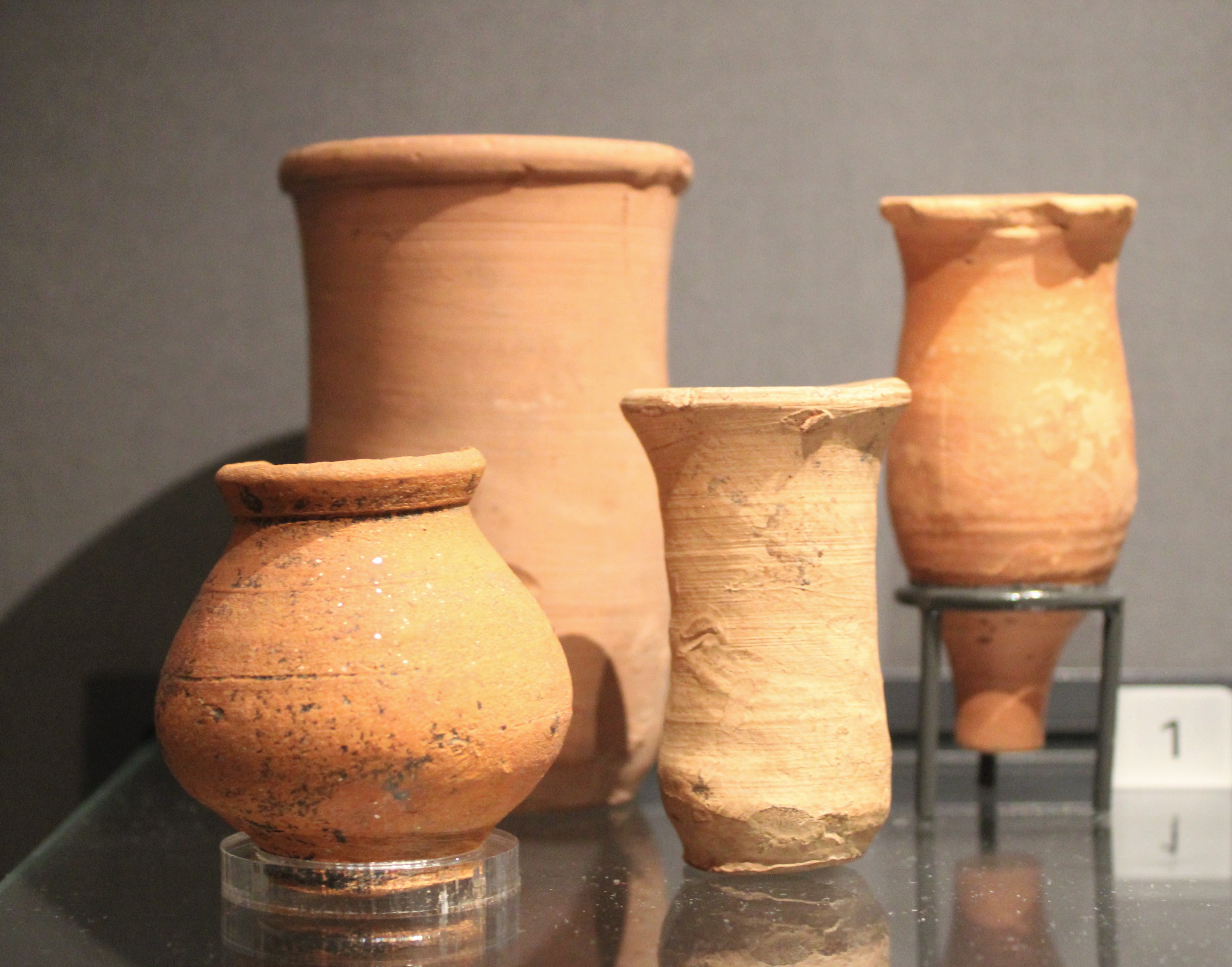
Vases de petite taille, Ashmolean Museum.

La vaisselle en céramique de l'époque harappéenne est réalisée au tour, et cuite dans des fours de différentes formes, à tirage ascendant (foyer en bas avec arrivée d'air et vaisselle à cuire placée au-dessus sur une plateforme). Des fours à l'air libre ont également dû exister. Les « pains » de terre cuite couramment mis au jour dans les espaces de cuisson des sites de l'Indus devaient servir pour retenir la chaleur (il s'en trouve aussi dans des foyers et brasiers). Des ateliers de potiers ont été trouvés par exemple à Mohenjo-daro, Harappa, Chanhu-daro, Lothal, Nausharo, Balakot.
Les poteries harappéennes sont de qualités diverses, allant de la céramique fruste épaisse à de la vaisselle fine peinte. La pâte la plus courante est de couleur rouge, obtenue par l'ajout d'oxyde de fer, mais on en trouve de la noire ou grise. Les formes sont diverses. Les plus courantes parmi la poterie commune de la période mature sont des pots de cuissons à base ronde et rebords épais (pour faciliter leur maniement), des jarres de stockage de taille moyenne, des plats, bols et coupes. Parmi les types caractéristiques plus élaborés on trouve : les coupes et calices sur piédestal, peut-être à usage rituel ; les jarres à profil en S ; les jarres de stockage à engobe noir qui sont une production spécialisée ; des jarres percées qui ont pu avoir une fonction de tamis (pour des activités de brassage ?) ou brasiers ; des pots à base étroite. Les céramiques peintes le sont en noir (sur pâte rouge), couleur obtenue par un mélange d'oxyde de fer et de manganèse noir. Les motifs sont des lignes horizontales, des formes géométriques, des décors en écailles de poisson ou en feuilles de pipal, des cercles entrecroisés. Il y a peu de représentations humaines. Cette céramique peinte de qualité devait être employée par l'élite, peut-être pour des finalités rituelles,.

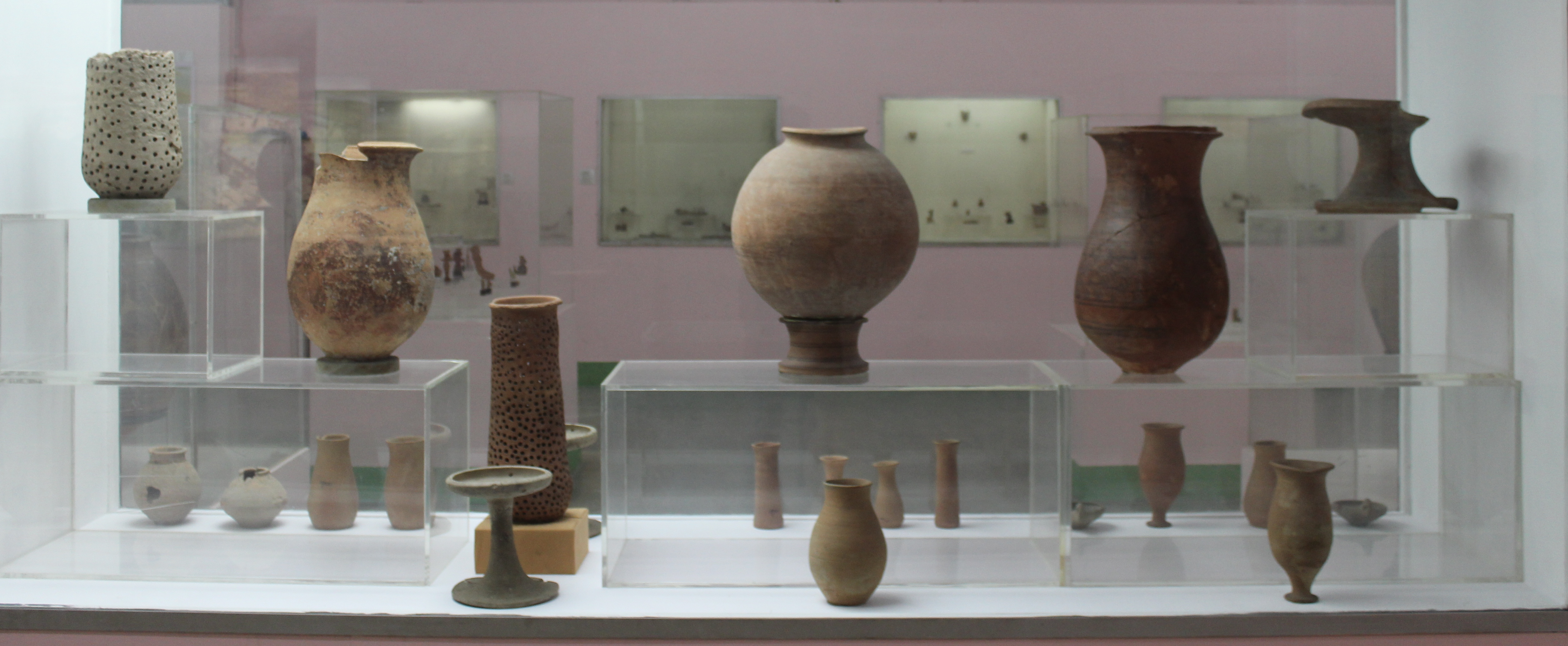
Poteries caractéristiques de la période mature exposées au Musée national de New Dehli.

#### Figurines en terre cuite
Les figurines de terre cuite sont très diversifiées : hommes et femmes assis et dans des activités quotidiennes, nombreuses figurines féminines, chariots tirés par des bœufs, animaux divers (taureaux, buffles, singes, éléphants, etc.) ... Le modelage, manuel, est en général grossier, avec de nombreux éléments ajoutés par application d'argile (notamment les coiffures et bijoux des figurines féminines). Toutefois certaines figurines animales sont plus finement exécutées et peintes. Certaines parties sont parfois amovibles, comme les animaux faisant partie d'un attelage, ce qui pourrait indiquer qu'il s'agit alors de jouets d'enfants.

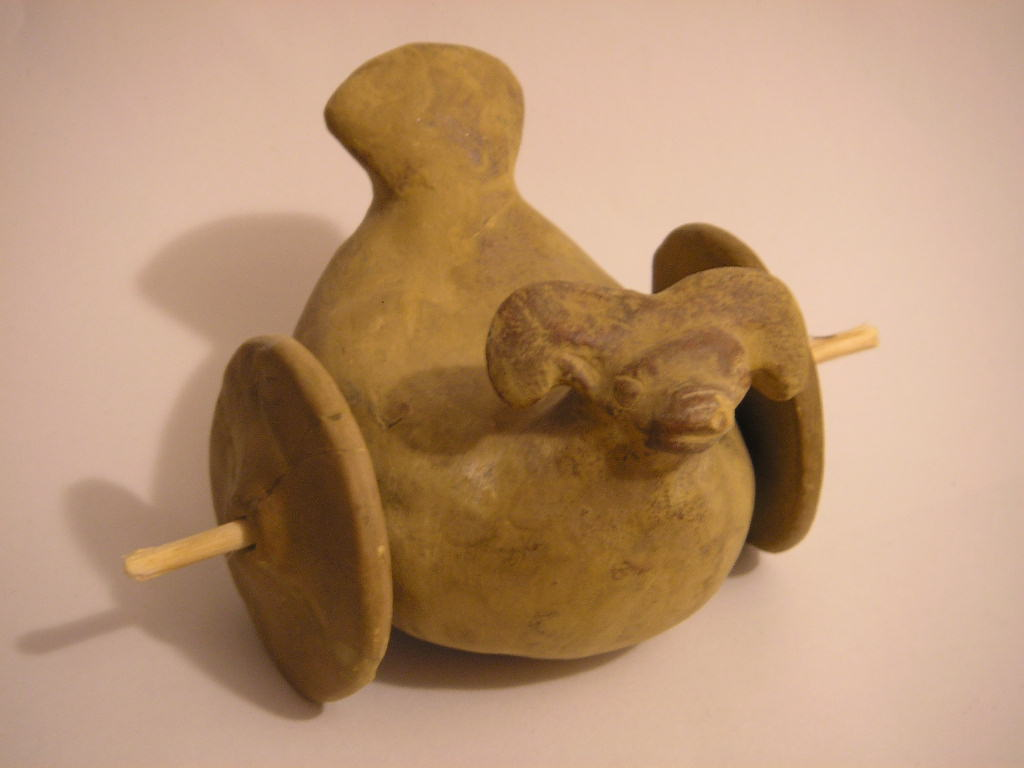
Petit objet votif ou jouet à roulettes. Mohenjo-daro. Musée national (New Delhi).
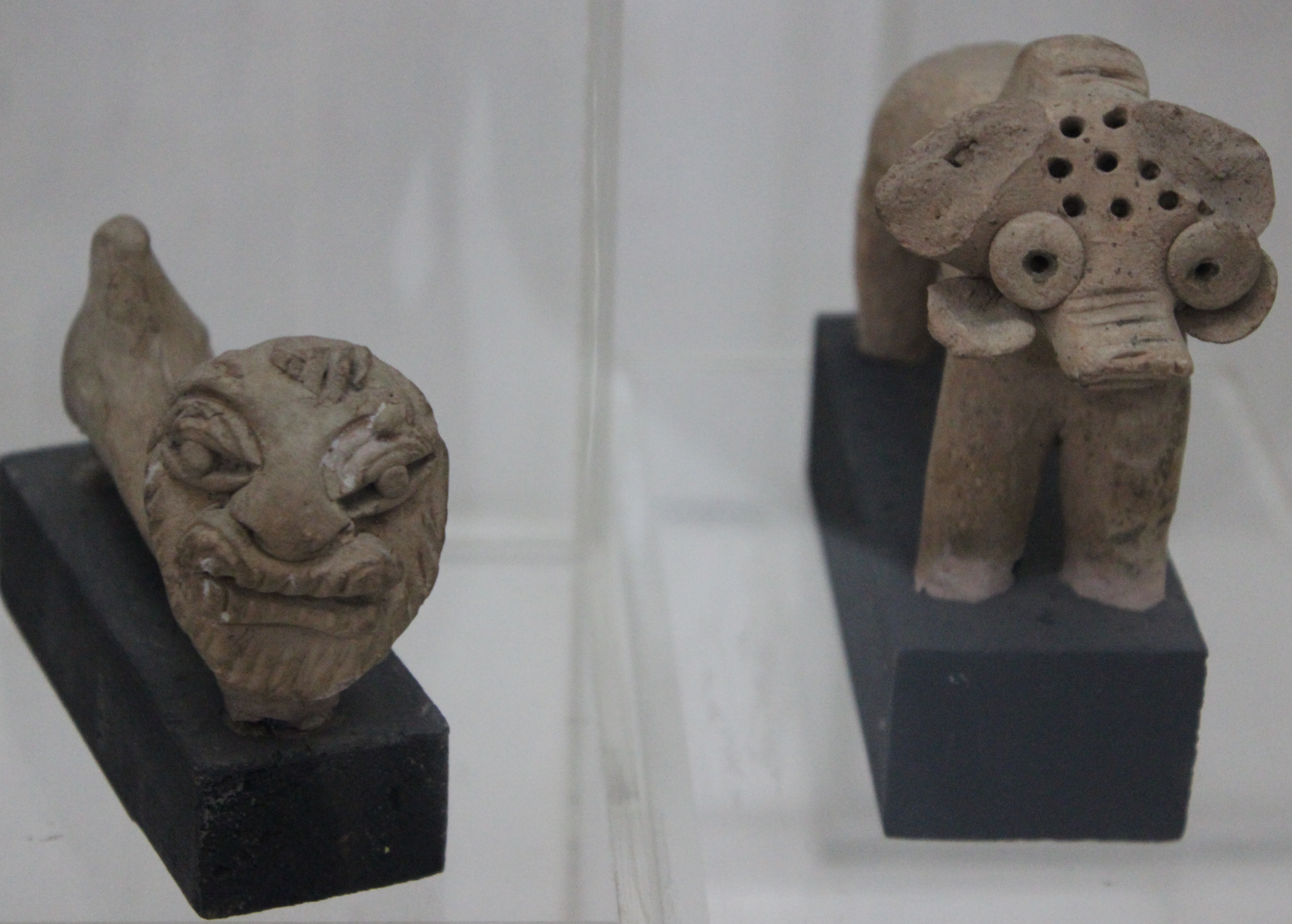
Figures animales et hybrides. Musée national (New Delhi).
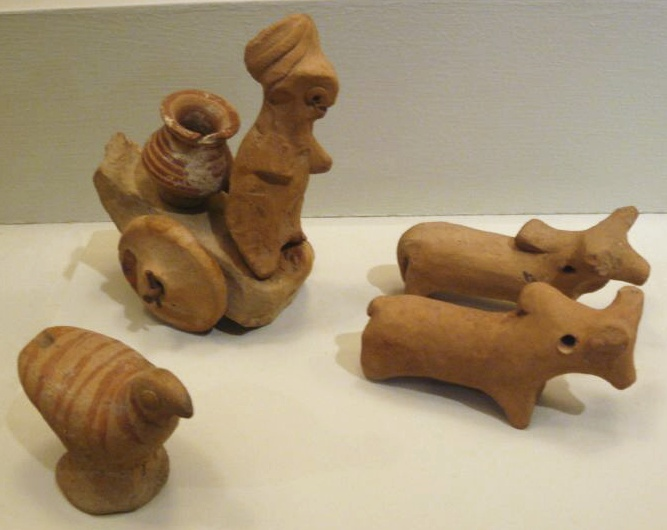
Petits objets votifs ou jouets. Modelages de terre cuite, peinture noire. Harappa, vers 2500 av. J.-C. Musée de Brooklyn.
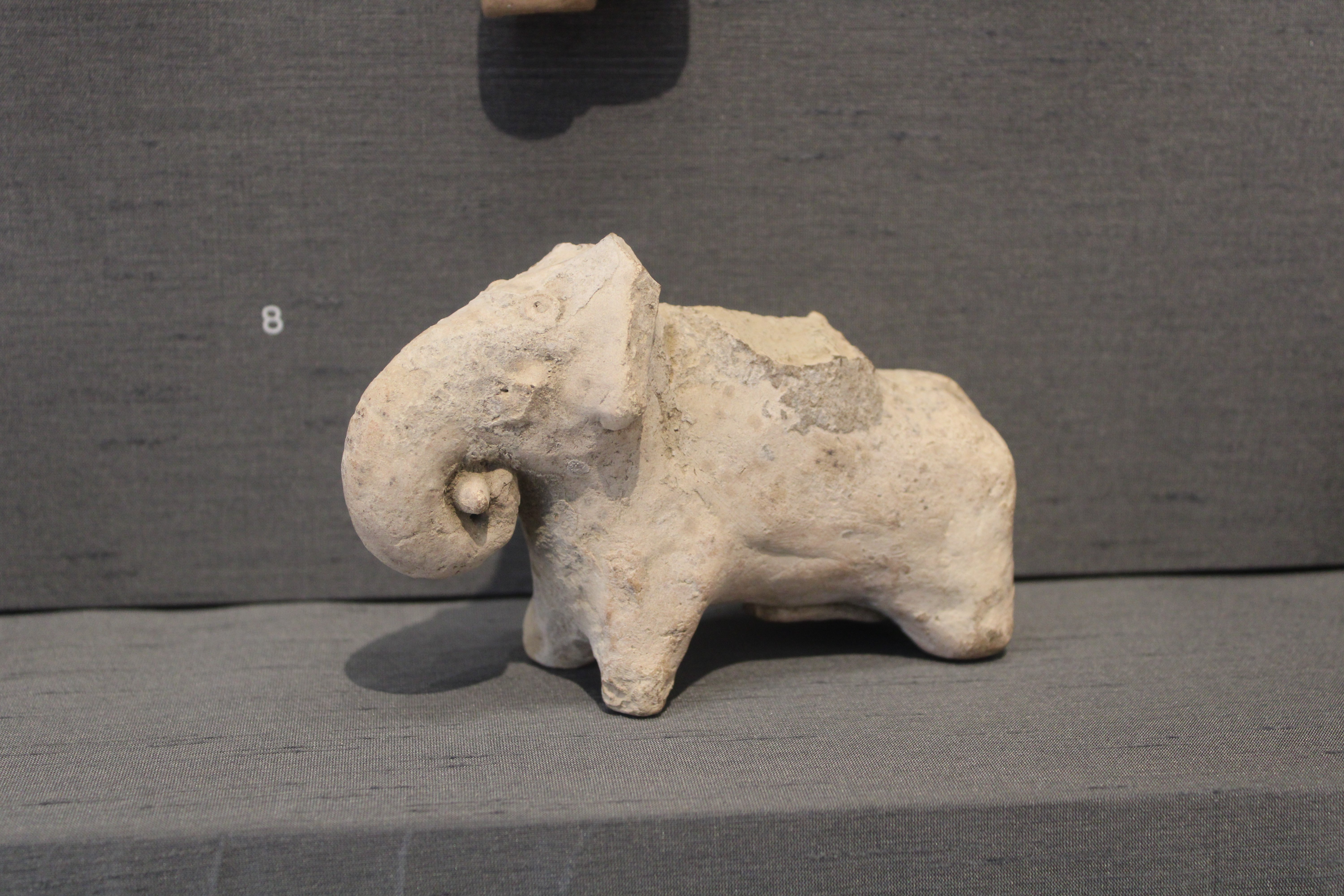
Figurine d'un éléphant, Dabarkot (Baloutchistan), British Museum.
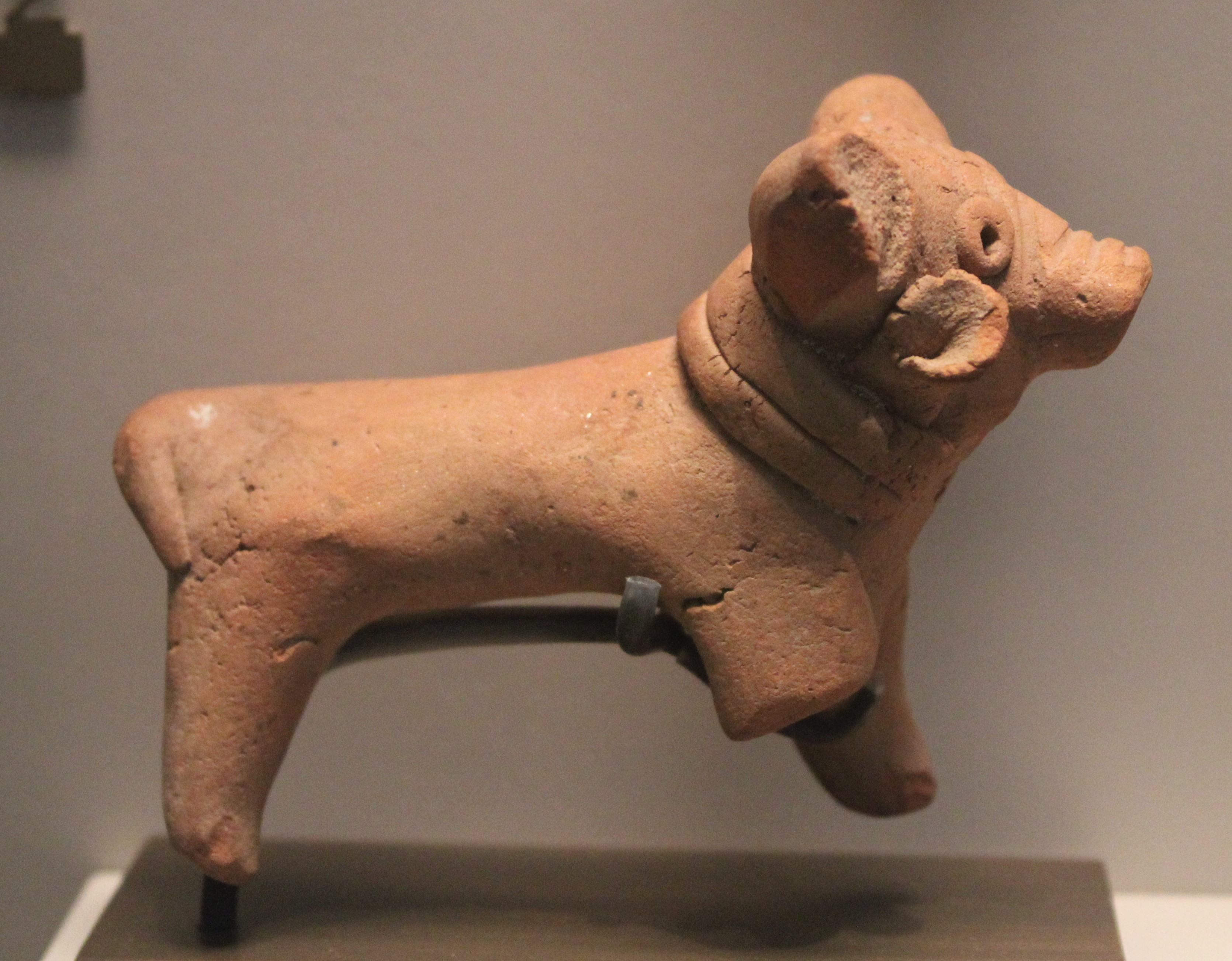
Figurine de chien, Harappa, Musée Guimet.

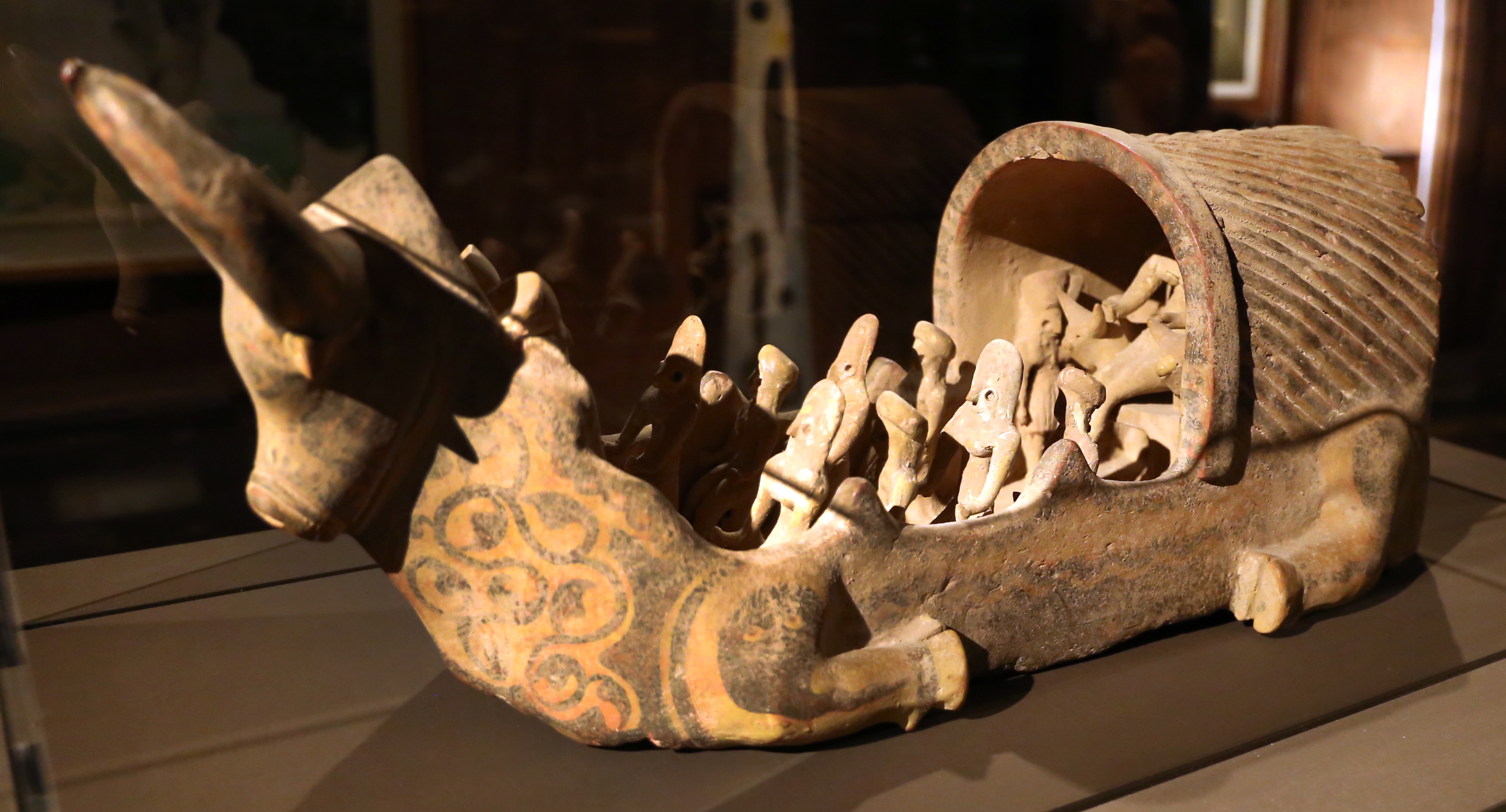
Barque en terre cuite en forme de taureau, et figurines féminines. Période de Kot Diji (v. 2800-2600 av. J.-C.). Collection privée[132].
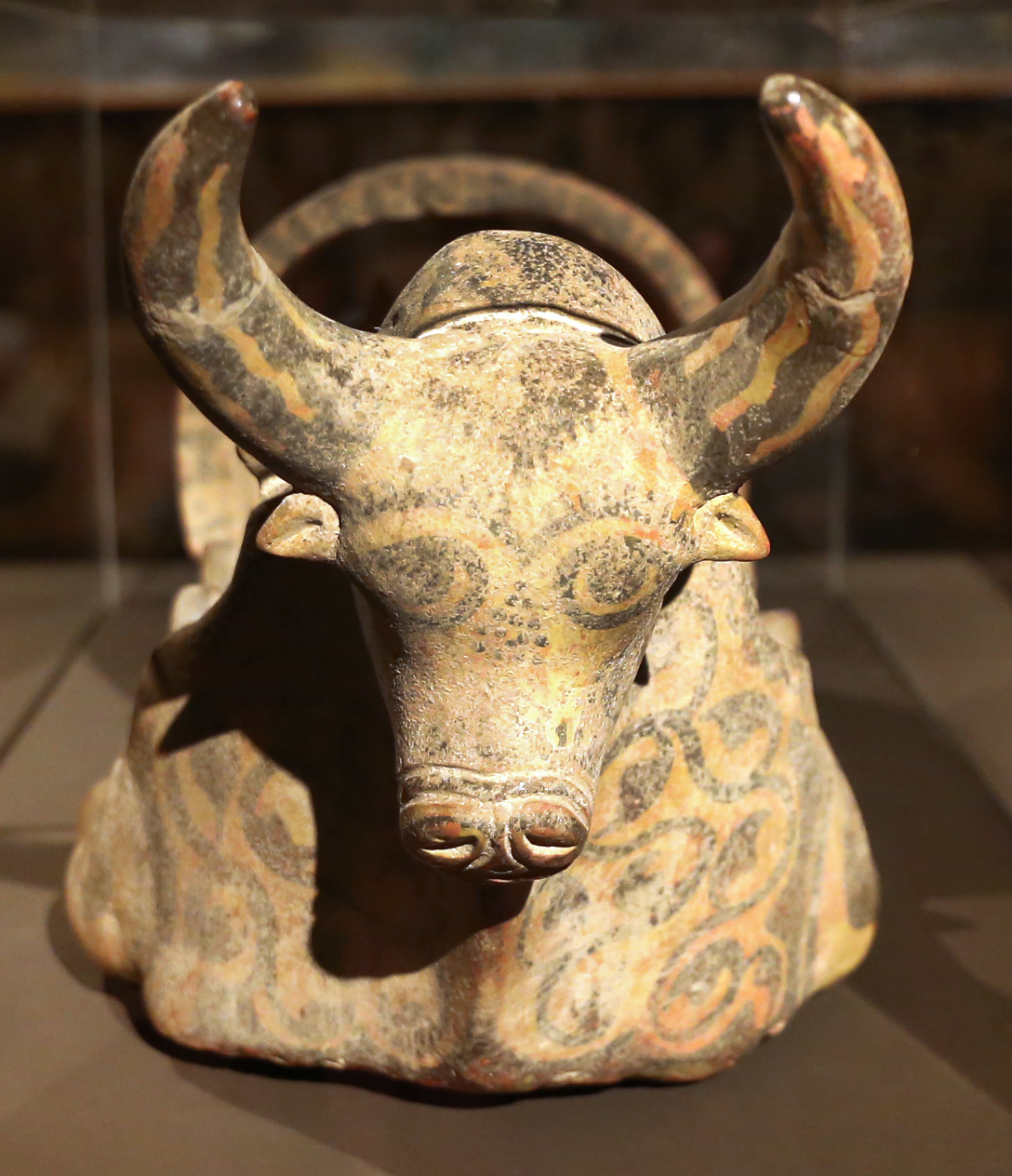
Vue de face du précédent.

Les figures féminines avec une coiffe protubérante et bijoux aux poitrines plus marquées (éléments ajoutés par application d'argile) sont parmi les figurines les plus courantes de la civilisation harappéenne. Elles disposent de chevelures et coiffures complexes, notamment une forme en éventail et leurs ornements, des bracelets et ceintures de perles, plus ou moins sophistiquées. L'interprétation de la fonction, ou des fonctions de ces statuettes féminines reste ouverte : on a par le passé voulu y voir des « déesses-mères » mais cela est peu probable, et si elles ont effectivement eu une signification religieuse, c'est peut-être en lien avec la sexualité.

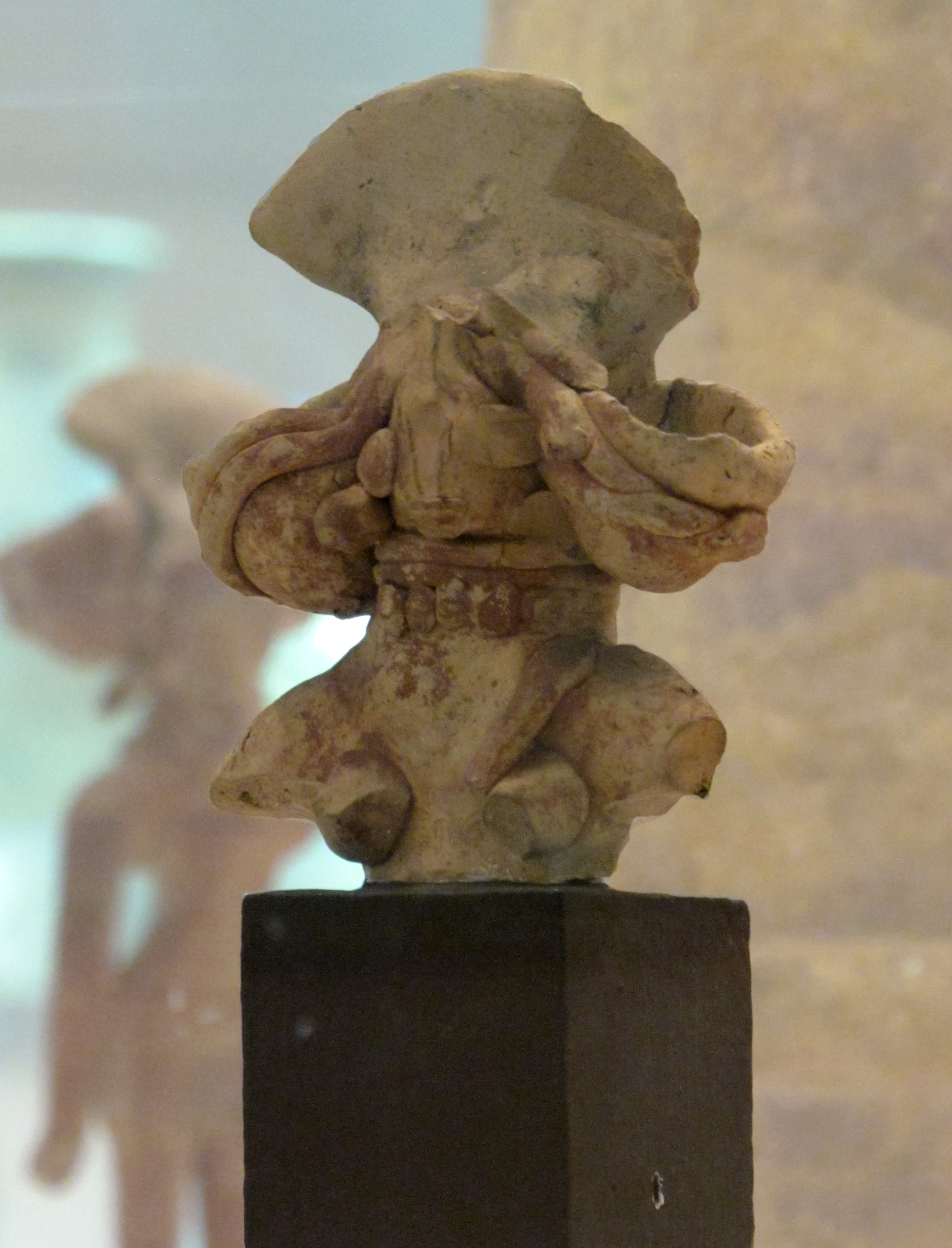
Statuette féminine en terre cuite. Musée national (New Delhi).
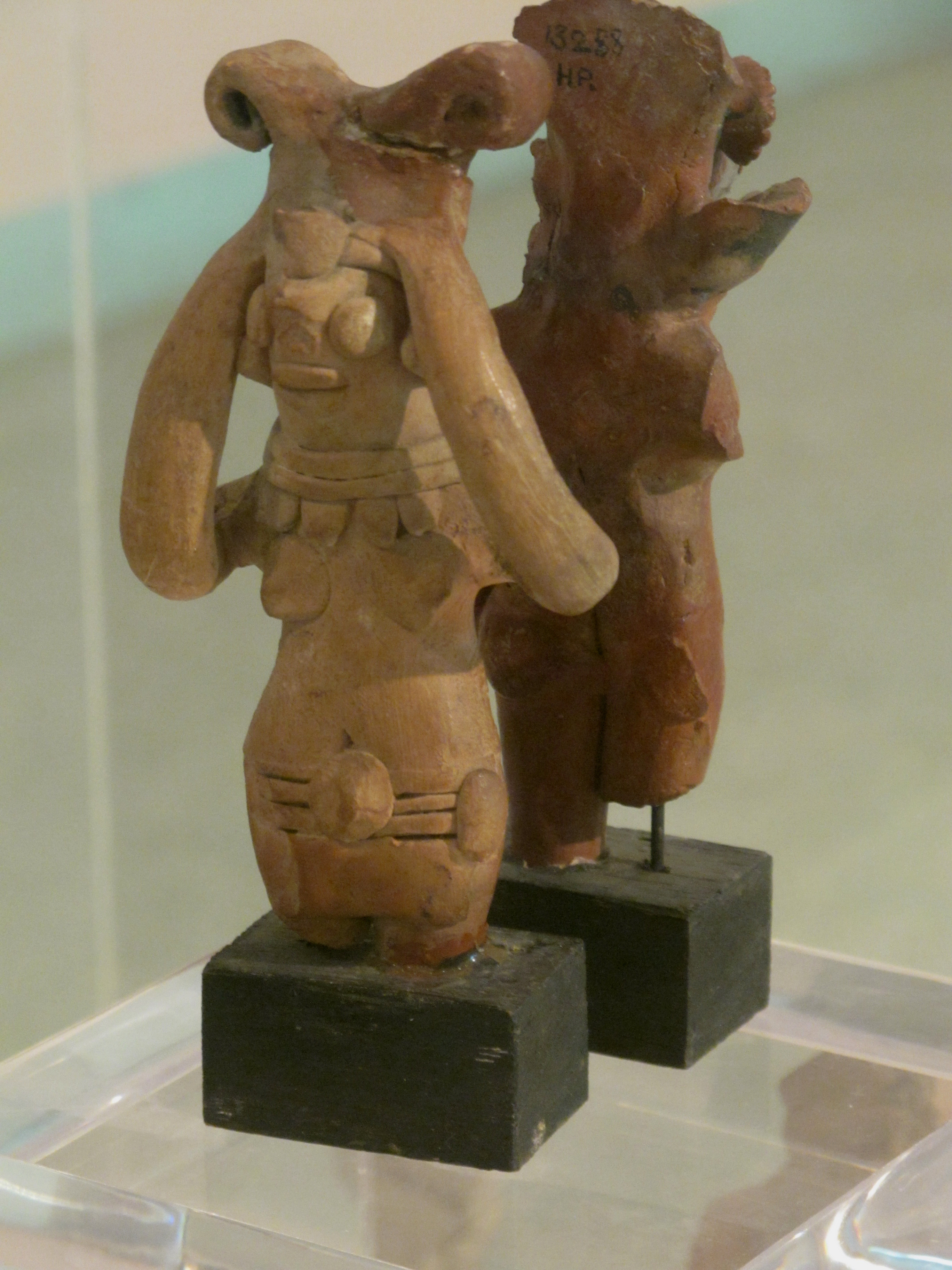
Statuette féminine en terre cuite. Musée national (New Delhi).
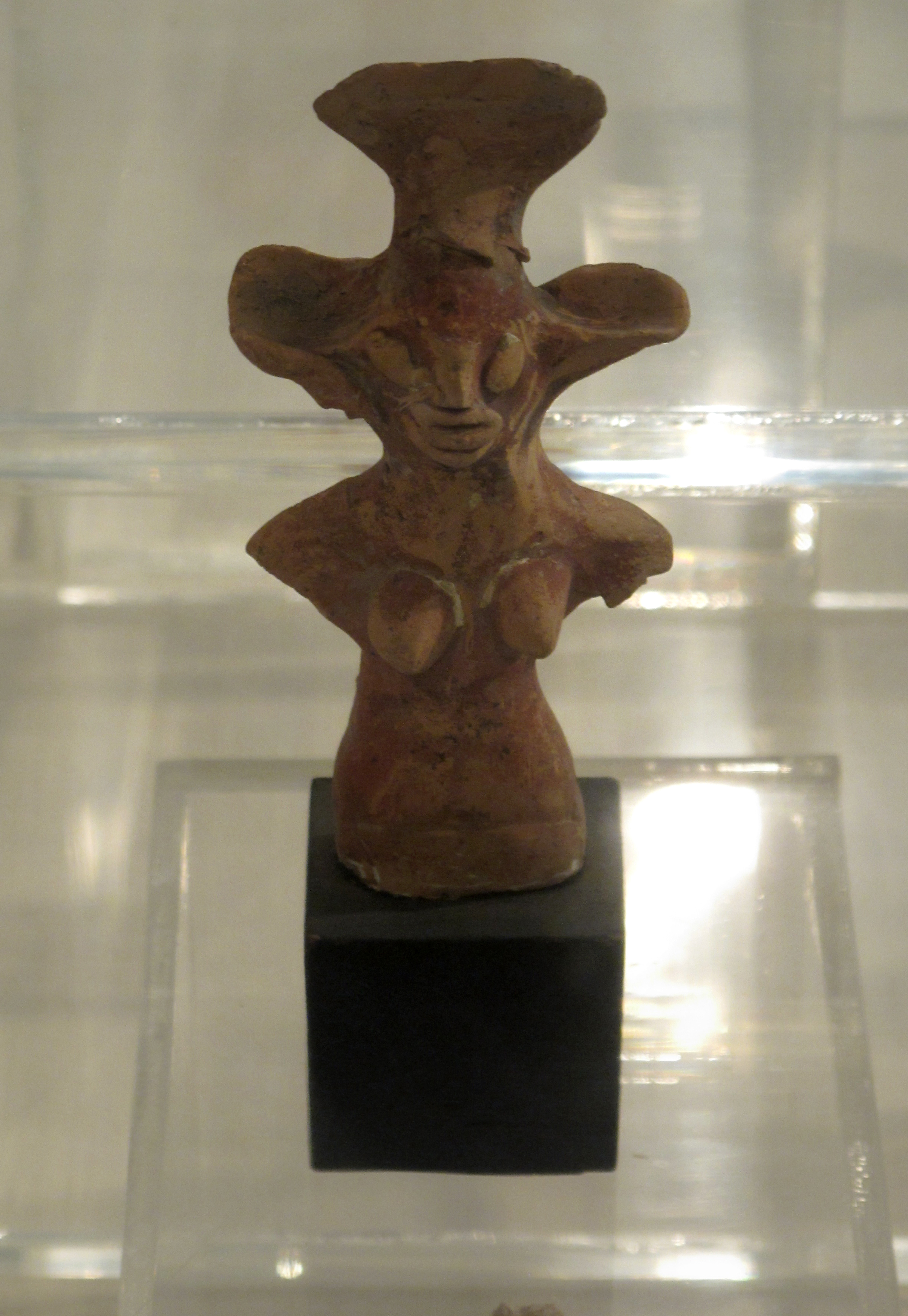
Statuette féminine en terre cuite. Musée national (New Delhi).
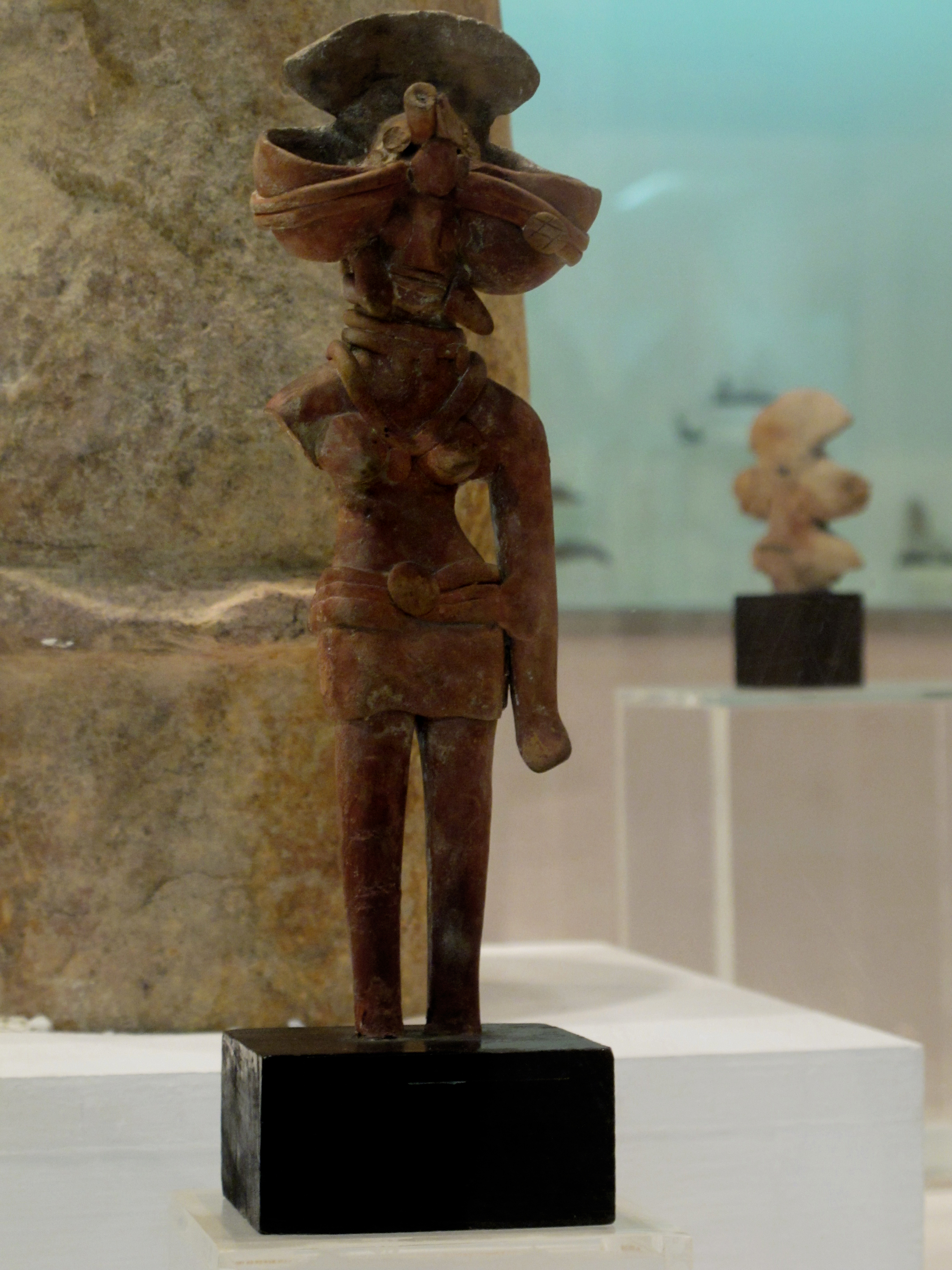
Statuette féminine en terre cuite. Musée national (New Delhi).
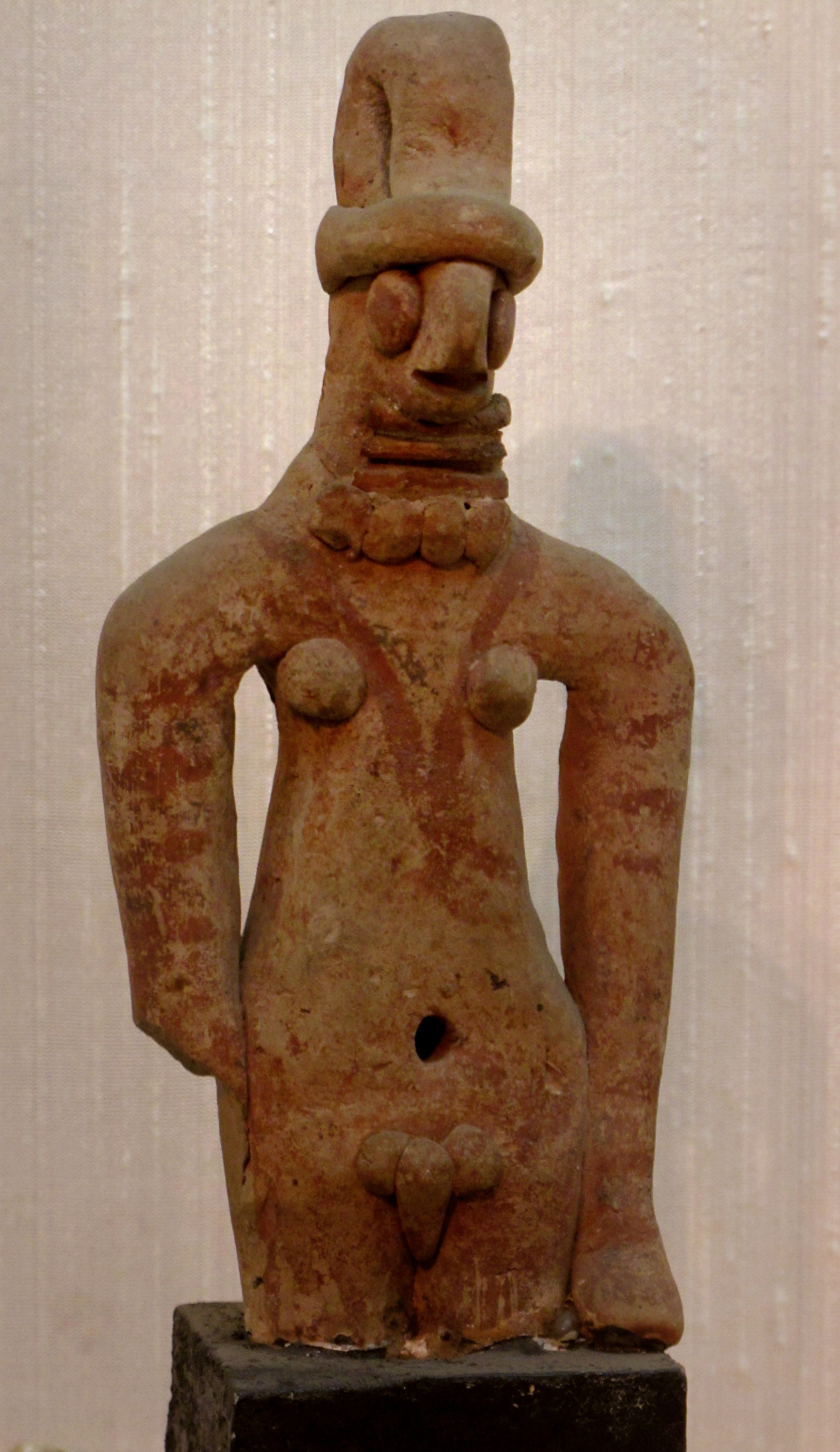
Statuette masculine en terre cuite. Musée national (New Delhi).

#### Anneaux en terre cuite
Les Harappéens et Harappéennes semblent avoir particulièrement prisé les bracelets. Les plus courants sont en terre cuite suivant un procédé basique ; ils peuvent être peints. D'autres sont produits suivant des procédés plus élaborés. Ils sont faits en terre cuite à haute température, suivant un processus spécifique leur donnant une couleur foncée (brune ou grise) ayant un aspect de pierre, qui fait que les premiers archéologues à les découvrir les ont désignés comme des stoneware bangles, ce qui peut se traduire par « bracelets en grès cérame » (mais il ne s'agit pas de grès cérame à proprement parler). Cette technique est uniquement employée pour produire ces anneaux, qui ont une taille standardisée et une qualité d'exécution impliquant un encadrement poussé d'artisans qualifiés, et ils étaient sans doute destinés aux élites sociales. Cette impression est renforcée par le fait qu'ils portent souvent des inscriptions, de très petite taille. Des espaces de production de ces objets ont été fouillés à Mohenjo-daro, et Harappa est l'autre lieu de production identifié.

#### Faïence
Dans le contexte harappéen, la faïence désigne « une pâte vitreuse produite à partir de quartz finement moulu et coloré avec divers minéraux » (J. M. Kenoyer). Ces colorants sont très variés, et la faïence peut aussi bien être bleue et bleu-vert que brune, rouge ou blanche selon le minerai utilisé, sans doute récupéré à partir des rebuts des ateliers de travail des pierres semi-précieuses. La mixture est ensuite cuite à haute température (plus de 1 000 °C), et à nouveau moulue pour produite une fritte glaçurée, à partir de laquelle on forme l'objet désiré, avant sa cuisson. Les objets en faïence peuvent être des perles servant pour des colliers ou ceintures, des bracelets ou anneaux destinés aux élites, des figurines, et aussi des tablettes portant des inscriptions et images, ayant peut-être un usage rituel. Durant la période tardive, vers 1700 av. J.-C., cette technologie aboutit à la fabrication des premiers objets en verre du sous-continent indien.

#### Silex
L'artisanat de la pierre est très développé dans la civilisation de l'Indus, comme l'attestent les trouvailles régulières sur les sites archéologiques de débris de lames en silex. Durant la période mature, il s'agit essentiellement d'objets travaillés à partir de silex extrait dans les collines de Rohri au Sind, où des carrières de l'époque ont été identifiées. Un premier travail sur les blocs de silex est effectué sur place afin d'obtenir des formes à partir desquelles les lames peuvent être aisément débitées. Une grande partie de ces produits semi-finis sont expédiés vers les sites urbains et villageois où ils sont travaillés dans des ateliers ou à domicile. Des rebuts de silex se trouvant dans de nombreuses maisons de Mohenjo-daro, il est en effet possible que des lames de silex aient souvent été travaillées dans un cadre domestique. Les objets retrouvés sur les sites de l'Indus ont été découpés pour former des lames à crête, qui devaient à l'origine servir de couteaux ou bien de faucilles. Les silex pouvait aussi servir à fabriquer des outils servant dans l'artisanat, comme des grattoirs pour l'artisanat céramique, des burins pour inciser les coquillages, ainsi que des pointes de flèches. Les artisans les plus précis produisaient des microlithes de 2-3 millimètres d'épaisseur,.

#### Ivoire et os

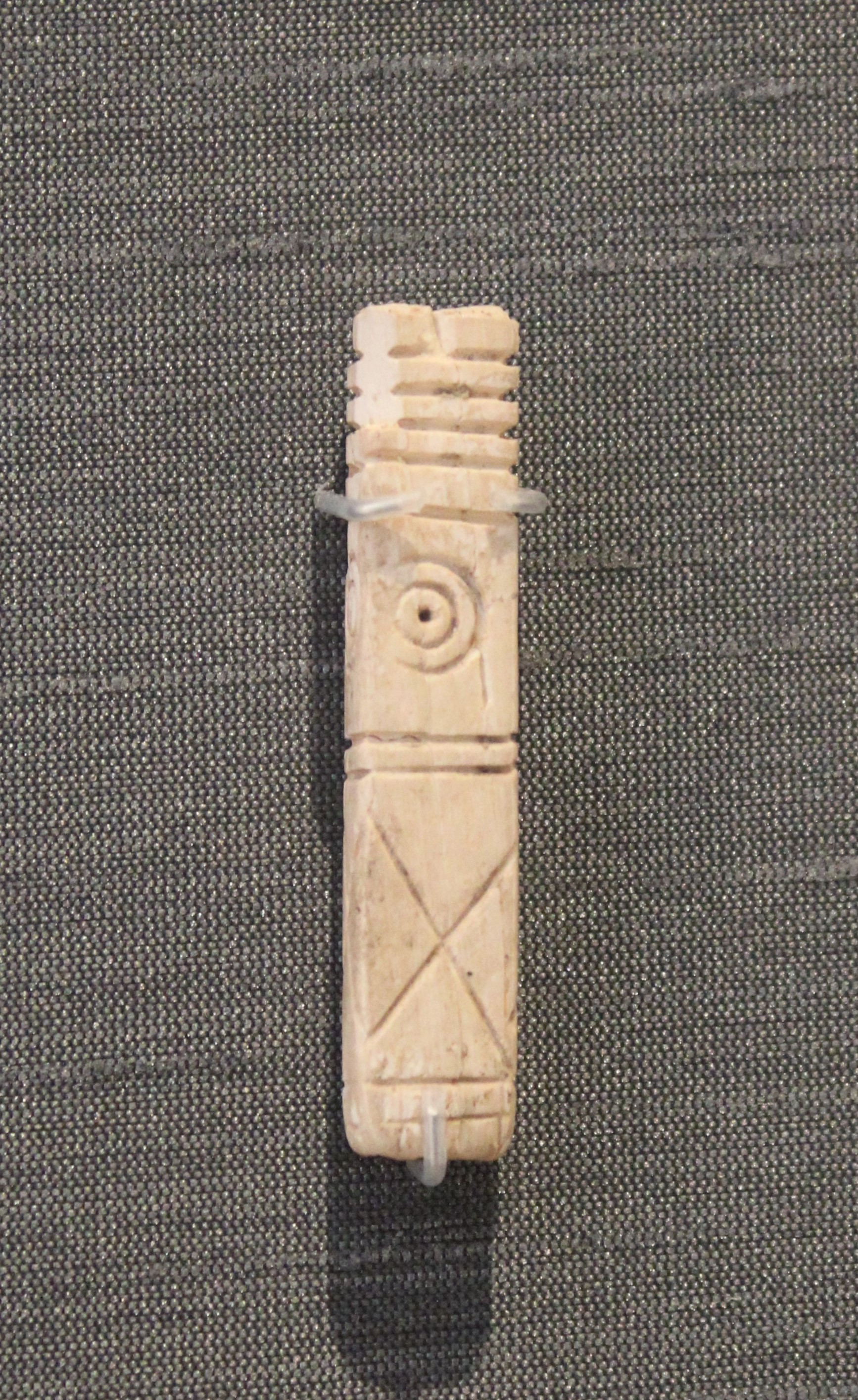
Dé (?) en ivoire gravé. Mohenjo-daro. British Museum.

L'ivoire d'éléphant est un matériau couramment utilisé par les artisans de l'Indus. Il sert à faire une grande variété d'objets : bâtonnets servant pour le maquillage, peignes, aiguilles, perles, des petits objets gravés. Des petites plaques en ivoire gravées servent d'incrustations décoratives pour du mobilier. Des petits objets gravés, comme des sortes de dés, semblent avoir servi pour des jeux. L'os est également très courant, souvent travaillé dans les mêmes ateliers. Il sert à faire divers objets du quotidien : des manches d'objets en métal, des perles, des instruments de tissage ou de travail de la céramique. Les cornes d'animaux et les bois de cervidés sont apparemment travaillés pour faire des mêmes types d'objets mais ils sont moins courants.

#### Métaux
Le métal est utilisé pour la fabrication d'outils ou d’armes : haches, couteaux, rasoirs, pointes de lances et flèches, bêches, hameçons, scies, forets, de la vaisselle, etc. Ils sont essentiellement faits en cuivre, et se retrouvent sur de nombreux sites de l'Indus. Le minerai de cuivre circule sans doute à partir de ses lieux d'extraction (Aravallis, Oman) sous la forme de lingots puis fondu dans les ateliers harappéens. Des alliages cuivreux sont également attestés, le bronze à l'étain mais aussi avec du plomb, de l'arsenic et de l'argent. De tels espaces artisanaux ont été repérés et parfois fouillés, à Mohenjo-daro, Harappa, Chanhu-daro, Kuntasi et Lothal. À Chanhu-daro un atelier a livré un enclume et une balance. Le martelage à froid devait être la technique la plus courante, mais des moules simples sont utilisés, et on savait également faire des fils de cuivre.
Les statuettes en bronze témoignent de leur côté de la maîtrise de la technique de la cire perdue par les fondeurs harappéens. La plus célèbre représente une jeune femme nue et parée, dans une attitude qui l'a fait surnommer « La Danseuse », exhumée à Mohenjo-daro. D'autres de même type ont été mises au jour. Leur contexte est peut-être religieux, puisqu'elles semblent représenter des porteuses d'offrandes.

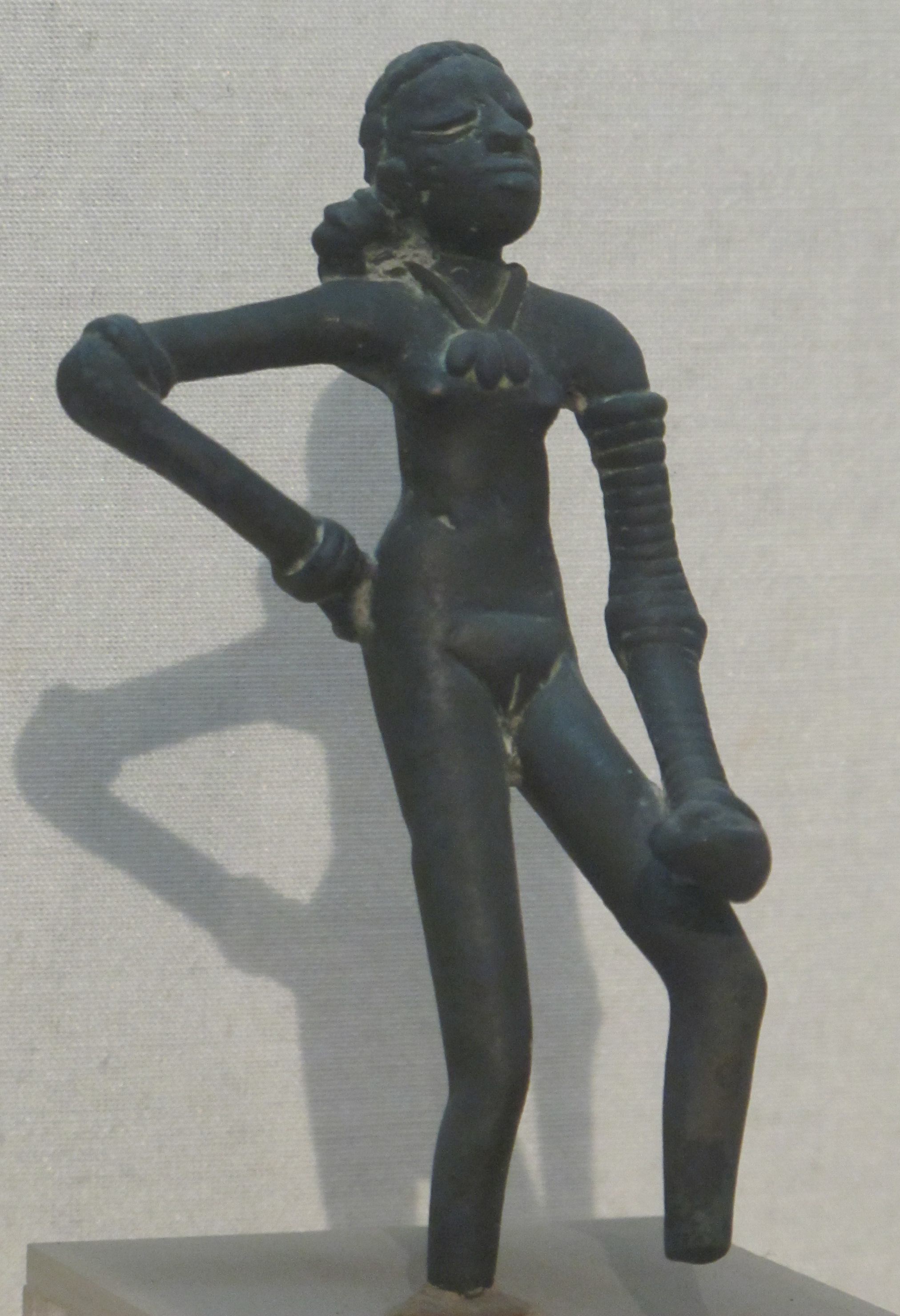
Jeune femme nue et parée, dite : "Danseuse". Statuette de bronze. H : 14 cm. Trouvée en 1926 dans une maison de Mohenjo-daro. Musée national (New Delhi).
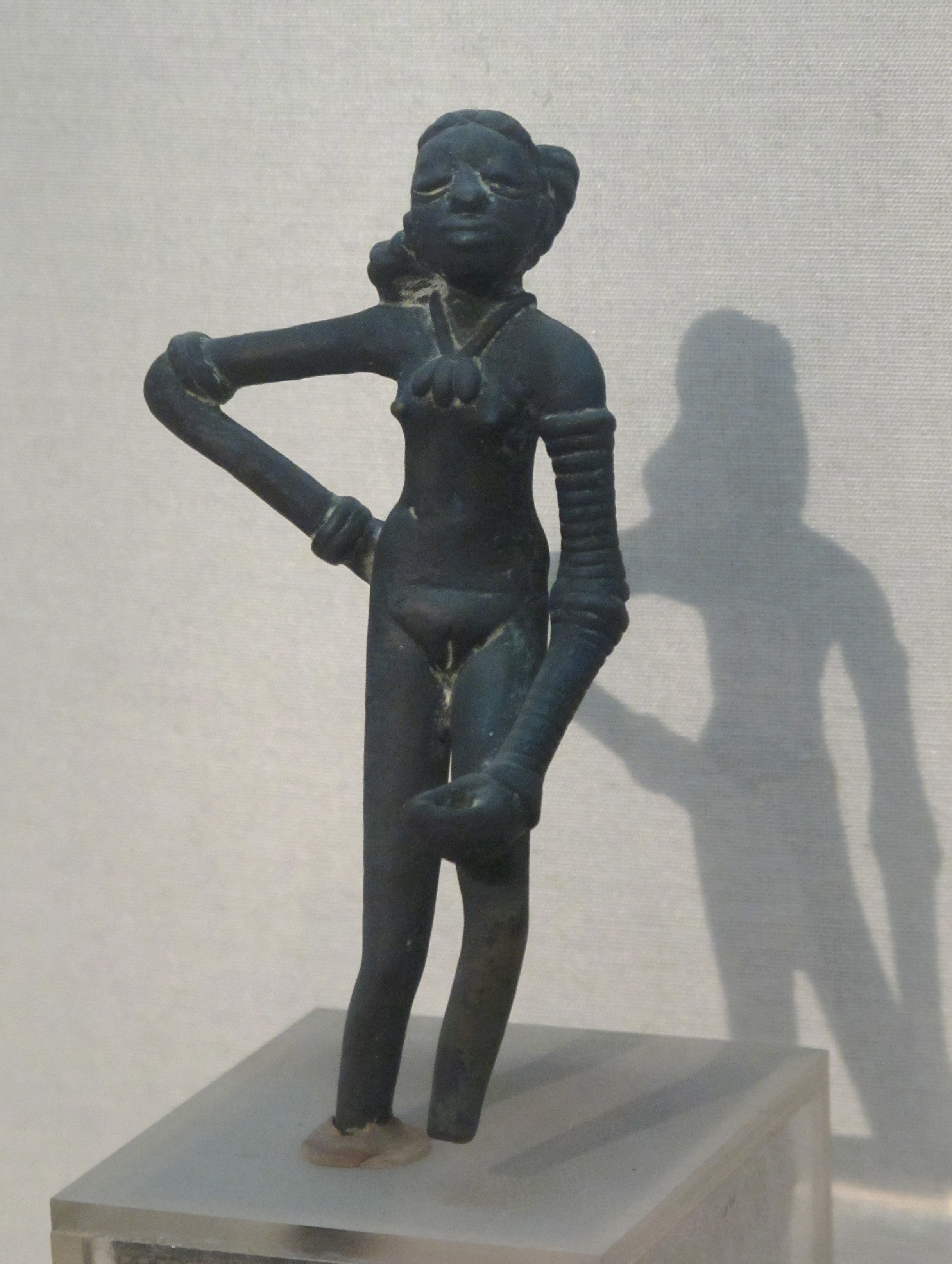
Vue de face du précédent.
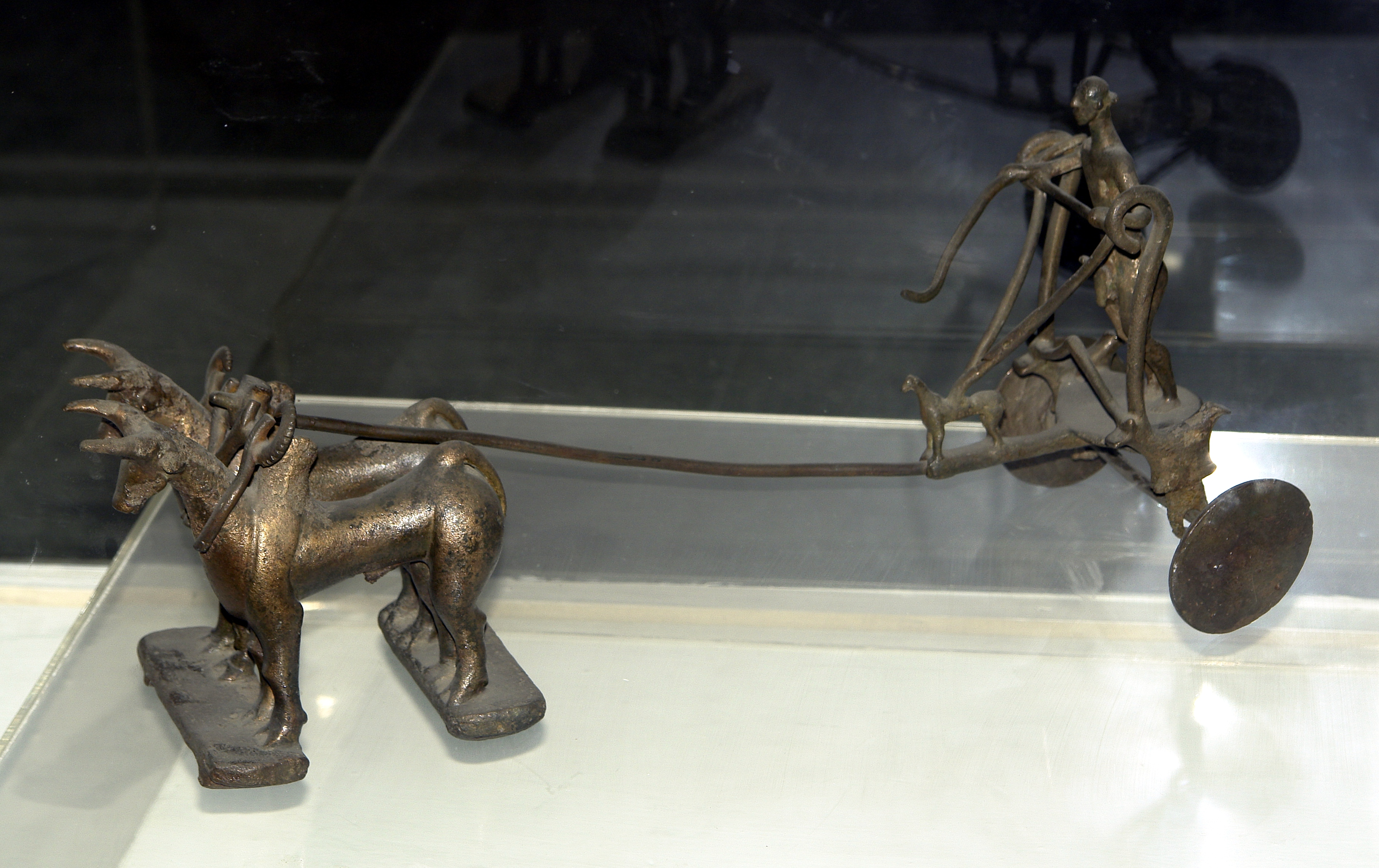
Chariot avec conducteur tiré par des bovidés. Bronze, réalisé à la cire perdue. Musée national (New Delhi).

Des objets sont également confectionnés en or et en argent ainsi qu'en alliage des deux, l'électrum. Ils sont surtout attestés à Mohenjo-daro et Harappa, aussi dans le « trésor » d'Allahdino. L'or et l'argent servent surtout pour la joaillerie, et leur travail nécessite couramment l'usage des techniques de filigrane et granulation. On connait ainsi des pendentifs, des boucles d'oreilles, des perles de colliers, des broches, et aussi des bracelets et anneaux dans ces métaux précieux ; l'argent sert également pour la vaisselle de luxe.

#### Sculpture sur pierre
Des sculptures en pierre mises au jour sur des sites harappéens représentent souvent des personnages masculins assis, interprétés comme des figures d'autorité (rois, prêtres, chefs de clans), sans que ce ne soit assuré. Elles datent plutôt de la fin de la période mature (début du IIe millénaire av. J.-C.). Le fait que toutes ces statues aient un visage de forme différente a fait suggérer qu'elles soient des représentations de personnages réels, et non idéalisés. La sculpture harappéenne la plus connue provient de Mohenjo-Daro, celle d'un homme souvent désigné, mais là encore sans raisons bien précises, comme un « roi-prêtre ». Elle représente un personnage barbu, les cheveux plaqués vers l'arrière, coiffé d’un bandeau avec un anneau circulaire au niveau de son front, portant un vêtement décoré de motifs de trèfles, et un brassard avec là encore un ornement circulaire. Seules la tête et les épaules du personnage nous sont parvenues, à l'origine il s'agissait sans doute aussi d'une représentation en position assise,,.

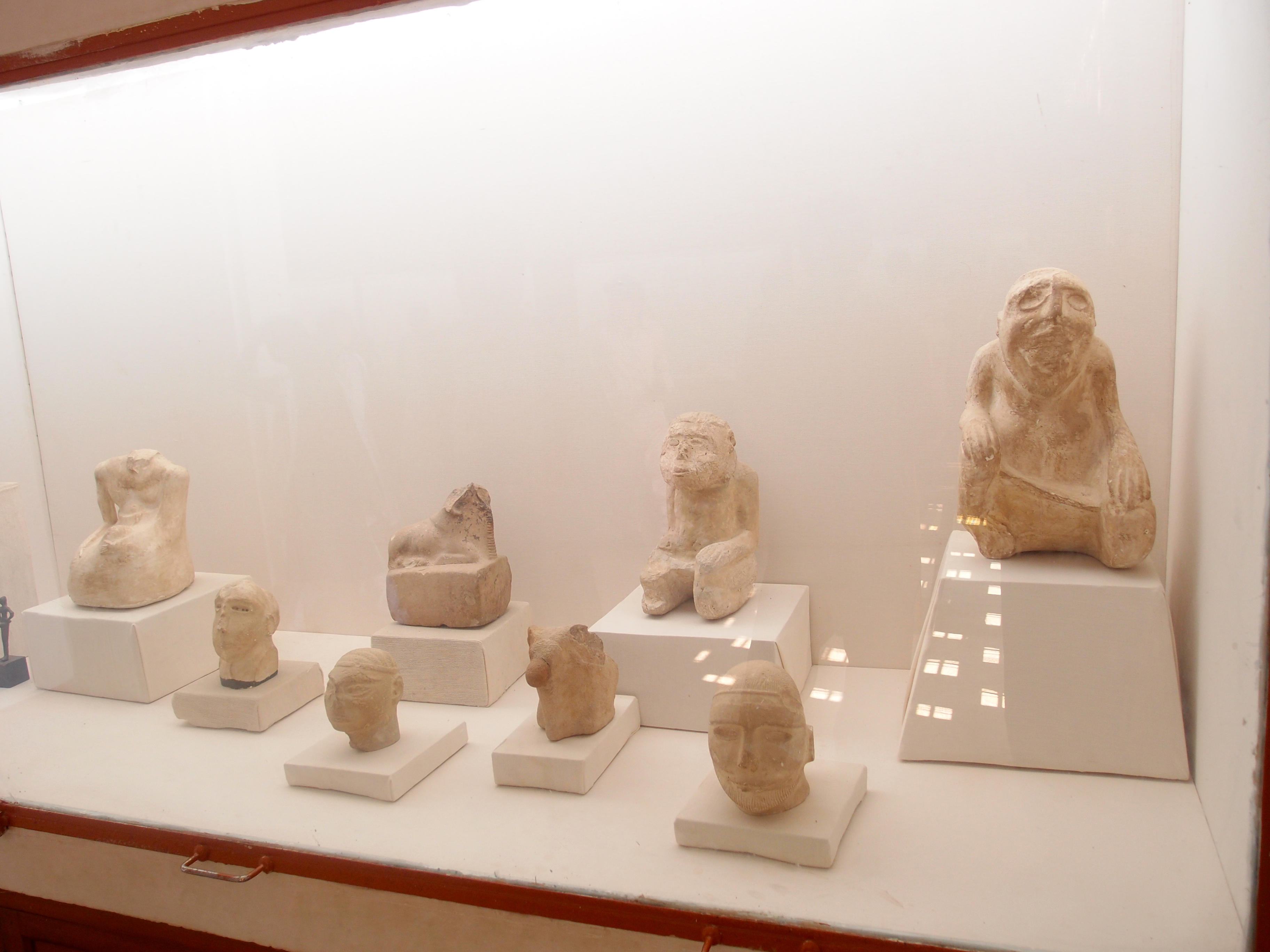
Fragments de statues masculines en pierre exhumées à Mohenjo-daro. Musée de Mohenjo-daro.
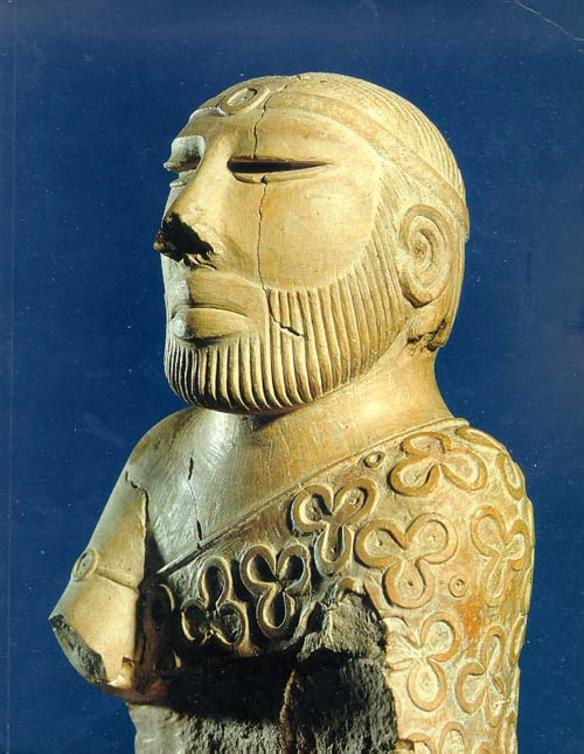
Tête virile dite du « roi-prêtre », calcaire ou stéatite blanche (?). H. 19 cm. Mohenjo-Daro, v. 2000-1900 av. J.-C. National Museum, Karachi, Pakistan.

#### Travail des perles en pierre dures et autres matériaux
Les artisans spécialisés dans le travail des pierres dures (lapidaires) de la civilisation harappéenne ont développé un savoir-faire qui place leurs réalisations parmi les plus remarquables de la civilisation de l'Indus, destinées aux élites. Des ateliers de travail des pierres dures ont été mis au jour sur plusieurs sites de l'Indus, certains pratiquant une production à grande échelle (Chanhu-daro, Mohenjo-daro, Lothal). Les artisans y travaillent une grande variété de pierres précieuses ou semi-précieuses : agate et cornaline avant tout, mais aussi améthyste, calcédoine, jaspe, serpentine, etc. ; le lapis-lazuli est en revanche peu employé dans l'Indus. Ces pierres sont taillées de façon très fine, de façon à former des perles. Les artisans de l'Indus disposant d'outils capables de les perforer sur leur longueur afin de les enfiler ensuite en colliers, ceintures ou autres. Certaines des perles en cornaline forment des ceintures sont très allongées, entre 6 et 13 centimètres. Elles étaient chauffées pour les rendre plus faciles à travailler (et aussi leur donner une couleur plus vive), avant d'être percées avec divers types de forets, travail complexe qui devait prendre plusieurs jours pour réaliser une seule perle. Les perles de cornaline peuvent par ailleurs être gravées, avec un agent décolorant (à base de carbonate de sodium). Les colliers peuvent également comprendre des perles en métaux (or, argent, cuivre), en ivoire, coquillage, faïence et stéatite, aussi des imitations de pierres dures en terre cuite peinte destinées à des personnes moins aisées. Les perles en stéatite peuvent être de taille très réduite (1-3 millimètres), ce qui témoigne là encore de la grande précision dont font montre les artisans harappéens. Ces compétences semblent avoir été reconnues par les civilisations voisines, puisque des colliers de perles harappéens (ou des imitations locales) se retrouvent sur des sites jusqu'en Mésopotamie,.

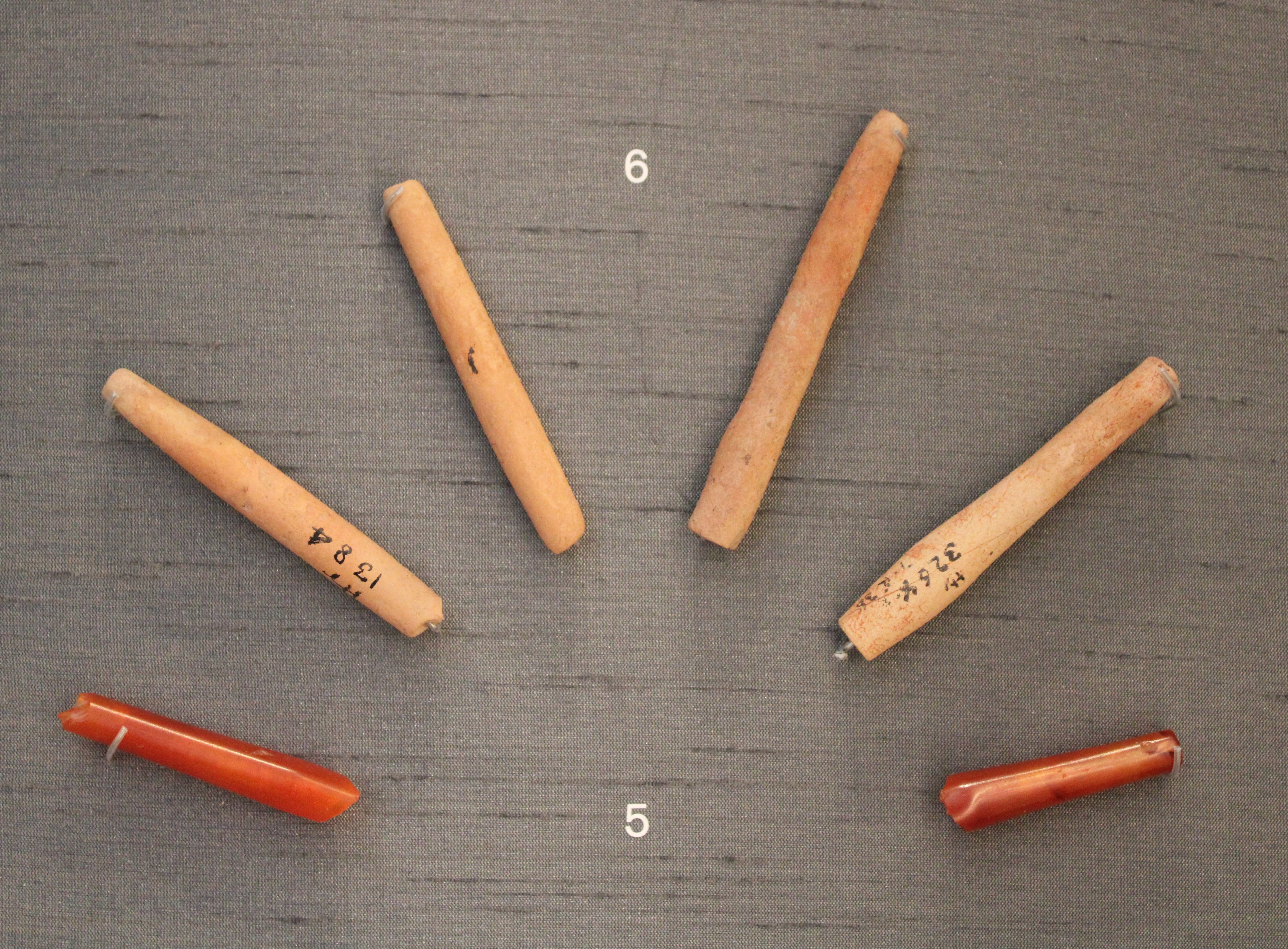
Perles en cornaline destinées aux élites, et imitations en terre cuite peintes en rouge, destinées à une population moins aisée. Mohenjo-daro, British Museum.
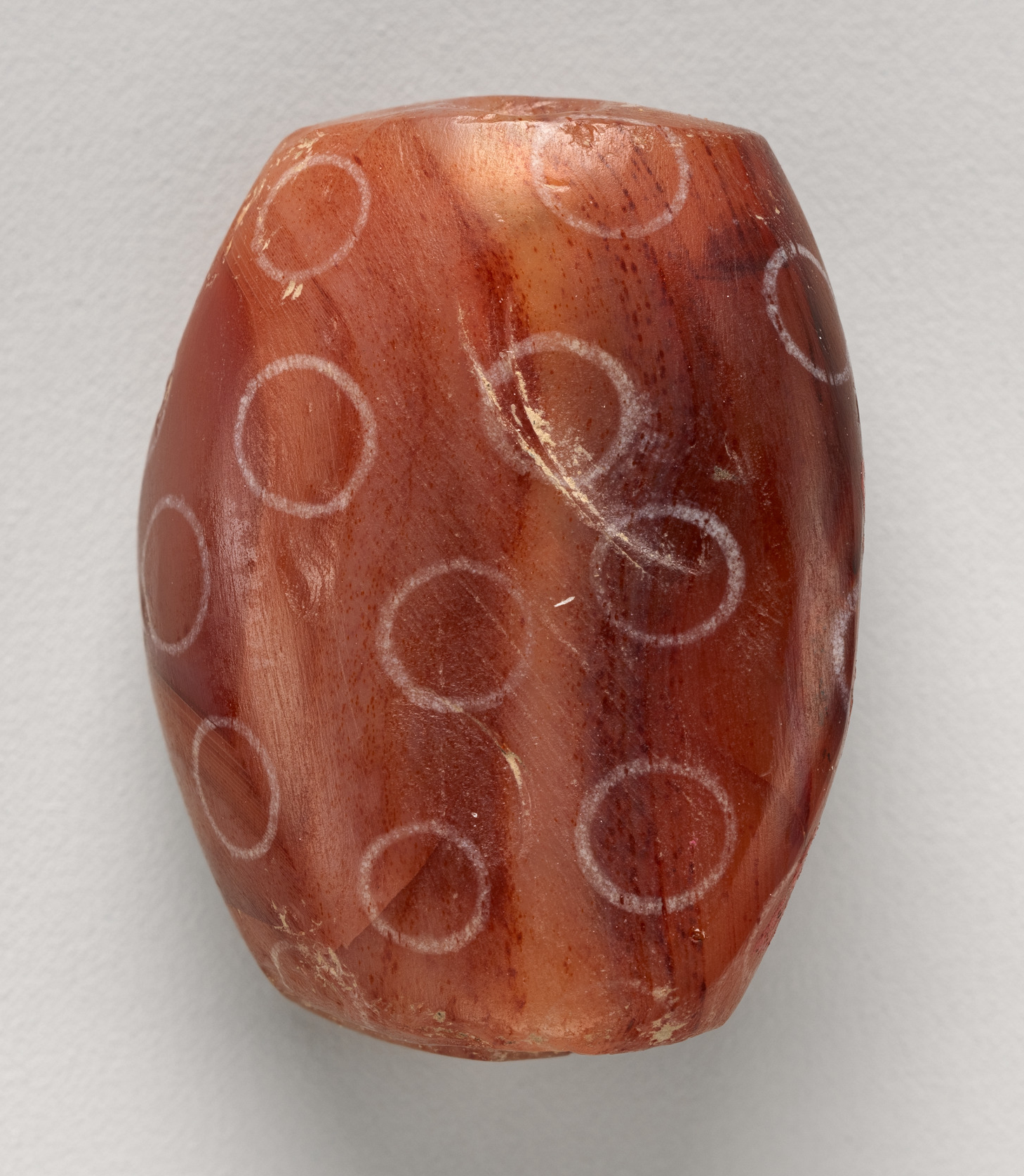
Perle en cornaline à décor blanchi mise au jour à Nippur en Mésopotamie. Musée du Louvre.
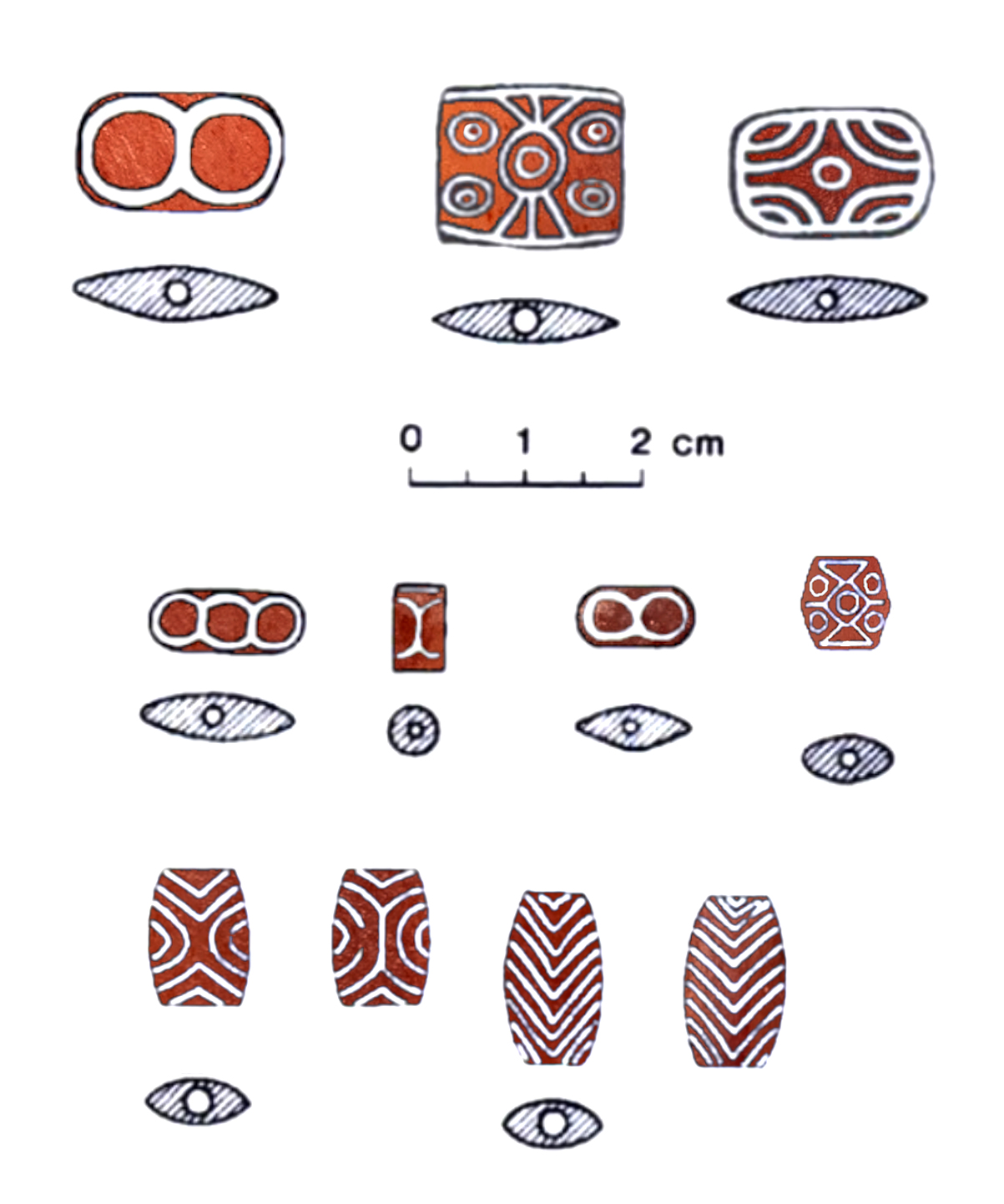
Dessins de perles de cornalines blanchies (d'après E. Mackay).

#### Glyptique
L'autre production des lapidaires harappéens sont les sceaux-cachets, la plupart en stéatite (il en existe aussi dans d'autres pierres comme l'agate), découverts en grande quantité sur les sites de l'Indus. Là encore plusieurs lieux de production ont été repérés. Ils sont de forme carrée (3 à 4 centimètres de côté en général), et portent souvent des inscriptions brèves en écriture de l'Indus. Les représentations les plus courantes sont des animaux : un animal unicorne, désignée comme une « licorne », mais aussi des zébus, buffles, tigres, éléphants, crocodiles et autres. Les représentations d'animaux sont plus ou moins détaillées, et peuvent être accompagnées d'un brasier ou brûleur à encens, ou une table d'offrandes. Le fait que ces motifs soient courants a fait supposer qu'ils servaient à identifier des groupes (clan, guilde marchande), celui symbolisé par la licorne étant le plus puissant. D’autres cachets représentent des motifs mythologiques, notamment la « divinité à cornes », représentée assise à la façon des yogis, et entouré d’animaux, une forme du dieu dite « maître des animaux » (motif courant au Moyen-Orient), des scènes plus complexes comme celle du sceau dit de l'« adoration divine » (voir plus bas),,.

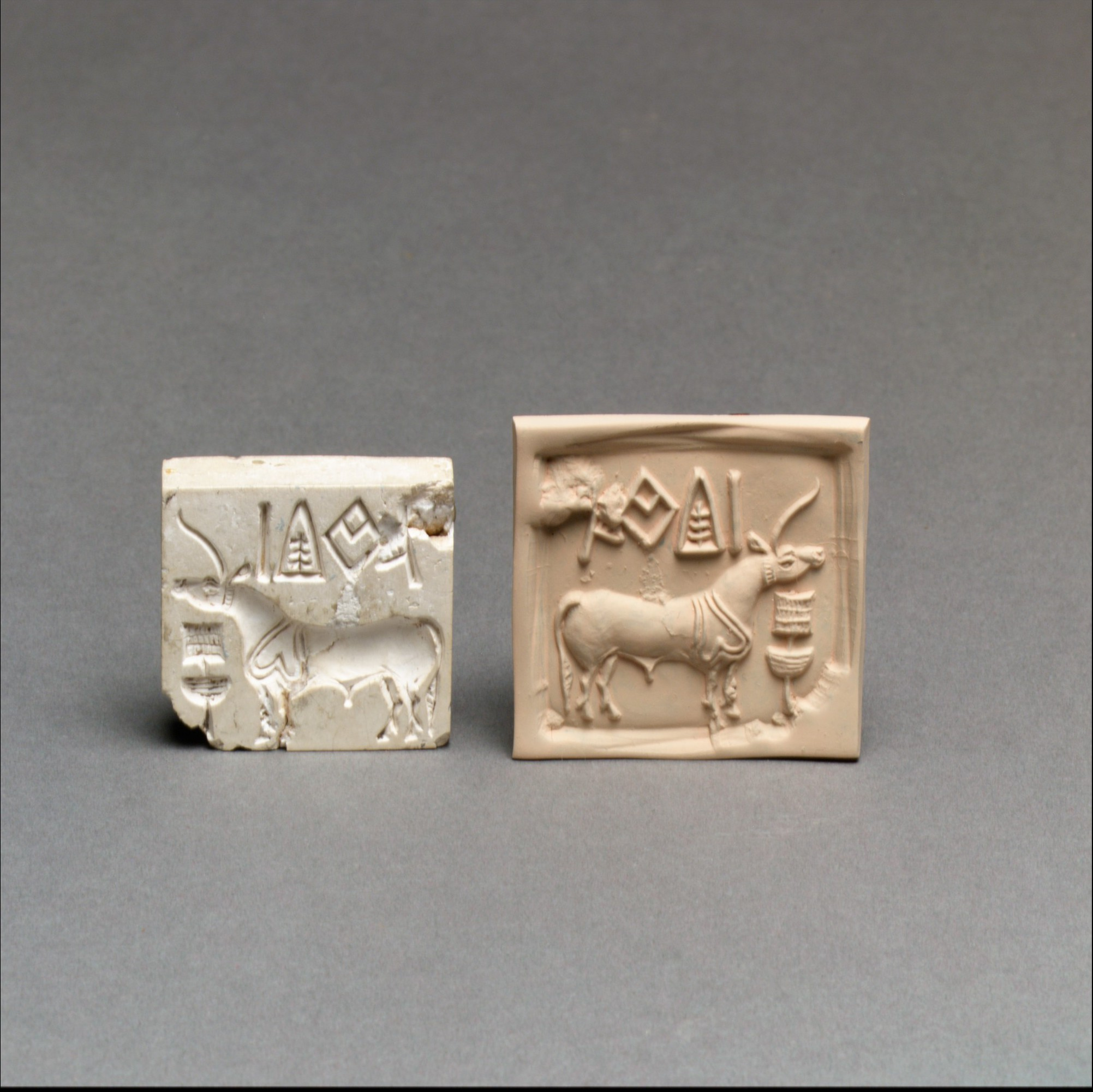
Sceau avec empreinte : licorne et brûleur à encens (?). Metropolitan Museum of Art.
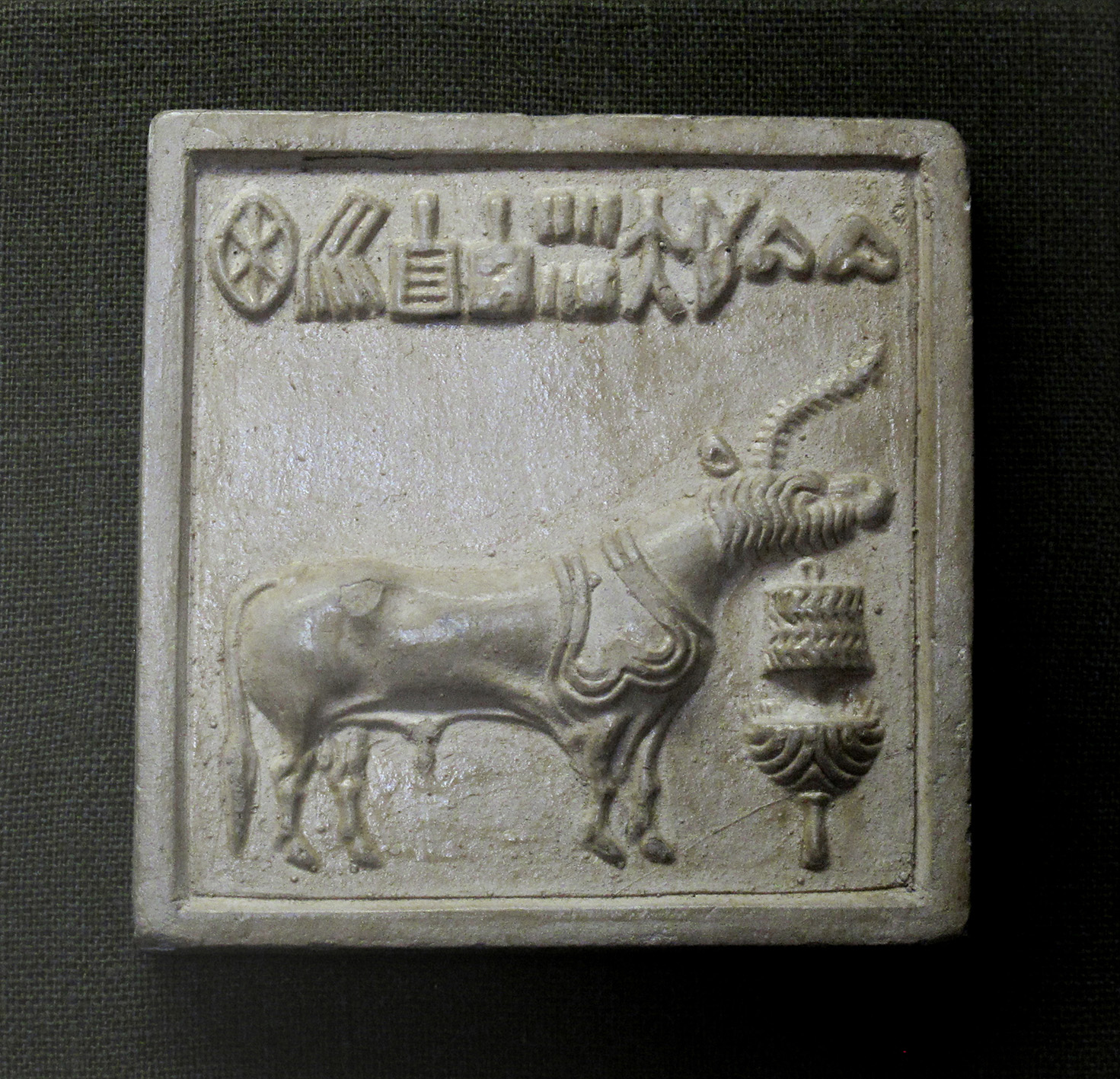
« Licorne ». Empreinte de sceau avec écriture (le sceau d'origine étant en stéatite). Approximativement 3,5 cm x 3,5 cm. Chhatrapati Shivaji Maharaj Vastu Sangrahalaya (ex Prince of Wales Museum). Mumbai.
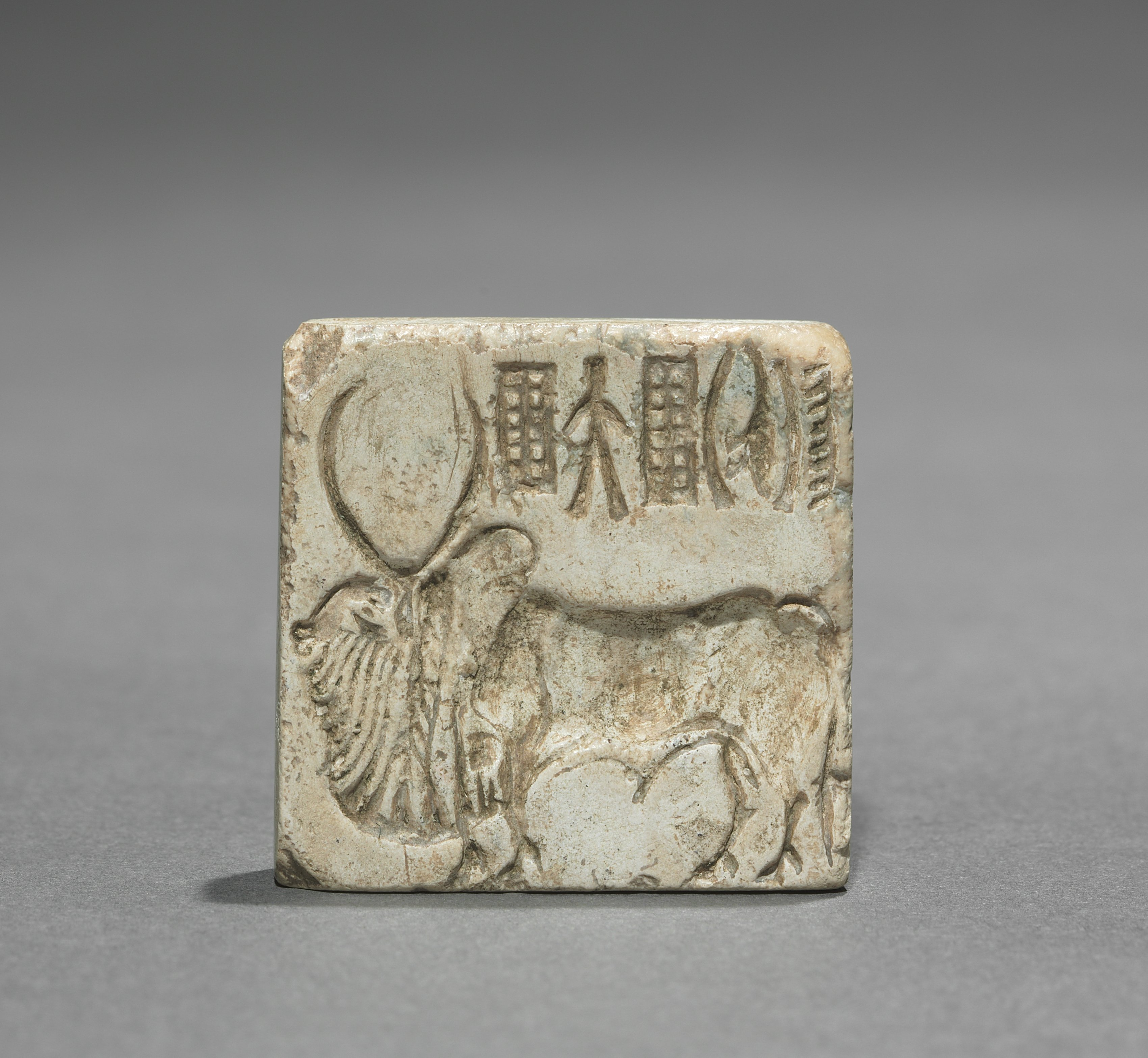
Zébu, empreinte de sceau avec écriture. Approx. 3,2 cm x 3,2 cm. Cleveland Museum of Art.
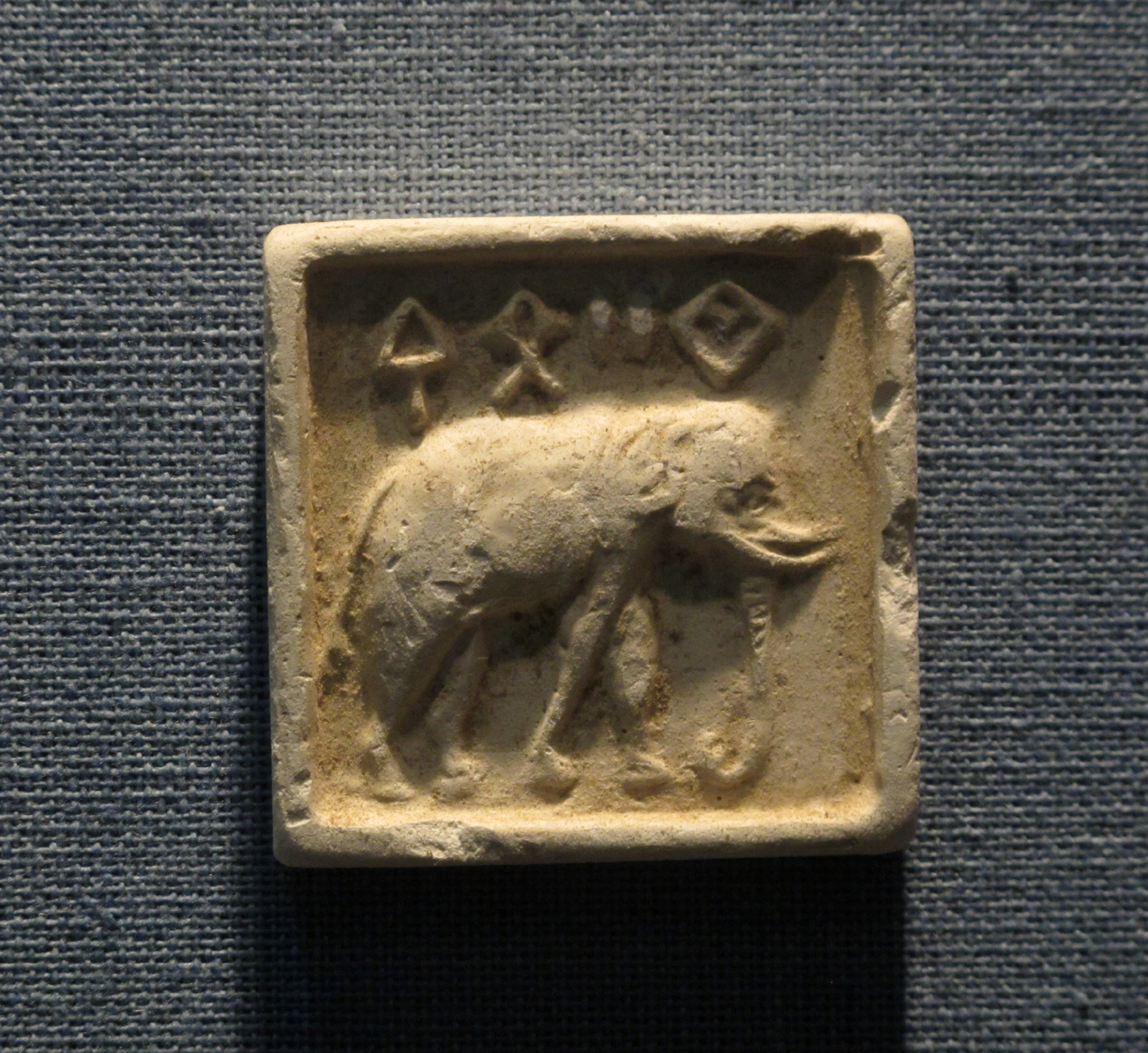
Éléphant en marche. Empreinte de sceau avec écriture. Approx. 3,5 cm x 3,5 cm. State Museum, Bhopal.
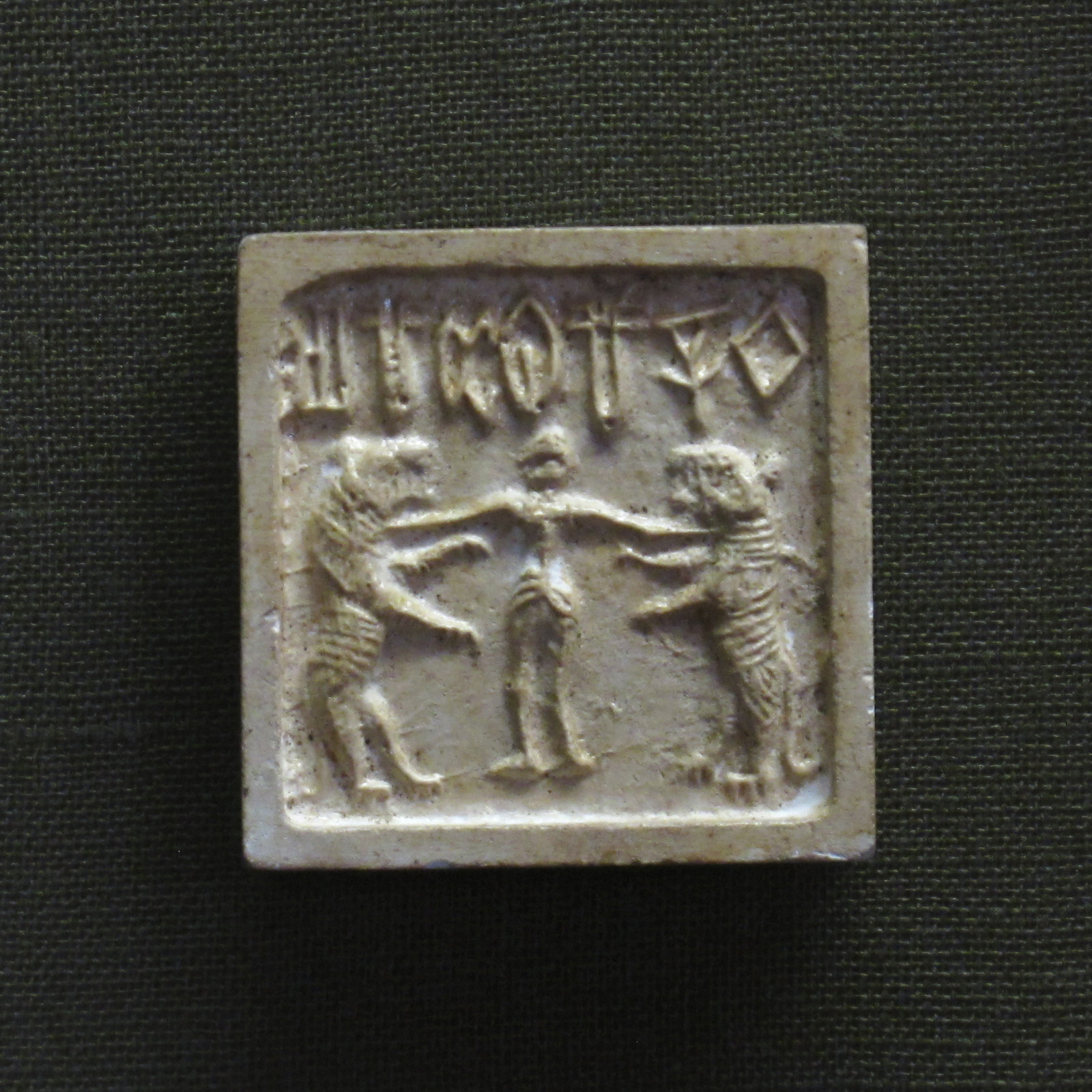
Figure d'un personnage en « maître des animaux », entre deux tigres. Empreinte de sceau avec écriture. Approx. 3,5 cm x 3,5 cm. Chhatrapati Shivaji Maharaj Vastu Sangrahalaya (ex Prince of Wales Museum). Mumbai.
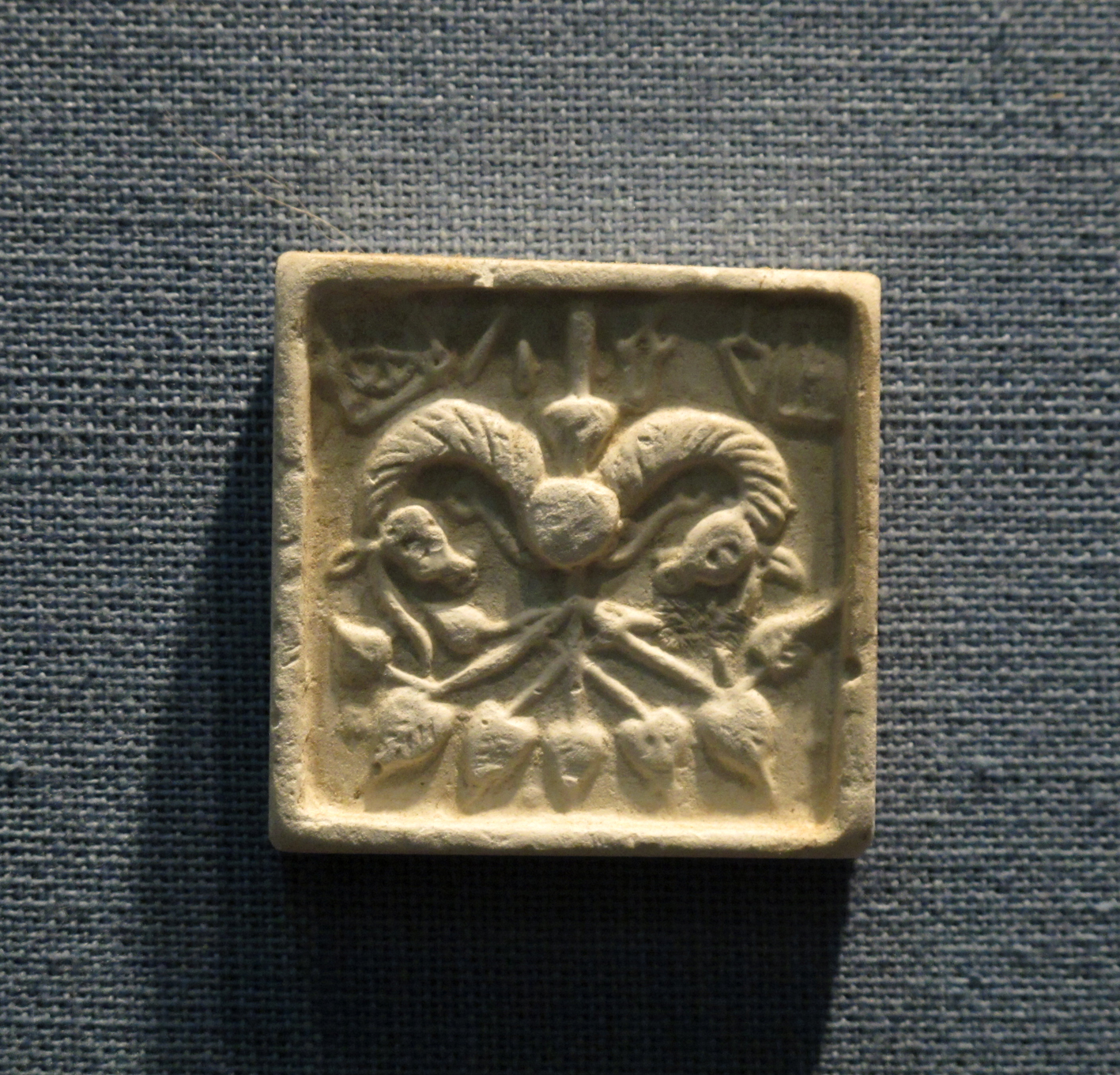
Composition de signes en forme de « blason ». Empreinte de sceau avec écriture. Approx. 3,5 cm x 3,5 cm. State Museum, Bhopal.
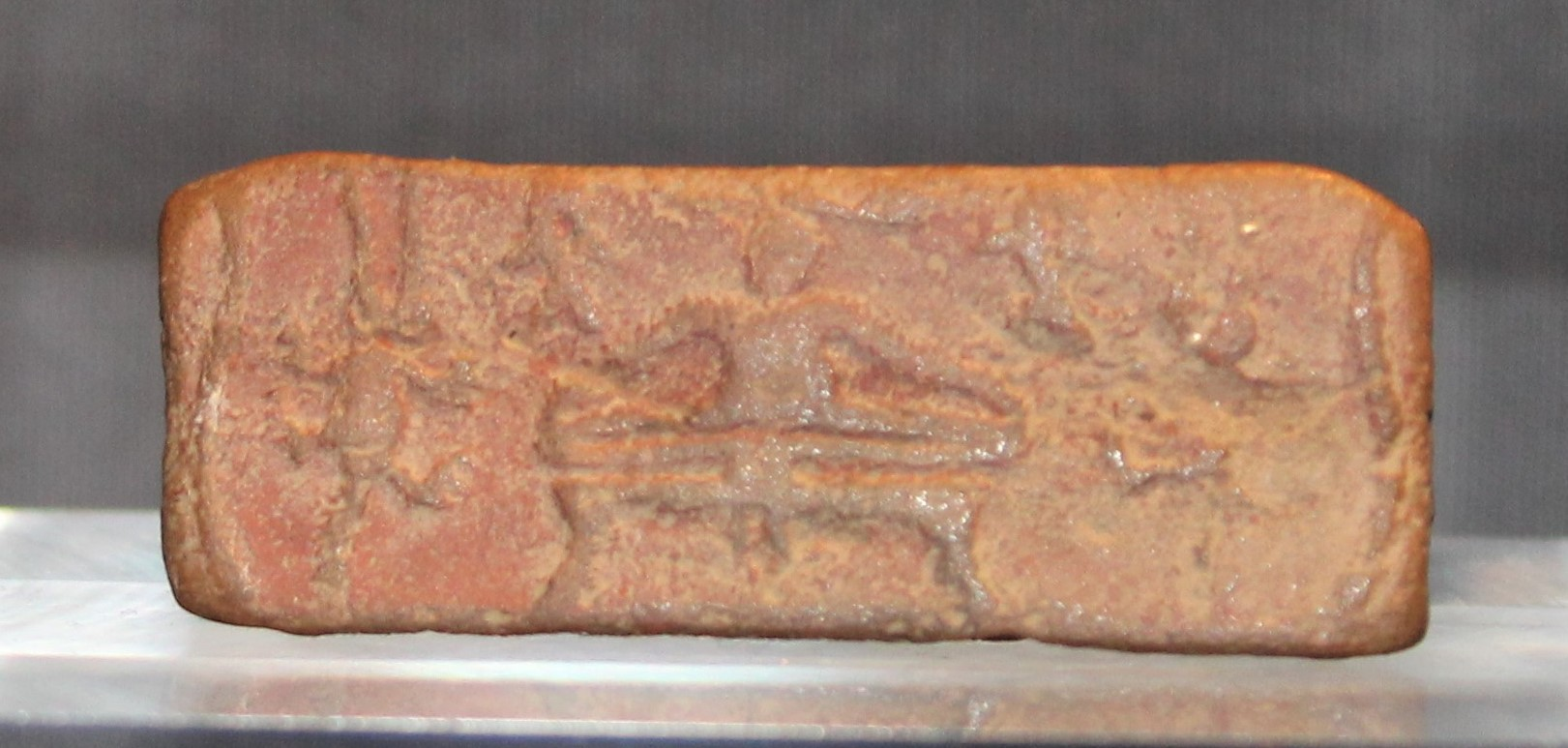
Empreinte de sceau représentant la figure divine assise dans une posture de yogi. Mohenjo-daro, Ashmolean Museum.

#### Objets en coquillages
Les coquillages provenant des régions littorales servent à fabriquer divers objets ornementaux et décoratifs, à commencer par des bracelets, qui se retrouvent sur de nombreux sites harappéens, en particulier dans les sépultures, ce qui en dit long sur leur aspect symbolique. Ils sont en général fabriqués à partir de la coquille du Turbinella pyrum, gastéropode marin très courant sur les côtes indiennes, dont la coquille est en forme de spirale (un type de bigorneau). Des ateliers de travail de coquillages ont été repérés avant tout sur des sites côtiers (Balakot, Nageshwar, Gola Dhoro), mais aussi sur des sites de l'intérieur (Mohenjo-daro, Chanhu-daro, Harappa). Les rebuts de ces ateliers ont permis de reconstituer les étapes de découpage des coquillages : le sommet du coquillage est cassé afin d'extraire le mollusque, puis la partie inférieure est enlevée, et enfin avec une scie en bronze on découpe la partie circulaire la plus large du coquillage à partir de laquelle on fabrique le bracelet. En général les bracelets sont épais, mais certains sont plus fins. Ils sont polis et décorés d'un chevron gravé. Les coquillages servent aussi à fabriquer des petits récipients, souvent à partir d'un autre gastéropode marin, Chicoreus ramosus. Ils sont également travaillés en plus petites pièces pour servir d'incrustations décoratives dans du mobilier en bois et des sculptures en pierre,,.

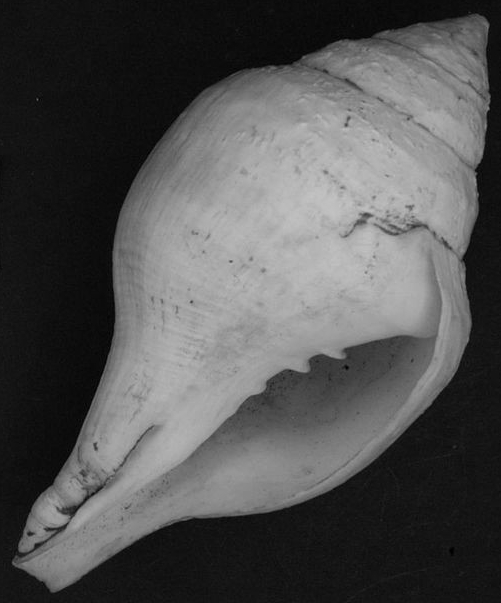
Exemple de coquillage Turbinella pyrum. Centre de biodiversité Naturalis.
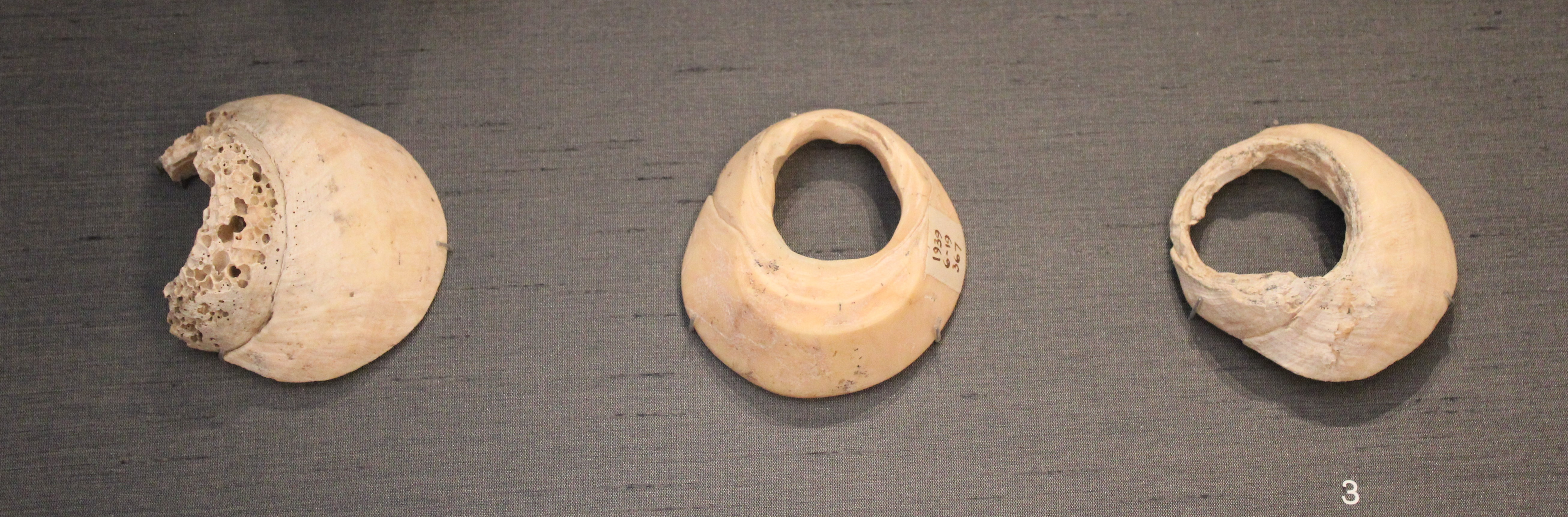
Déchets d'un atelier de production de bracelets en coquillage de Mohenjo-daro. Ces morceaux correspondent à la partie supérieure de la coquille, cassée pour extraire le mollusque puis sciée pour être séparée de la section circulaire à partir de laquelle le bracelet est ensuite travaillé. British Museum.
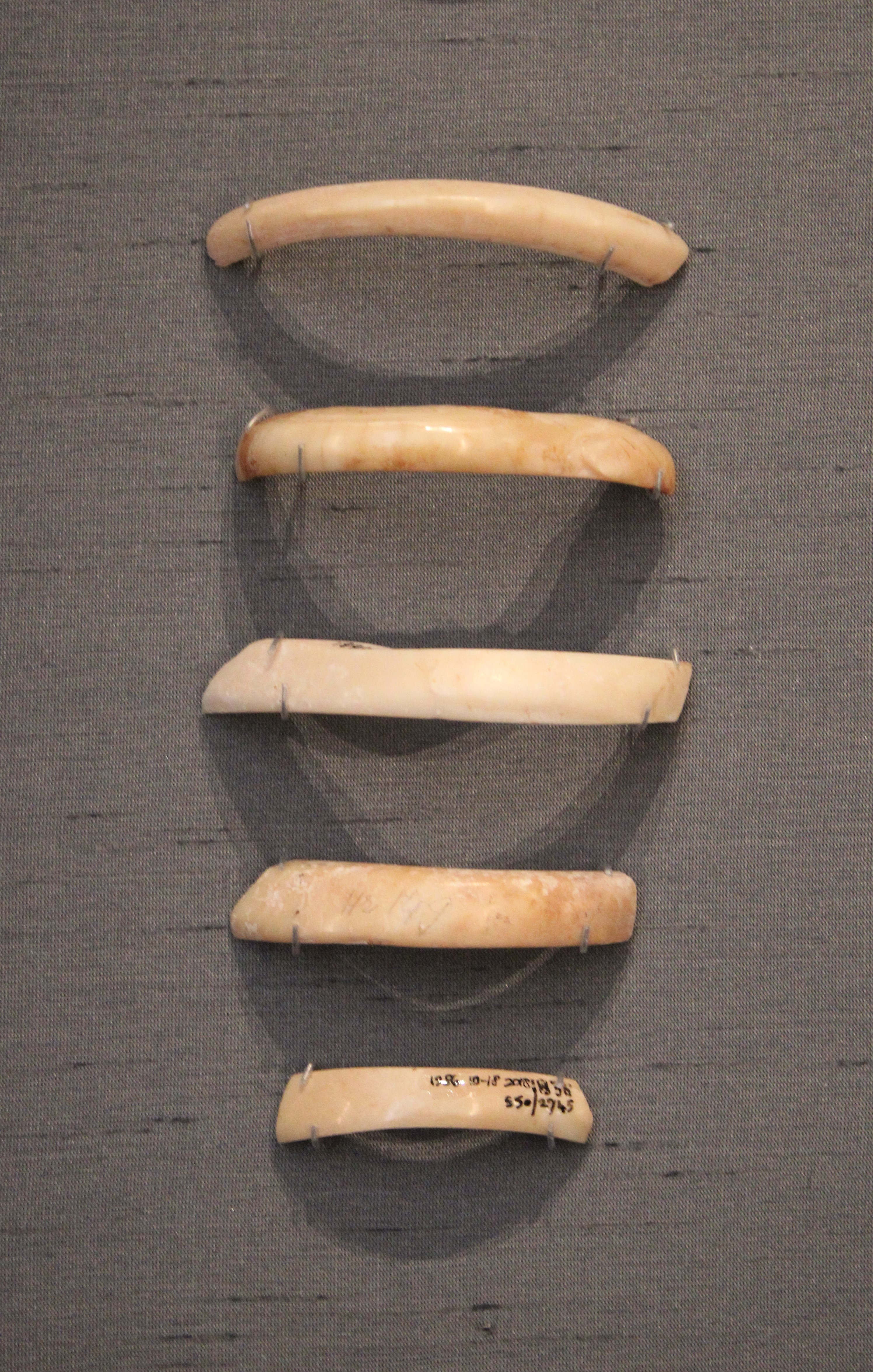
Fragments de bracelets en coquillage. British Museum.
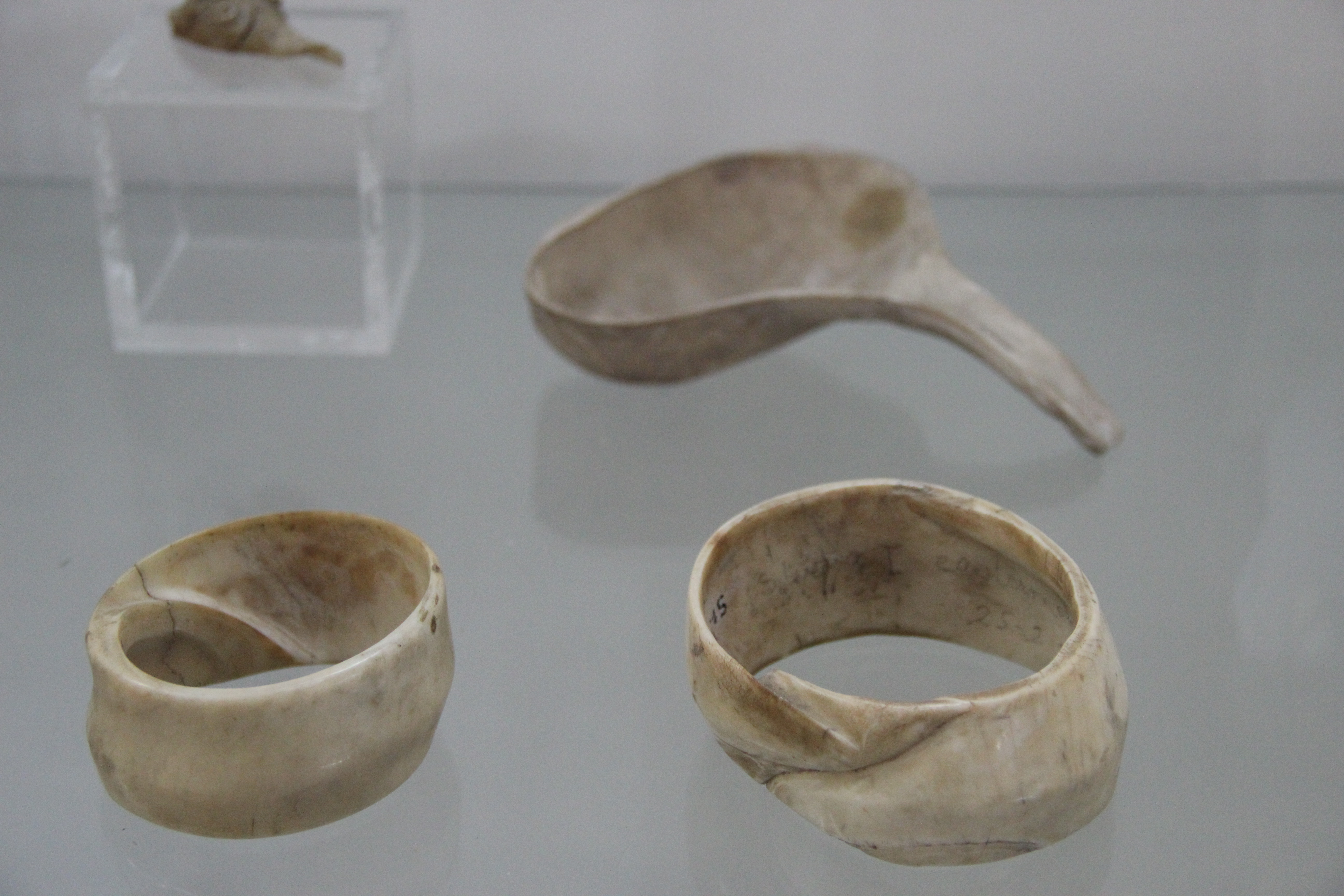
Bracelets et récipient en coquillage. Musée national (New Delhi).
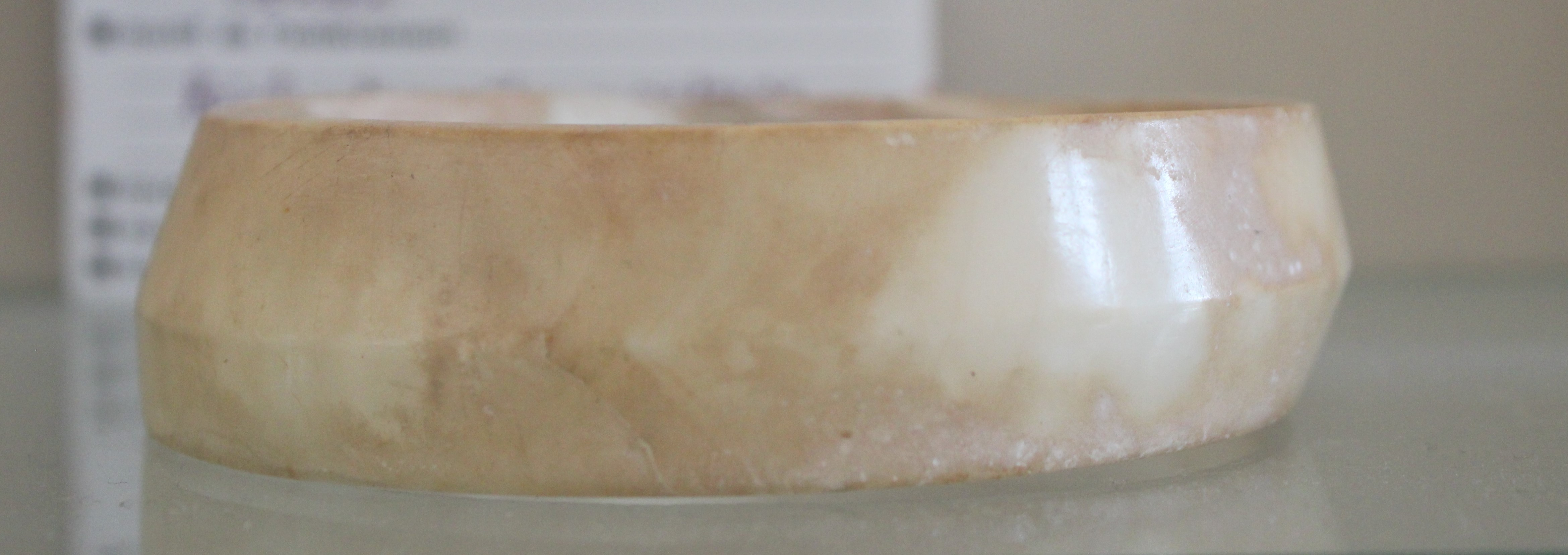
Bracelet en coquillage de l'Indus trouvé à Suse, décoré d'un chevron, vue de profil. Musée du Louvre.

## L'écriture de l'Indus et ses usages
La période harappéenne mature voit le développement d'un système d'écriture, peut-être dérivé de symboles attestés pour la période ancienne. Elle est attestée essentiellement dans un contexte administratif et gestionnaire, par des inscriptions brèves. La langue qu'elle transcrit n'a pas été identifiée, et toutes les tentatives de traduction ont, à ce jour, échoué. Elle est parfois nommée, par convention, la langue harappéenne.

### Supports et système d'écriture
Plus de 3 700 objets inscrits ont été mis au jour, plus de la moitié provenant de Mohenjo-daro, et une autre large portion de Harappa. Il s'agit en majorité de sceaux et d'empreintes de sceaux sur de l'argile, notamment des sortes de jetons ou de tablettes, également de tablettes et d'autres objets inscrits ou moulés en bronze ou cuivre, os et pierre, des poteries,.

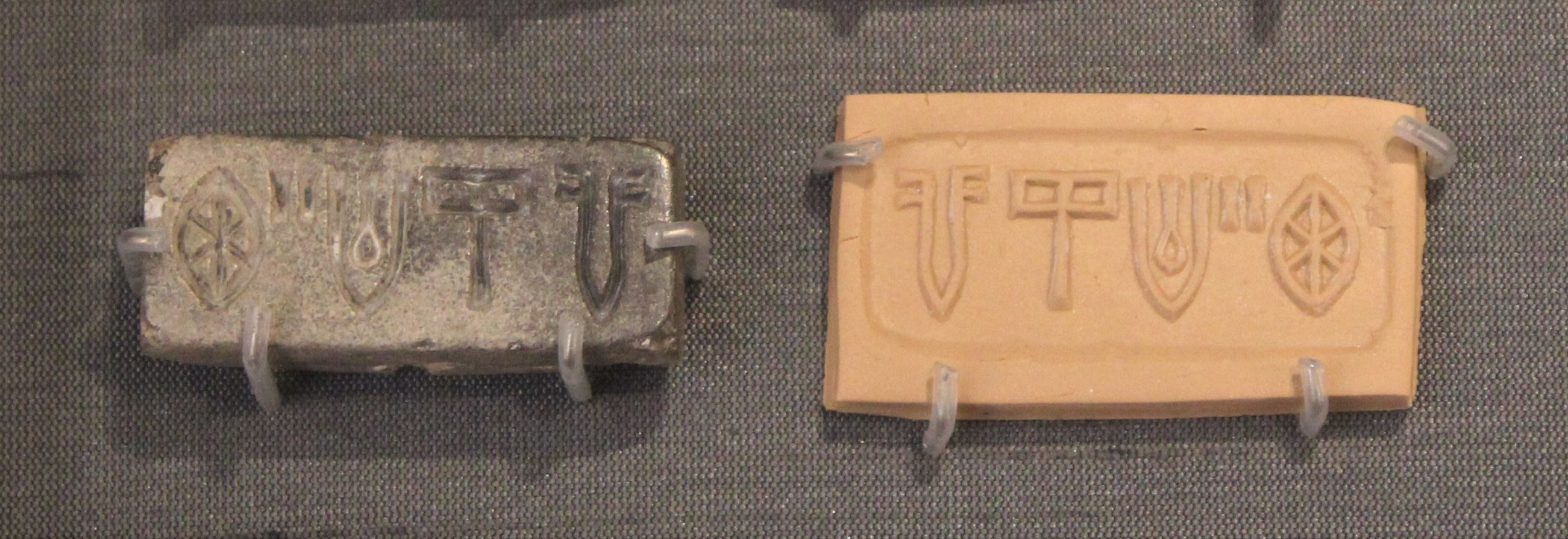
Sceau en stéatite avec inscription. British Museum.
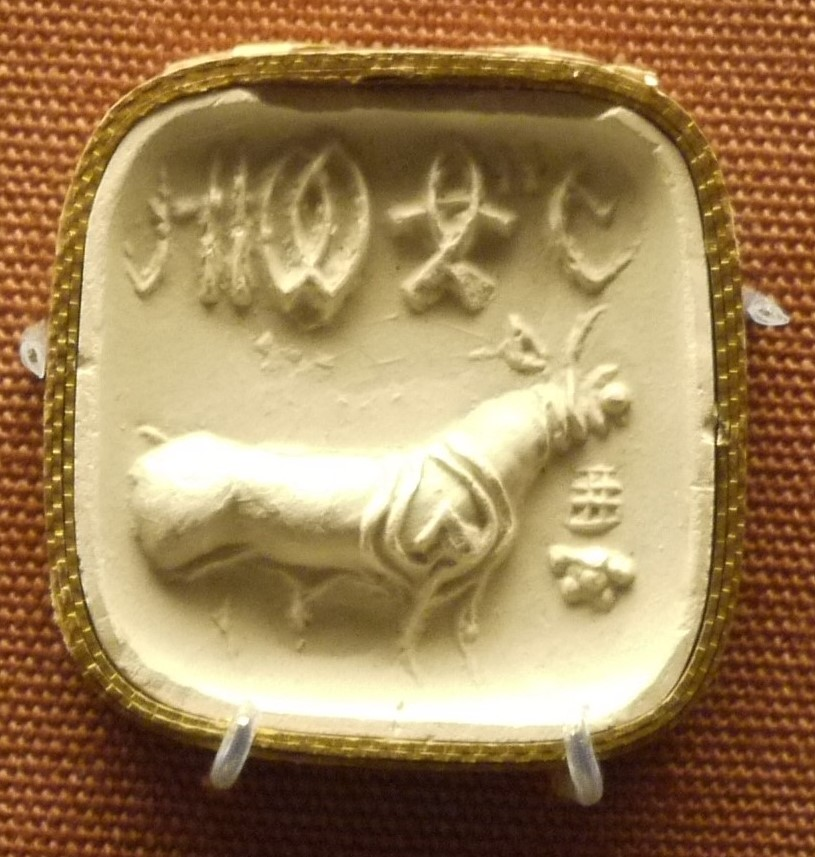
Impression du sceau « Cunningham » : licorne et inscription. British Museum.
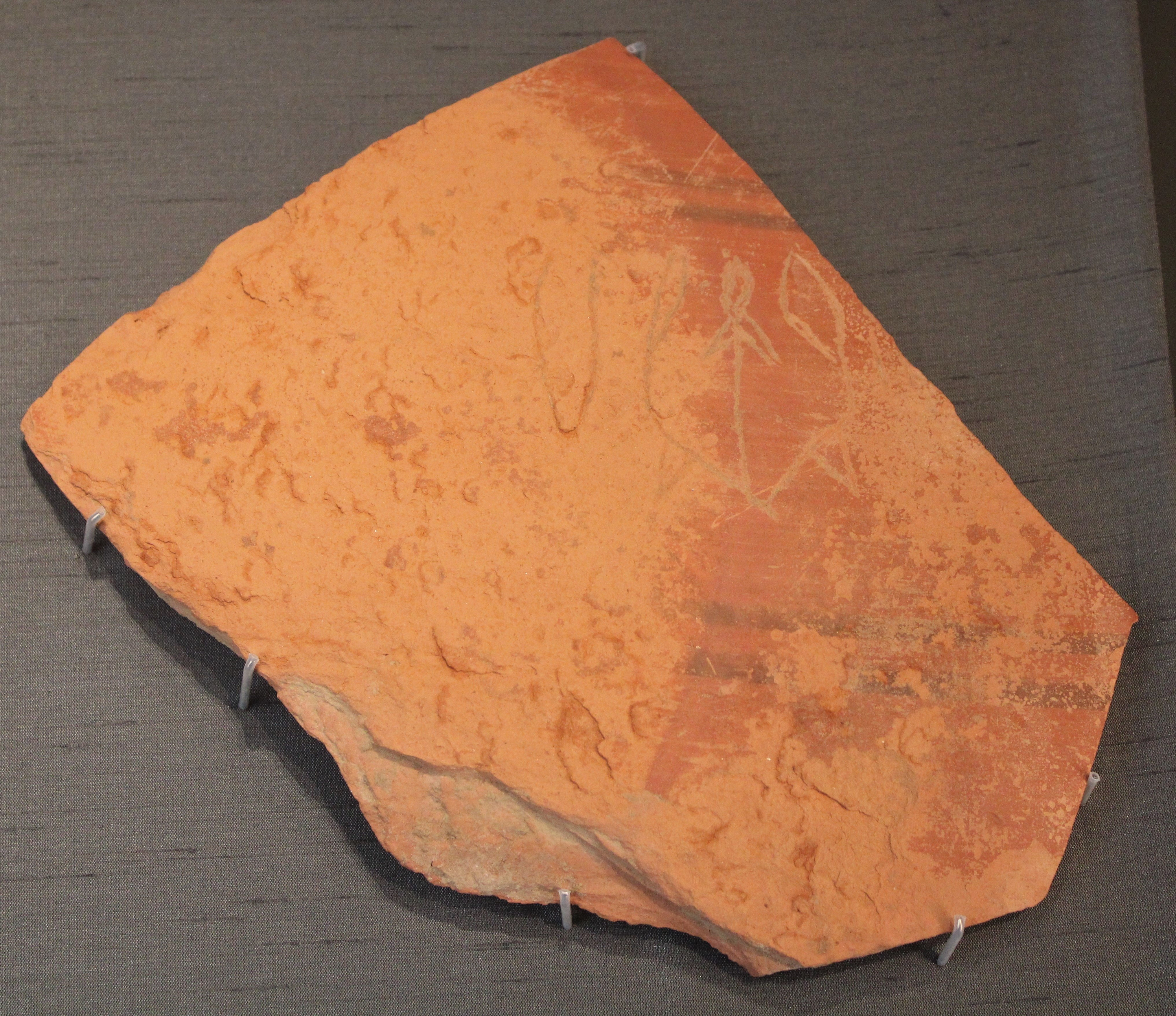
Fragment de poterie inscrit. British Museum.
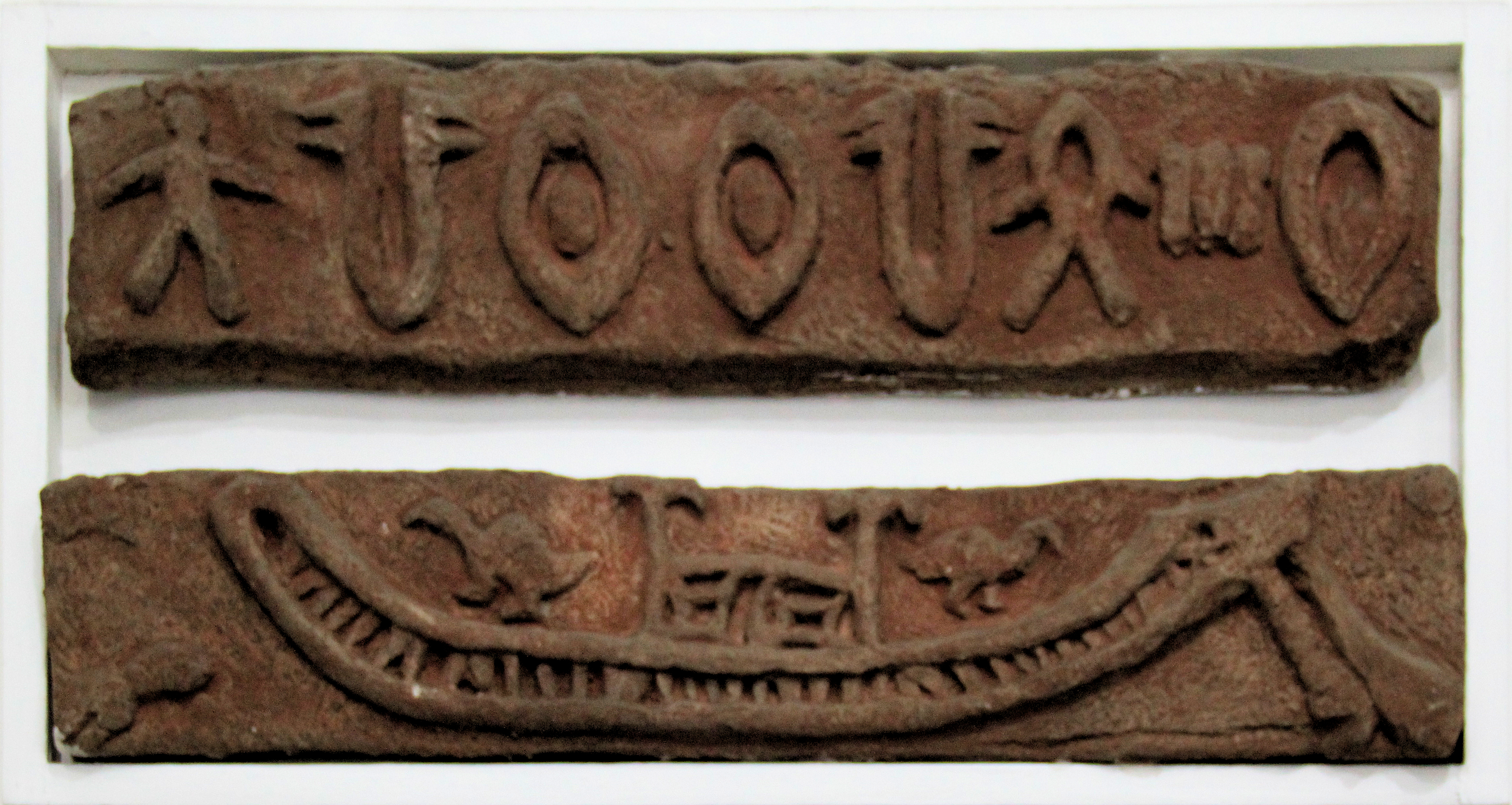
Deux des trois faces d'une tablette en argile moulée, avec inscription et représentation de bateau. Mohenjo-daro, musée d'Islamabad.
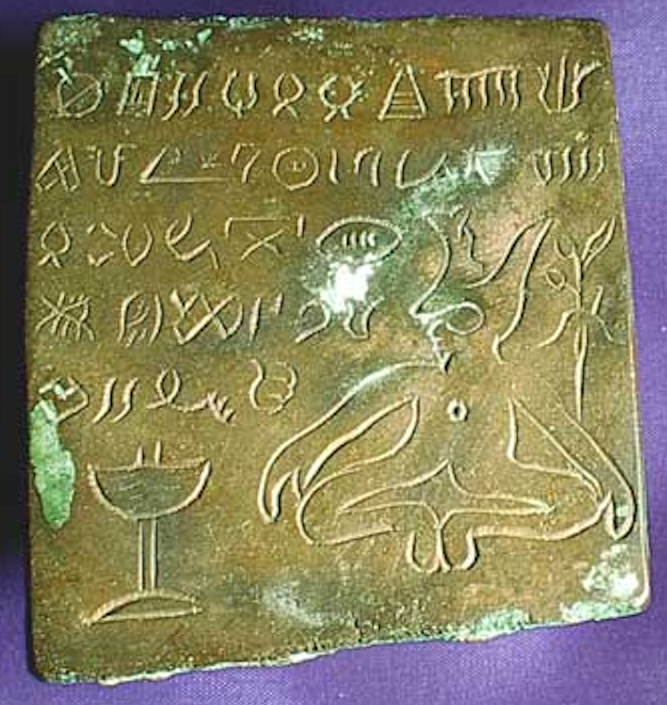
Plaque en cuivre inscrite, plus longue inscription connue en écriture de l'Indus.
Copie de l'inscription du « panneau » de Dholavira.

Les inscriptions sont courtes : la plus longue comprend à peine 26 signes, et en général les inscriptions sur cachets ont cinq signes. Le répertoire comprend 400 à 450 de signes simples ou composés, avec des variations. Il semble qu'il y ait eu des évolutions au cours du temps, mais le contexte stratigraphique des objets anciennement exhumés n'est pas bien renseigné, ce qui rend leur classement chronologique difficile. En tout cas la similitude des signes reflète une nouvelle fois le haut degré d'intégration culturelle existant dans la civilisation harappéenne, ou du moins son élite. Il est généralement supposé que cette écriture est un système « logo-syllabique », associant des logogrammes (un signe = une chose) et des phonogrammes syllabiques (un signe = un son, ici une syllabe), un même signe pouvant potentiellement signifier les deux. L'écriture se lisait probablement de gauche à droite. L'absence de textes longs et de bilingues rend impossible toute entreprise de traduction, qui implique notamment de deviner la langue écrite, la « langue harappéenne », ou du moins le groupe linguistique auquel elle appartenait (les langues dravidiennes et indo-européennes étant les candidates les plus souvent proposées), puisque même si on suppose que plusieurs langues étaient parlées sur le territoire couvert par la civilisation de l'Indus, il semble que l'écriture n'ait servi à transcrire qu'une seule langue, celle de l'élite,.

### Les fonctions des objets inscrits
La question des usages de cette écriture, sans doute économiques, administratifs, politiques et religieux, renvoie souvent à celui des objets sur lesquelles elle est inscrite. Les écrits les plus courants sont ceux figurant sur les scellements de poteries servant à des transactions ou à du stockage, ce qui renvoie à un contrôle et une authentification de ces opérations par des administrateurs ou des marchands qui devaient être identifiés par les sceaux. La compréhension de ces derniers suppose non seulement d'interpréter les signes d'écriture, mais aussi les images qui y figurent, en général des animaux, qui servaient peut-être à identifier des groupes (guildes, castes, clans ?) ou des individus (des sortes de pièces d'identité ?). Ces sceaux ont sans doute plusieurs usages utilitaires et symboliques. Les inscriptions sur jetons et tablettes ont sans doute un même type de finalité gestionnaire, servant à enregistrer des opérations et à communiquer des informations sur celles-ci entre plusieurs personnes. Certaines inscriptions ont peut-être un contexte religieux et rituel, servant à identifier une divinité à laquelle on destine des offrandes. Il a également été proposé que les tablettes et jetons en métal portant des inscriptions aient pu servir de monnaie. Un panneau portant une inscription incrustée mis au jour à Dholavira est plus atypique, il a été désigné comme une « enseigne » mais sa finalité exacte, peut-être dans le cadre d'un usage civique, est inconnue,.

La liste complete de l'écriture de l'Indus.

## Hypothèses linguistiques
En l'absence de traduction de l'écriture de l'Indus, il est impossible de dire quelle langue était parlée par les habitants de la civilisation de l'Indus, ou quelles langues. Certains des spécialistes de la question proposent qu'il s'agisse de formes anciennes de langues dravidiennes (en particulier A. Parpola), d'autres envisagent la présence de langues indo-européennes (« proto-aryennes »),,. Plusieurs études génétiques se sont prononcées en faveur de l'hypothèse de la présence de populations dravidiennes (ou proto-dravidiennes) dans la civilisation de l'Indus, et leur dispersion vers le sud du sous-continent indien après sa chute,.

## Aspects sociaux
Au regard des découvertes archéologiques, la civilisation de l'Indus est à ranger dans la catégorie des sociétés dites « complexes » qui émergent au sortir du Néolithique en plusieurs endroits du Monde (Mésopotamie, Égypte, Chine, Mésoamérique, Pérou), caractérisées par une stratification sociale et une division du travail poussées, la présence d'agglomérations urbaines, d'une agriculture et d'un élevage déployés sur un vaste territoire. Son écriture n'ayant pas été déchiffrée, la connaissance de la structure sociale de la civilisation harappéenne est toutefois plus limitée que pour les autres civilisations similaires ayant une écriture et l'interprétation socio-politique des trouvailles archéologiques est peu assurée et tout laisse à penser que bien des aspects de cette civilisation resteront à jamais impossibles à approcher.
Les études portant sur les squelettes issus des cimetières harappéens (la bioarchéologie) ont également permis d'élargir le champ d'étude au-delà de l'interprétation de l'architecture et de l'art, et offert de nouvelles perspectives d'analyse sur les trajectoires de vie et la santé des personnes de cette période. Mais elles offrent encore peu de certitudes d'ordre général, et les sépultures mises au jour concernent un échantillon très limité de la population harappéenne, provenant avant tout d'un site (Harappa) et probablement plutôt des personnes issues du groupe des élites.

### Agriculture, élevage et stratégies de subsistance
La nature du système agricole de la civilisation de l'Indus est toujours largement sujet à conjectures, du fait de la pauvreté des informations qui ont pu nous parvenir, notamment parce que peu de sites villageois agricoles ont été fouillés et les études bioarchéologiques sur la diète de cette période en étant encore à leurs balbutiements. Les éléments les plus tangibles sont les plantes cultivées et animaux abattus, identifiés grâce aux restes collectés sur les sites archéologiques, qui permettent ensuite, en comparant aux pratiques connues pour les périodes récentes, d'inférer sur les stratégies de subsistance des Harappéens et Harappéennes, qui ont pu varier en fonction des lieux et des époques en raison de l'ampleur temporelle et spatiale de cette civilisation. L'économie agricole de la tradition de l'Indus s'est formée à partir de plantes et animaux domestiqués manifestement venus du Proche-Orient (blé, orge, lentilles, pois, lin, mouton, chèvre, bœufs), mais les cultures locales de l'Asie du sud s'emparent vite du principe et pléthore d'épisodes de domestication se produisent à partir d'espèces indigènes (zébu, buffle, cochon local, poulet, sésame, coton, millet, riz, melon, concombre et bien d'autres plantes tropicales), avec des foyers (vaguement) localisables selon les cas au Baloutchistan, dans l'Indus, le Gange moyen, le Gujarat ou des régions orientales.
Sur le vaste territoire couvert par la civilisation harappéenne, les potentialités agricoles sont variées. Schématiquement on peut distinguer deux systèmes climatiques, les cyclones hivernaux et la mousson estivale qui créent deux périodes humides plus ou moins marquées selon les régions (le Sind et le Gujarat étant plus sec, l'humidité plus marquée au nord) et deux grands types de sols exploités pour l'agriculture, ceux de la plaine alluviale de l'Indus et du système Ghaggar-Hakra et les sols noirs « à coton » ou « regur » des régions plus chaudes et sèches, au Gujarat et au Rajasthan.
Les cultures sont très variées, comme l'indiquent les restes de nombreux types de culture ont pu être identifiés sur les sites archéologiques, et les pratiques culturales doivent également diverger selon les potentialités des régions. La culture céréalière repose depuis le Néolithique sur le blé et l'orge, principales cultures d'hiver à l'heure actuelle et probablement aussi dans le passé. Les cultures du riz et du millet, céréales de printemps, sont introduites durant l'ère harappéenne depuis l'est (la vallée du Gange pour le premier). Les légumineuses, les pois et haricots, le sésame, le sorgho, le melon, la pastèque, la datte, le raisin sont d'autres cultures alimentaires attestées, alors que le coton semble également cultivé,. Une étude menée sur le petit site de Masudpur (Haryana, dans l'arrière-pays de Rakhigarhi) indique que dès le milieu du IIIe millénaire av. J.-C. au plus tard les cultures d'hiver (blé, orge, vesces) et les cultures d'été (millet, riz, cultures tropicales telles que le haricot mungo, le haricot urd et le kuluttha) y sont associées et que les paysans plantent et récoltent donc toute l'année, disposant alors d'une alimentation très variée. Pour ce qui concerne les techniques agricoles, il n'y a pas de trace décisive d'ouvrage d'irrigation, mais des canaux de l'époque harappéenne ont été identifiés, et il est au moins évident que les agriculteurs pouvaient s'approvisionner auprès des puits et réservoirs courants sur les sites de l'époque. Des modèles en terre cuite d'araires ont été mis au jour.

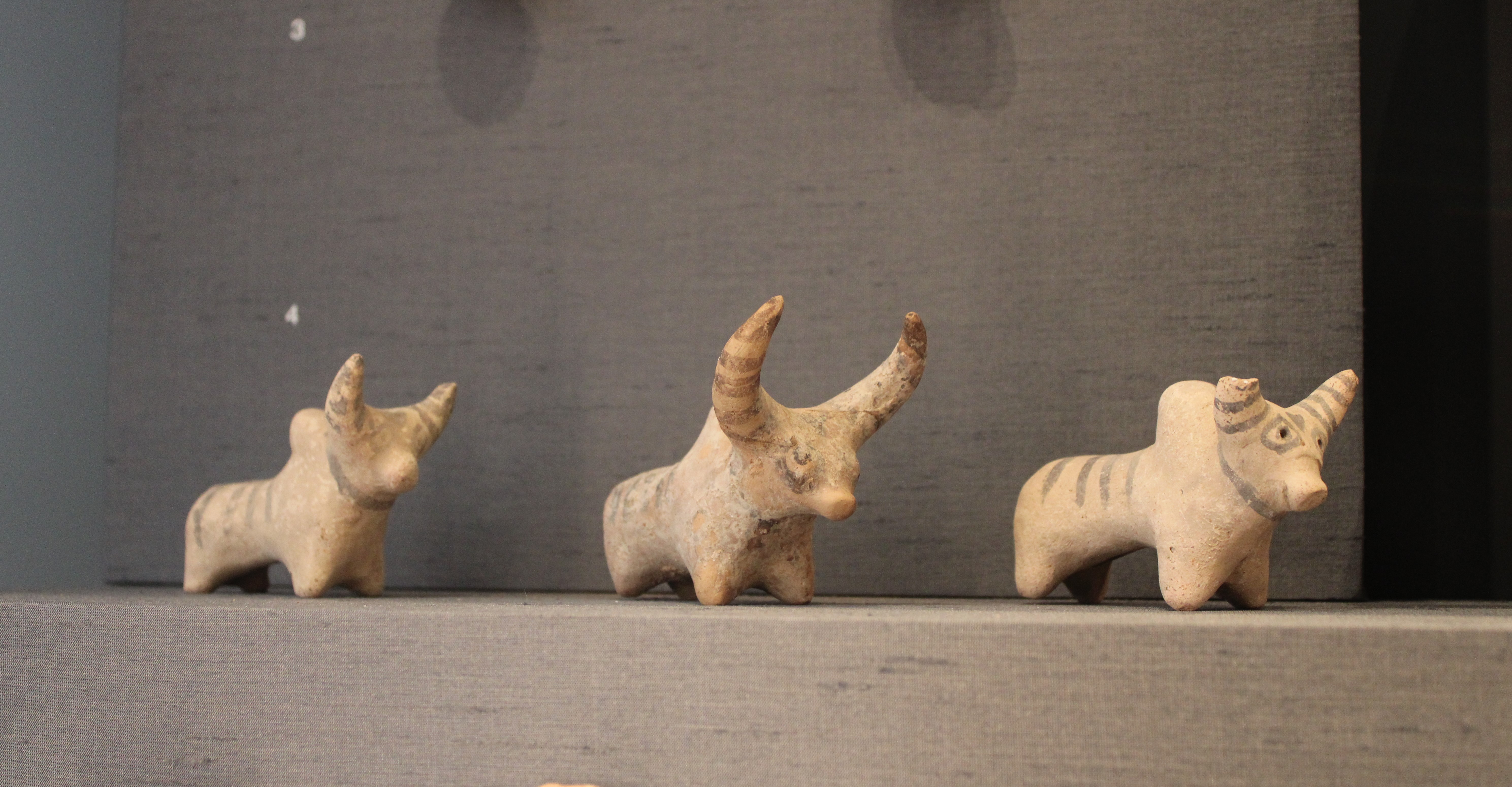
Statuettes de buffles peintes. Baloutchistan, British Museum.

Le buffle est domestiqué vers l'époque harappéenne ancienne, et devient l'animal domestique le plus courant aux côtés du bœuf, les moutons et les chèvres, aussi du cochon, qui semble avoir eu un rôle plus effacé dans l'alimentation. La pêche est un complément important, fournissant poissons et mollusques, notamment près des rivières, lacs et côtes, de même que la chasse, bien qu'il soit difficile d'identifier les animaux concernés,. Sur le site de Shikapur (Kutch, Gujarat), 85 % des restes d'animaux proviennent d'espèces domestiquées, pour la plupart des bœufs, abattus après leur maturité (entre 3 et 8 ans), et les espèces chassées en plus des poissons, mollusques et oiseaux, comprennent le buffle sauvage, la gazelle, l'antilope, des cervidés, le cochon sauvage, le lièvre, l'âne sauvage, etc.
Les recherches qui ont concerné les trouvailles des sites des cultures émergeant lors de la période harappéenne tardive ont à plusieurs reprises conclu sur une diversification des produits végétaux et animaux consommés, dans la continuité de la phase précédente (en particulier à la suite des travaux de S. Weber). Les paysans harappéens auraient donc participé à un phénomène de long terme allant vers des stratégies de subsistance reposant sur une agriculture et un élevage plus intensifs et à plus large spectre, notamment grâce au système de double récolte annuelle, complétés par la pêche et la chasse, permettant de s'assurer des ressources alimentaires disponibles durant toutes les saisons de l'année,. Cette stratégie de subsistance, particulièrement adaptée aux climats semi-arides, perdure de nos jours.

### Organisation politique et élites dirigeantes
La civilisation harappéenne est une civilisation urbaine disposant d'un réseau d'agglomérations hiérarchisé, avec à son sommet un ensemble de villes importantes disposant d'une architecture monumentale concentrée dans un espace à part, la « citadelle ». Celle-ci devait comprendre des bâtiments administratifs et des sortes de palais, et servir de centre politique des différentes entités se partageant l'espace couvert par cette civilisation. Il est généralement admis qu'il n'y a pas d'arguments suffisants pour envisager l'existence d'un « empire » centralisé dirigé par un groupe exerçant un pouvoir de nature autocratique à l'échelle de celui-ci. Tout cela plaide quoi qu'il en soit en faveur de l'existence de structures politiques complexes dirigées par une élite, qu'elles soient considérées comme méritant le qualificatif d'« État » à proprement parler ou pas (cela varie selon les auteurs et la définition qu'ils acceptent pour ce concept), et donc d'une stratification sociale, même si elle est peut-être moins prononcée que dans les civilisations urbaines qui lui sont contemporaines. En tout cas elle est moins visible dans le répertoire archéologique. Mais en l'absence d'écriture déchiffrée, toute hypothèse reste très conjecturale,. Les objets mis au jour dans les sépultures et ailleurs tels que la poterie peinte, les bracelets et ornements en perles et pendentifs de pierres dures et métal, ou encore les sceaux sont pour J. Kenoyer des marqueurs d'une élite harappéenne.
Resterait ensuite à définir la nature de ce groupe, qui est en mesure d'assurer durant plus de 700 ans une organisation urbaine très sophistiquée pour la période, avec ses murailles, voies, aménagements hydrauliques, etc., et comment il procède pour cela. Bien qu'il y ait des bâtiments publics (comme le Grand bain de Mohenjo-daro et les édifices l'entourant), il n'y a pas de trace décisive d'une autorité monarchique centralisée trônant au sommet de cette élite (comme des tombes, des palais ou un art caractérisables comme « royaux », malgré la statue du « roi-prêtre » vue plus haut) ou même de représentations courantes de cette élite, suivant les exemples mésopotamiens et égyptiens. Cela suggère d'envisager un modèle d'organisation politique non attesté dans les autres civilisations contemporaines, moins centralisé. Du reste il est possible que plusieurs systèmes aient existé et coexisté sur ce vaste espace et durant cette longue période. G. Possehl a proposé de voir dans la société harappéenne une sorte d'organisation corporatiste très disciplinée fondée sur le partage d'une idéologie commune, dirigée par des sortes de conseils, reposant sur la coopération plutôt que l'autorité hiérarchique (hétérarchie), et il ne voit pas d’« État » dans l'Indus. Sans rejeter complètement la possibilité de monarques par moments, J. Kenoyer a proposé de son côté d'envisager pour la plupart de la période un pouvoir étatique mais collégial, associant des élites terriennes, marchandes ou religieuses à la tête de « cités-États ». B. B. Lal a lui envisagé un système de caste. Il a par ailleurs été proposé que les animaux représentés sur les sceaux harappéens (licorne, taureau à bosse, éléphant, rhinocéros, etc.) soient les symboles de différents clans ou d'organisations socio-politiques,.

### Une société pacifique?
Il n'y a pas de trace évidente de guerres sur les sites de la civilisation de l'Indus : pas de représentation artistique de conflits, peu d'armes ont été mises au jour et elles peuvent aussi bien avoir été employées pour la chasse que pour la guerre, les fortifications sont certes systématiques sur les sites urbains mais elles ne présentent que rarement des ouvrages proprement défensifs et semblent plutôt destinées à être une barrière symbolique et à contrôler des flux de biens et de personnes.
Cela singularise la civilisation harappéenne par rapport aux autres sociétés similaires, où les traces de conflits sont courantes, même sans l'appui de textes. C'est pourquoi les modèles de système politique évoqués plus haut concluent souvent sur le fait que la guerre, sans forcément avoir été absente, n'a pas joué un rôle important dans cette civilisation, et privilégient les phénomènes économiques et idéologiques ainsi que la coopération entre groupes plutôt que la coercition par l'élite dominante comme fondement de l'ordre social. Certains considèrent cependant que cette interprétation des sources est potentiellement excessive et revient peut-être à sous-estimer le rôle des conflits dans cette civilisation.
Une étude de 2012 portant sur les traumatismes observés sur des crânes issus des cimetières de Harappa a réévalué la question en constatant un nombre plutôt élevé de lésions dues à des violences, moins important dans le cimetière R-37 dont les défunts sont sans doute placés plus haut dans l'échelle sociale que ceux des autres cimetières (la zone G, probablement aussi à dater de la période mature, et H, de la période tardive), ce qui tendrait à relativiser si ce n'est invalider cette vision de la société harappéenne comme peu marquée par les violences interpersonnelles, les tensions et l'exclusion sociales. En l'état actuel des choses les analyses sur les inégalités sociales et les violences reposant sur les restes d'humains sont insuffisamment développées pour permettre de tirer cela au clair.

## Religion
Si l'on en juge par la relative uniformité des traditions architecturales, de l'art, des motifs décoratifs et symboles, ainsi que des pratiques funéraires, les communautés de la civilisation harappéennes partagent une idéologie et des croyances communes, bien que des variations dans l'espace et le temps soient perceptibles. Reste à déceler les caractéristiques de cet univers religieux, qui est essentiellement approché par des sources visuelles. Les propositions données par J. Marshall en 1931, reposant avant tout sur l'iconographie et l'architecture de Mohenjo-daro et des parallèles avec la religion hindoue, restent malgré les critiques reçues au fondement des tentatives de reconstitutions actuelles,.

### Divinités

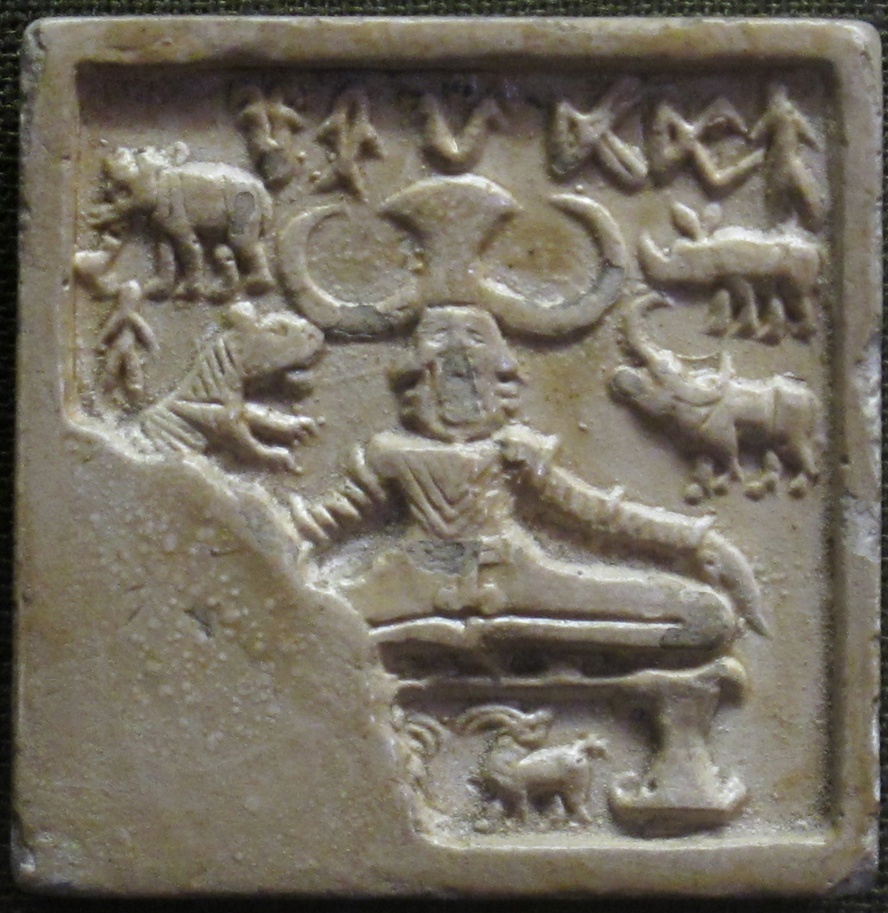
Empreinte de sceau avec inscription, représentant la « Divinité à cornes » entourée d'animaux. Approx. 3.5 cm x 3.5 cm. Chhatrapati Shivaji Maharaj Vastu Sangrahalaya.

On repère dans l'iconographie deux grandes figures considérées comme divines.
La première est une grande déesse, ou bien un ensemble de « déesses-mères » liées à la fertilité. Cela repose sur les trouvailles de nombreuses figurines en terre cuite représentant des femmes nues, puis des parallèles tracés avec d'autres civilisations antiques et aussi avec l'hindouisme (Shakti, Kâlî, etc.), le fait que les sociétés agricoles valorisent en général la fonction de don de la fertilité. Il est néanmoins compliqué de considérer comme un tout les figurines féminines, qui ont des formes diverses et ne présentent pas forcément des traits associés à la fertilité ou la maternité. Du reste il est en général difficile de leur attribuer un contexte religieux. De plus ces figures féminines n'apparaissent pas dans la glyptique et la sculpture en métal. Un sceau dit de l'« adoration divine » représente un personnage placé dans une plante, face auquel se trouve un autre personnage à tête de bouc en posture d'adoration ; à la suite de Marshall le premier personnage est considéré comme une déesse (mais d'autres ne lui trouvent pas de traits féminins), associée à une plante ou un arbre comme cela est courant dans l'hindouisme. Cette représentation se retrouve sur d'autres sceaux,.
La seconde grande figure est une divinité masculine que Marshall avait repérée sur un sceau en stéatite provenant de Mohenjo-daro, un personnage masculin avec un casque décoré de grandes cornes de taureau (on parle aussi de « divinité à cornes »), assis sur un dais, en tailleur, et accompagné de quatre animaux, un éléphant, un rhinocéros, un buffle et un tigre. Il ressemblerait à Shiva (on parle de « proto-Shiva ») ou une de ses formes, Pashupati. Cette interprétation a reçu beaucoup de critiques, mais on reconnaît couramment une ressemblance avec la figure plus tardive de Shiva et la posture rappelant un yogi, qu'elle soit fortuite ou non,,. En allant plus loin, cette figure pourrait être associée au monde animal, en particulier au buffle qui le symboliserait (notamment ses cornes), et lui associe aussi des objets phalliques rappelant les lingas hindous et des sortes de bétyles mis au jour sur les sites indusiens. Le fait que ces objets aient un usage cultuel a cependant été discuté.
Les sceaux de l'Indus font également apparaître d'autres figures fantastiques qui pourraient avoir un statut divin ou être des sortes de génies ou démons : des sortes de minotaures, des humains avec des cornes, des licornes.

### Lieux de culte et rituels
Aucun édifice mis au jour sur les sites de l'Indus n'a pu être identifié avec certitude comme étant un temple ou même un espace rituel,. Il a ainsi été proposé que les salles de bains des résidences aient pu servir à des cérémonies religieuses domestiques, mais cela reste très spéculatif. Pour ce qui est de l'architecture monumentale, peut-être faut-il donner une fonction religieuse à plusieurs édifices de Mohenjo-daro, en premier lieu le Grand bain, dont la structure qui lui a donné le nom aurait une fonction rituelle, ou bien servir de réservoir sacré où se trouvaient des poissons ou autres animaux. Mais il s'agit d'une structure unique en son genre. L'édifice voisin qualifié de « collège des prêtres » semble lui être associé mais ne présente aucune structure qui pourrait avoir eu une fonction religieuse. Il a également été proposé que certains édifices de la ville basse aient eu une fonction rituelle, comme la maison I qui a une structure atypique et a livré de nombreux sceaux de licornes. . Les « autels de feu » repérés sur plusieurs sites, en premier lieu Kalibangan, ont également donné lieu à des spéculations quant à une fonction religieuse. Il s'agit d'une plate-forme sur laquelle se trouvent sept petites fosses au revêtement en argile, contenant des cendres, du charbon de bois, des restes d'objets en terre cuite. B. B. Lal les a désignés comme des « autels de feu », donc des lieux où des offrandes étaient vouées à une divinité en étant incinérées. La même plateforme dispose d'une jarre contenant des cendres et du charbon de bois à l'ouest, ainsi qu'un puits et un espace de bain, ce qui a une allure d'espace rituel à ablutions, mais là encore cet espace pourrait très bien avoir une fonction profane,.
La glyptique représente dans plusieurs cas des sortes de processions de personnages portant des étendards et images de licornes, ou tapant sur un tambour face à un tigre, et d'autres possibles rituels religieux, avec des personnages à genoux faisant des offrandes à des divinités, comme dans le sceau de l'adoration évoqué plus haut,.

## La civilisation de l'Indus et ses voisins
La civilisation ou « tradition » de l'Indus entretien des relations plus ou moins intenses avec les autres traditions culturelles du sous-continent indien, qui sont à son voisinage direct, qu'il s'agisse d'échanges matériels ou immatériels. Ce sont surtout les premiers qui sont visibles, à la lumière de la dispersion des objets manufacturés de la civilisation de l'Indus et les matières premières utilisées par les artisans de l'Indus.

### Cultures du nord-ouest et du sud de l'Inde
On devine ainsi par les quantités de cuivre et de stéatite importées depuis les mines des Aravalli au Rajasthan que les gens des cités de l'Indus devaient entretenir des relations régulières avec cette région, où s'épanouit alors la culture de Ganeshwar. On retrouve des pointes de flèches en cuivre de cette culture à Kalibangan à l'époque ancienne, et des objets en cuivre de type harappéen ont été mis au jour sur des sites de la culture de Ganeshwar. Cela suggère donc que des produits fabriqués dans l'horizon de l'Indus à partir de cuivre du Rajasthan peuvent ensuite être exportés dans cette dernière région. La poterie locale dominante est de couleur ocre mais la présence d'une céramique à engobe similaire à celle du Gujarat harappéen suggère des contacts avec cette région. La culture d'Ahar-Banas qui se développe plus au sud présente en revanche moins de traces de contacts avec l'horizon harappéen, de même que celle de Kayatha qui se trouve encore plus au sud, mais le fait qu'on retrouve dans l'Indus des matières premières caractéristiques de ces régions (étain, or, agate, cornaline) laisse supposer l'existence de liens, au moins indirects,. Bien plus au sud, des objets harappéens ont été mis au jour, dont des sceaux inscrits à Daimabad dans le Maharashtra et une hache en pierre portant une courte inscription en écriture de l'Indus découverte au Tamil Nadu. Il est possible que l'or du Karnataka ait été importé dans l'Indus, mais il n'y a pas de preuve déterminante de cela.

### Baloutchistan, plateau Iranien et Asie centrale
Au Baloutchistan, bien qu'on trouve dans la zone côtière des sites proprement harappéens durant la période d'intégration (Sutkagan Dor, Sotka Koh, des sortes d'« avant-postes » indusiens), d'autres sites situés à l'intérieur des terres dans la partie méridionale de la région relèvent de la culture de Kulli, caractérisée par une poterie à pâte crème (buff ware) avec décor peint en noir ou brun. Le site de Nindowari semble être le siège d'une chefferie locale, indépendante de la zone harappéenne bien que présentant des liens avec elle,.
En direction de l'ouest, une culture urbaine existe dans la région de l'Helmand, attestée par les sites de Mundigak et Shahr-e Sokhteh, et des sites du sud iranien ont livré quelques objets harappéens (Tepe Yahya). Mais il semble que les gens de l'Indus aient surtout eu des contacts avec les régions situées plus au nord comme l'atteste le site de Shortughai au Badakhshan, manifestement occupé par une population relevant de la culture de l'Indus, qui peut être vu comme un comptoir commercial, puisque cette région est riche en lapis-lazuli et également en étain et or. Les sites de la culture s'épanouissant directement à l'ouest, le complexe archéologique bactro-margien (BMAC, ou civilisation de l'Oxus) ont livré des perles en cornaline de type harappéen. Ceux du plus lointain Kopet-Dag (Namazga-depe, Altyn-depe), situés près de gisements de jade et de turquoise, ont aussi livré des objets de provenance harappéenne, dont des sceaux.

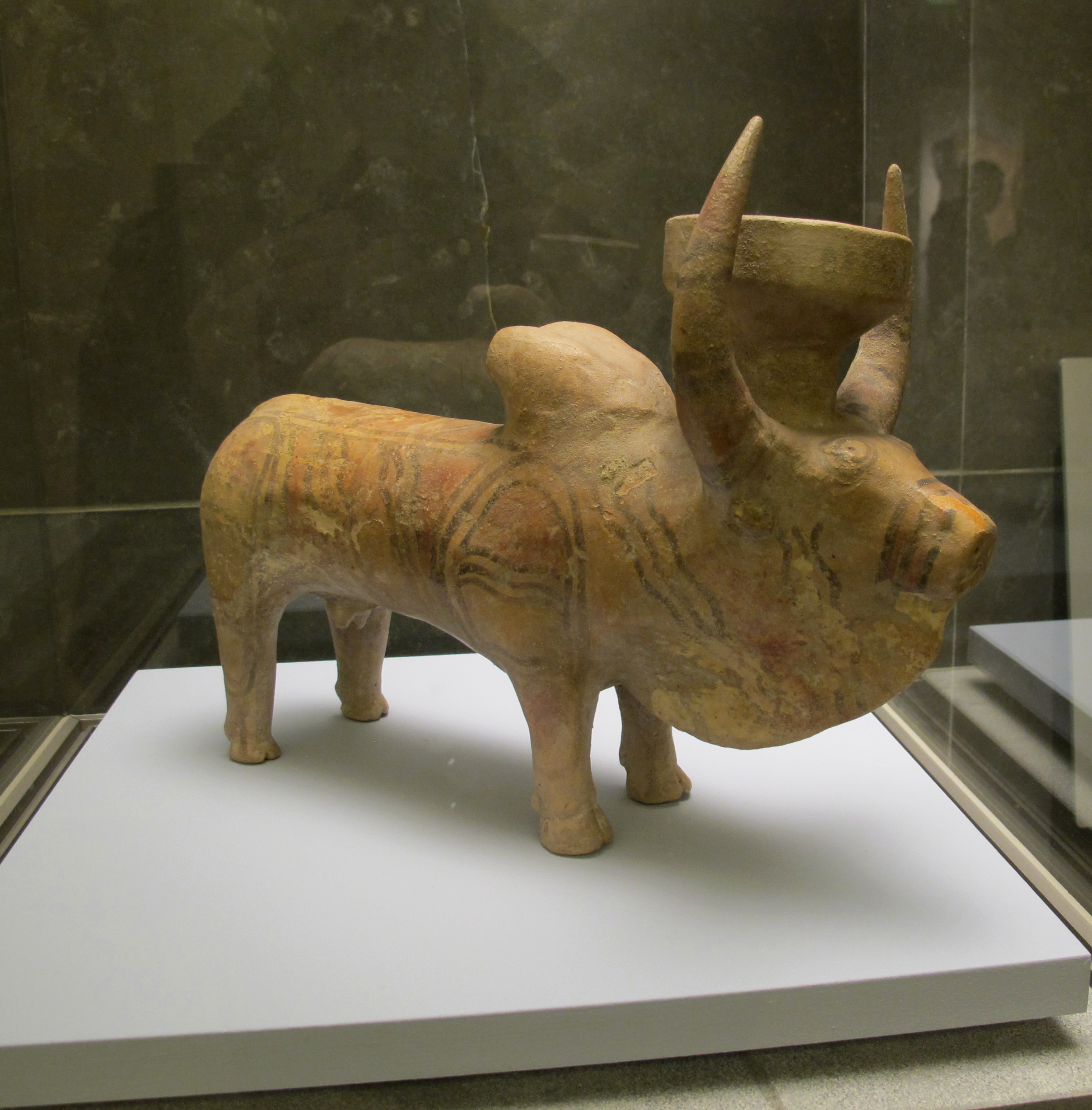
Rhyton (vase à boire) en forme de zébu. Terre cuite peinte. Pakistan, site de Nindowari, 2300-2000 av. J.-C., culture de Kulli. Musée Guimet.
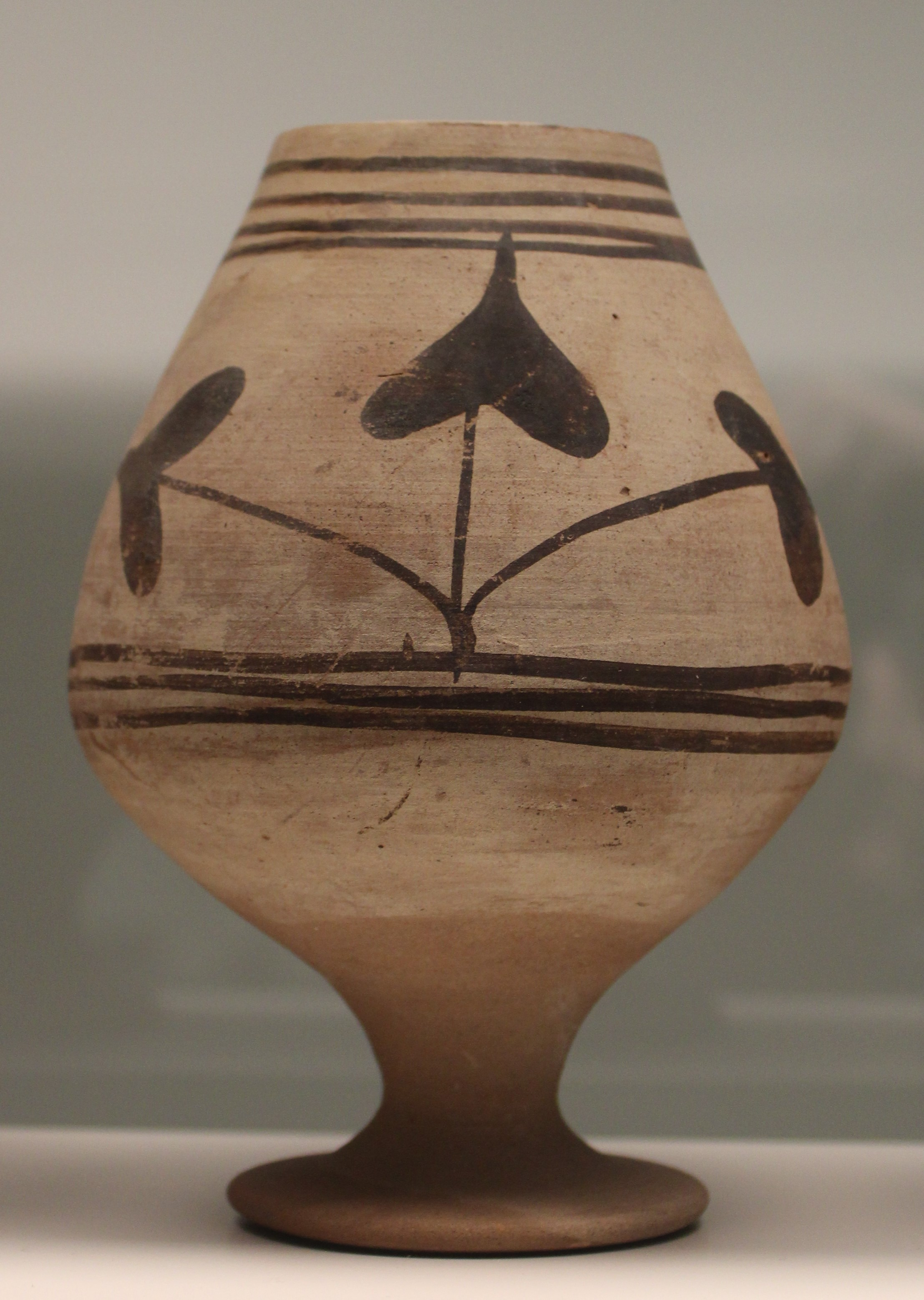
Gobelet peint, motif de feuilles de pipal, provenant de Mundigak (Afghanistan), période IV, v. 2700 av. J.-C. Musée Guimet.

### Cultures du golfe Persique et Mésopotamie

Localisation des principaux sites et régions de la partie orientale du Moyen-Orient dans la seconde partie du

L'autre axe de communication important vers l'ouest est maritime. Le commerce maritime harappéen se développe durant l'époque mature, et explique sans doute en bonne partie (avec l'exploitation des ressources halieutiques) l'essor des sites côtiers du Gujarat (Lothal) et du Makran (Sutkagan Dor (en)),. Il dure jusqu'au début du IIe millénaire av. J.-C. (vers 1700).
Des objets de l'Indus ont été mis au jour sur les sites d'Oman (Ra's al-Junaiz) et aux Émirats Arabes Unis (Umm an-Nar, Tell Abraq, Hili), le pays de Magan des textes mésopotamiens, riche en cuivre, et plus à l'est à Bahreïn (Saar), le pays de Dilmun des Mésopotamiens ; des sceaux et objets de cette région ont été mis au jour dans l'aire harappéenne (Lothal notamment). Par ailleurs, c'est sans doute par le commerce du golfe Persique que des objets de l'Indus (sceaux, perles, incrustations en ivoire) sont parvenus à Suse dans le sud-ouest iranien, l'Élam antique,,.

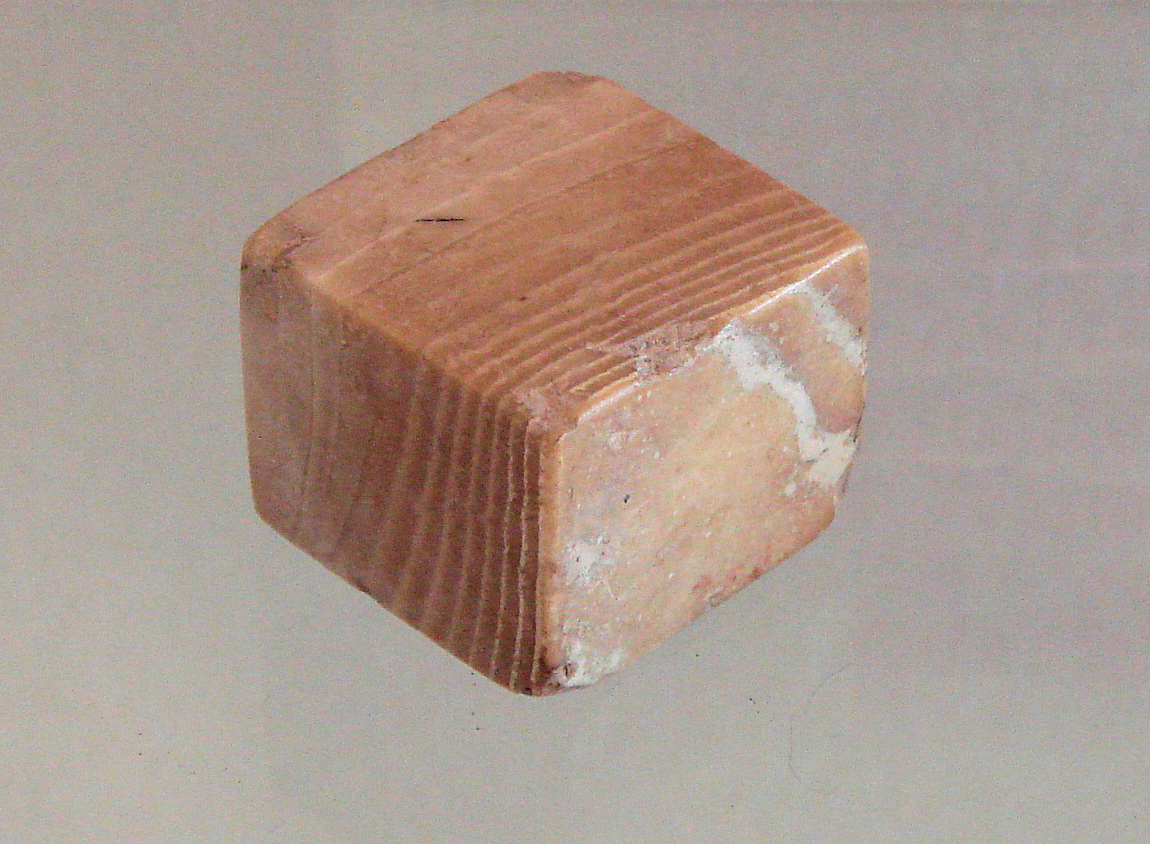
Poids harappéen mis au jour à Suse (Iran). Musée du Louvre.
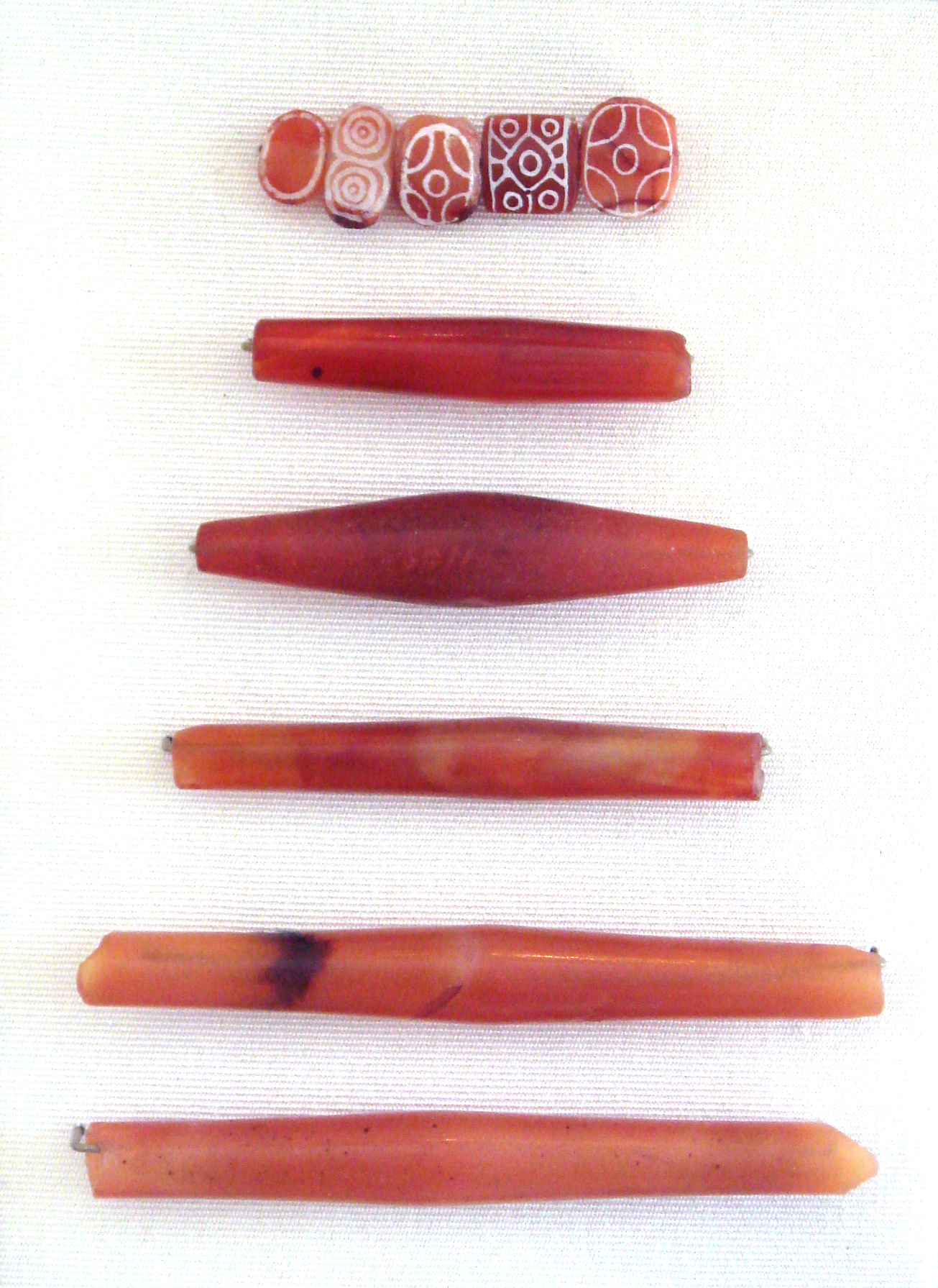
Perles en cornaline mises au jour à Suse (Iran). Musée du Louvre.
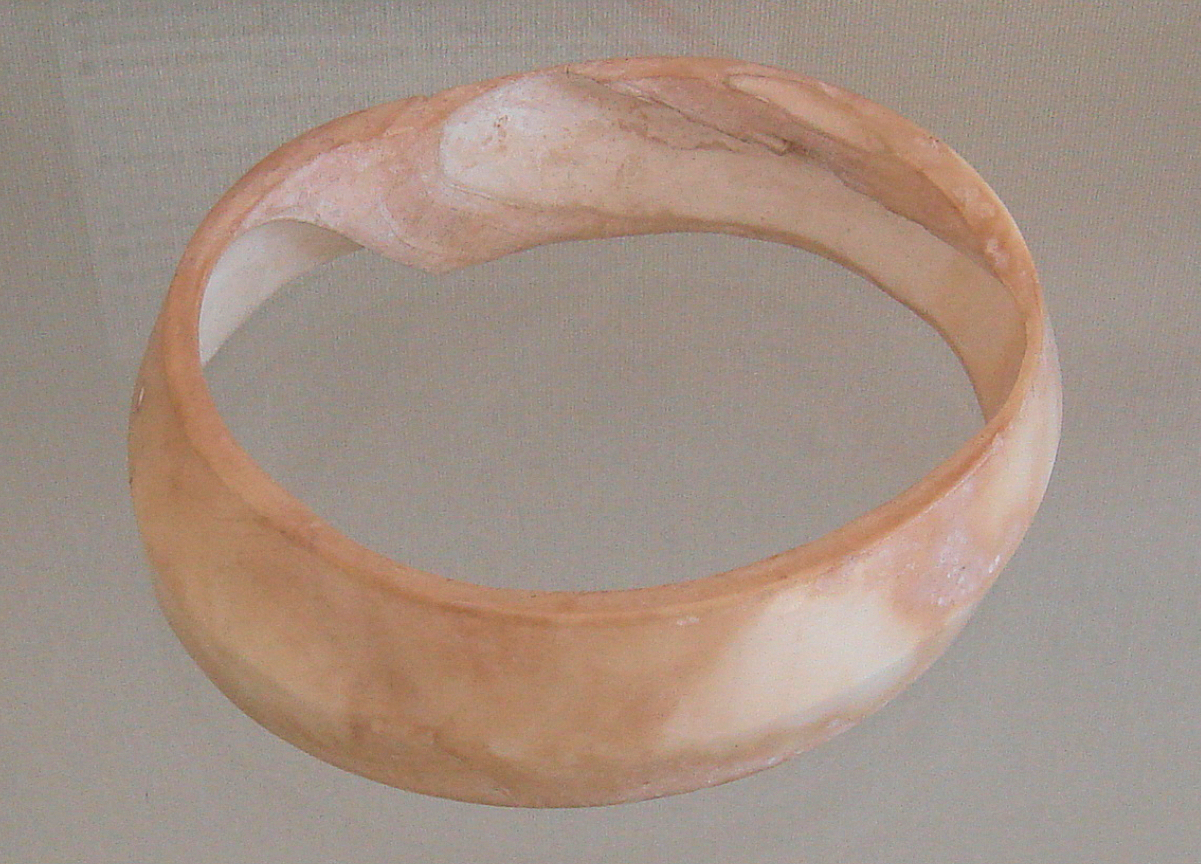
Bracelet en coquillage mis au jour à Suse (Iran). Musée du Louvre.
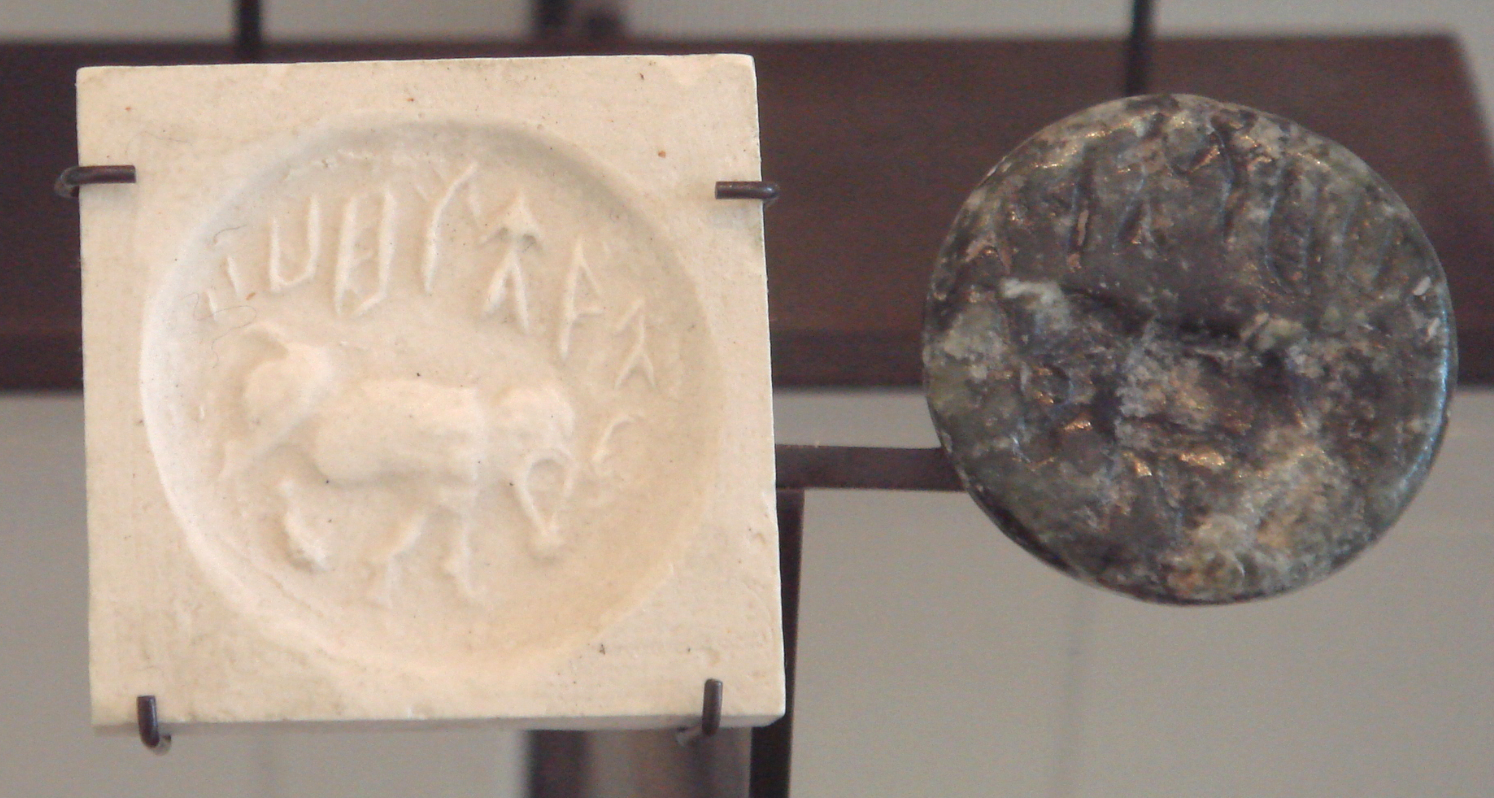
Sceau inscrit harappéen mis au jour à Suse (Iran). Musée du Louvre.

Enfin, à l'extrémité occidentale du Golfe, plusieurs sources indiquent des contacts entre la civilisation de l'Indus et la Basse Mésopotamie. Les textes cunéiformes de la fin du IIIe millénaire av. J.-C. évoquent un pays de Meluhha, situé au-delà des pays de Dilmun et de Magan, nom derrière lequel on reconnaît l'Indus. Une inscription de Sargon d'Akkad (v. 2334-2290) mentionne ainsi des bateaux de Meluhha accostant à Akkad. Il s'agit notamment d'un partenaire commercial auquel on achète de la cornaline, du bois, des figurines, des meubles, et aussi des bateaux. Les textes mésopotamiens mentionnent aussi des « fils de Meluhha », donc peut-être des Harappéens, à moins qu'il ne s'agisse de marchands spécialisés dans le commerce avec Meluhha. On connaît un sceau appartenant à un traducteur de Meluhha (probablement un Mésopotamien ayant appris le langage de ce pays). Un village portant le nom de Meluhha est également attesté près de Lagash, et pourrait être lié à une implantation harappéenne. Les contacts sont en tout cas avérés par la présence d'objets provenant de l'Indus sur des sites du Sud mésopotamien, notamment la cornaline des colliers des tombes royales d'Ur (XXVIe siècle av. J.-C.), des sceaux, des poids et de la céramique de type harappéen.

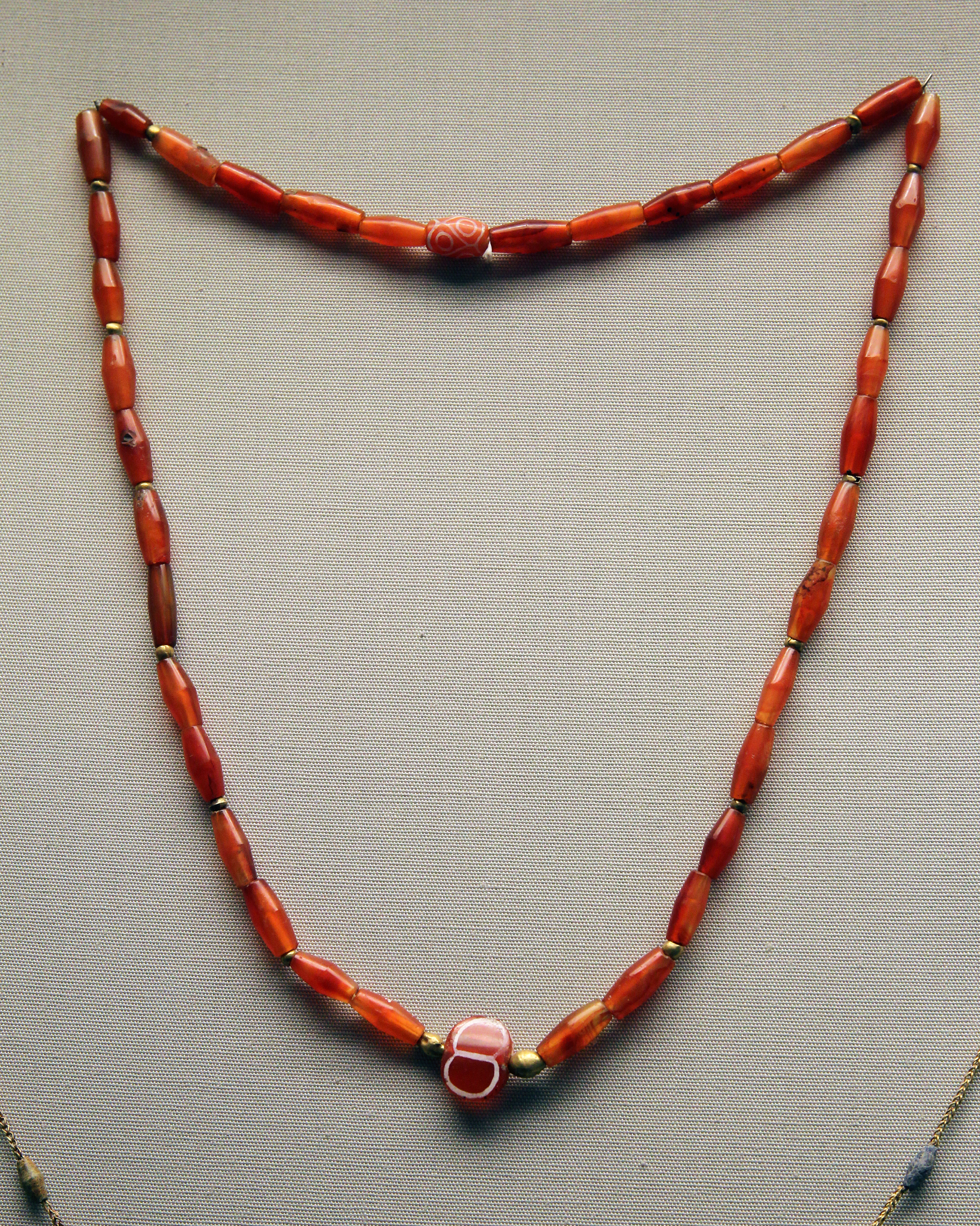
Collier en perles de cornaline des tombes royales d'Ur, v. 2500 av. J.-C. British Museum.
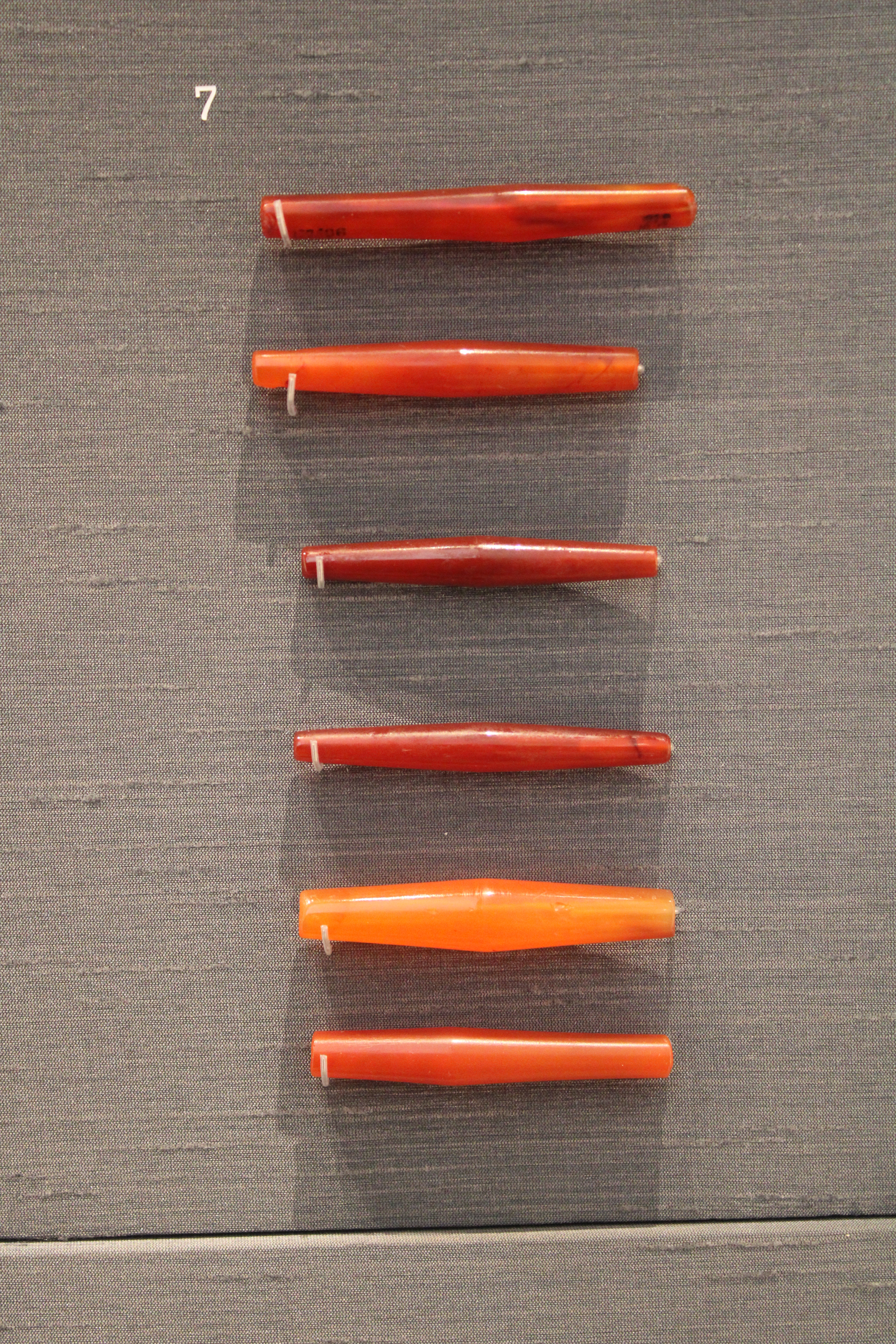
Perles en cornaline mises au jour dans le cimetière royal d'Ur, v. 2000. British Museum.
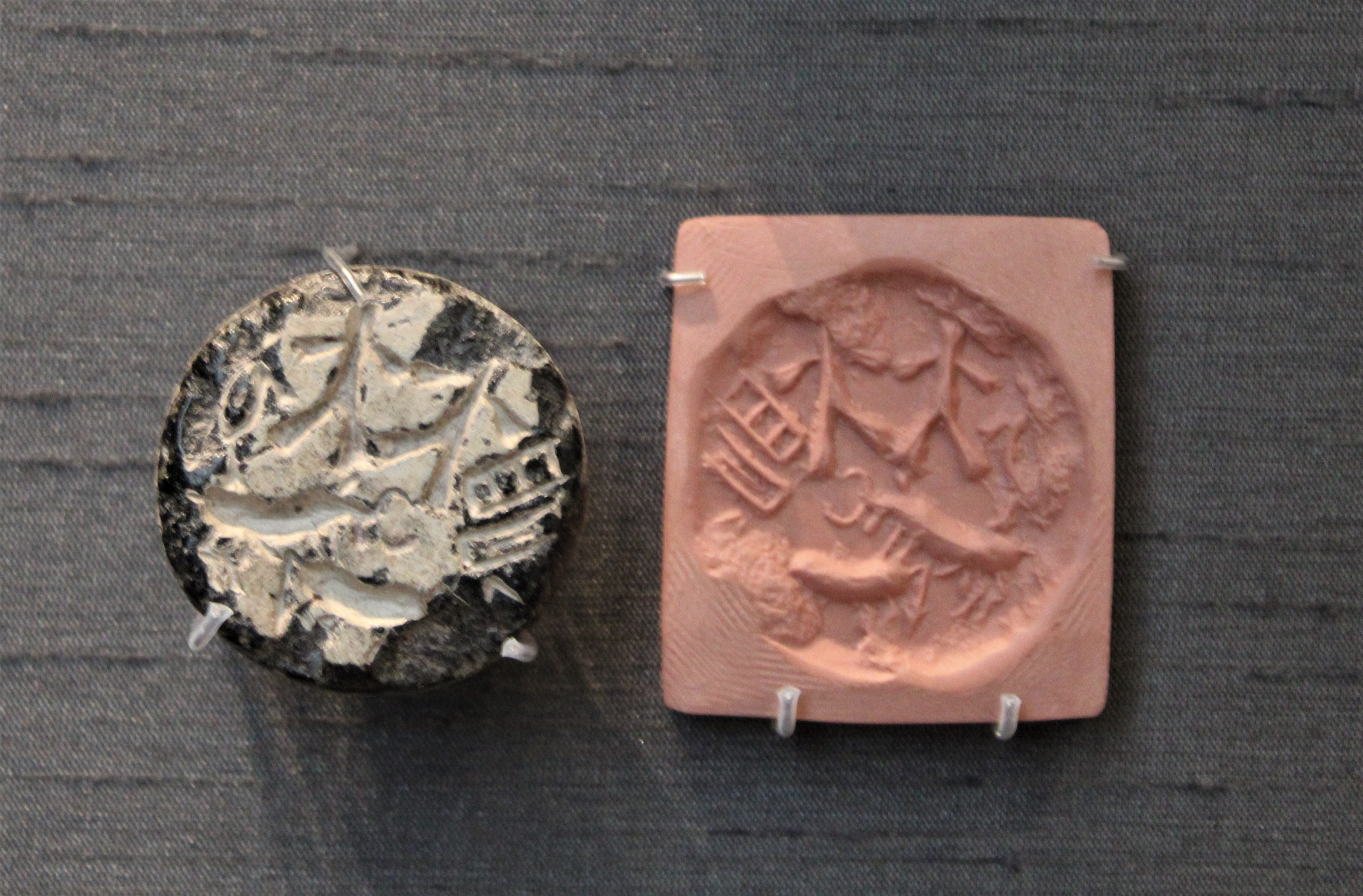
Sceau-cachet avec inscription en écriture de l'Indus, provenant de Mésopotamie. British Museum.
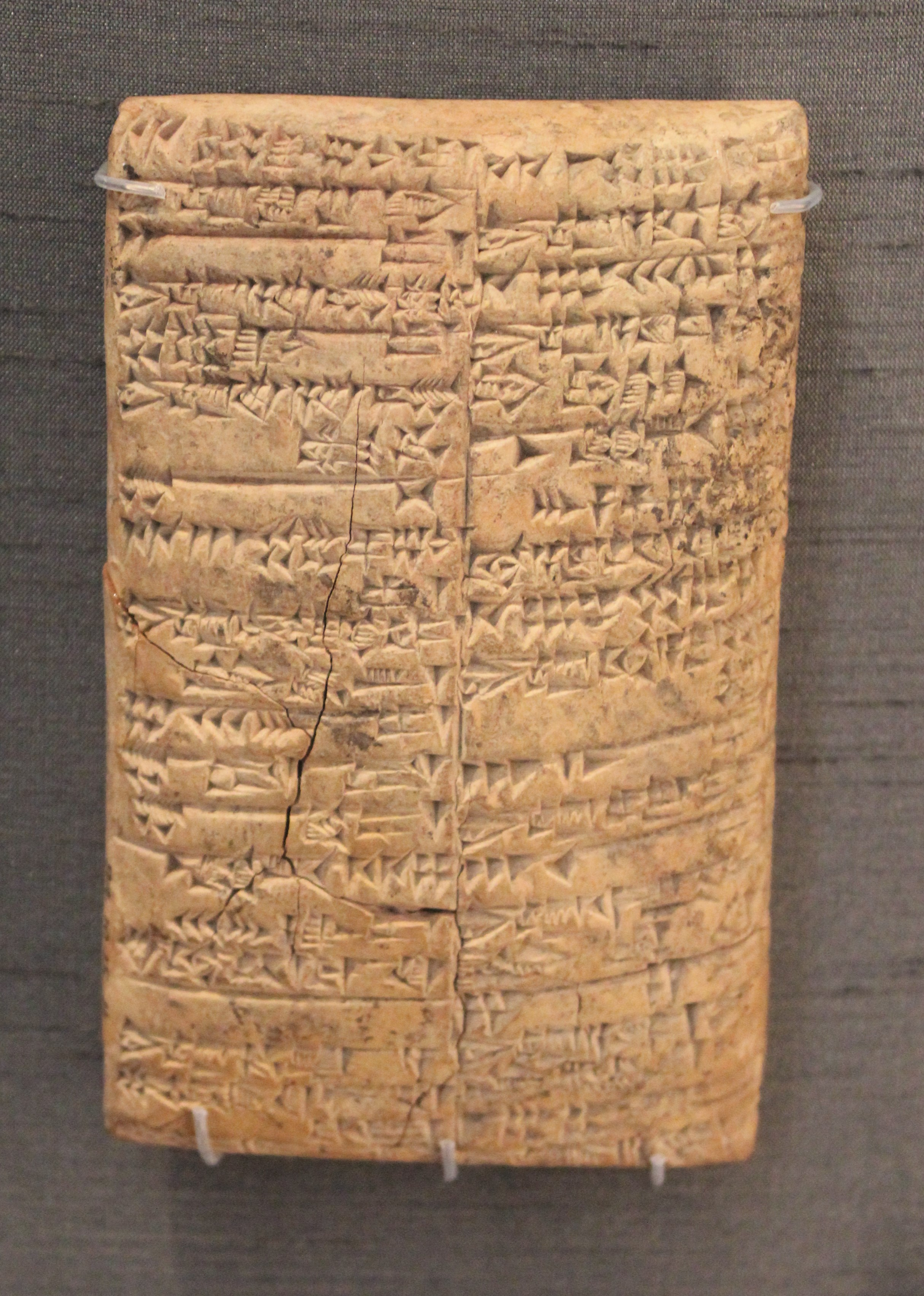
Une des tablettes mentionnant le village appelé « Meluhha », Ur, v. 2047. British Museum.

## La période tardive: effondrement et retour au local (1900-1300 av. J.-C.)

Localisation des principaux sites et cultures de la période de localisation.

Durant plus de 700 ans, la civilisation de l'Indus est prospère. Puis, à partir de la fin du IIIe millénaire av. J.-C., elle commence à progressivement se désintégrer : fin des grandes agglomérations urbaines, de l'urbanisme planifié, de l'architecture monumentale, du système d'écriture et de poids et mesure. Émergent progressivement, donc sans rupture brutale, plusieurs cultures locales succédant à la civilisation harappéenne « mature » là où elle s'était développée. C'est un phénomène long et complexe qui a pu être défini comme une période harappéenne tardive, puis une ère de « localisation ». La fin des cités harappéennes a pu également être vue comme la conséquence d'une « crise », et analysée sous l'angle de l'étude d'un effondrement, d'une désurbanisation, ou encore d'une simple transformation et une réorganisation dont les causes, sans doute multiples, restent à élucider,.

### Les nouvelles cultures régionales
Dans le Pendjab, la période harappéenne récente est celle de la culture dite du « cimetière H » de Harappa, qui va d'environ 1900 av. J.-C., jusqu'en 1500 ou 1300 selon les auteurs. Le matériel archéologique de ce cimetière a livré une céramique rouge peinte noir, représentant des oiseaux, taureaux, poissons et plantes stylisés ; cette poterie dérive manifestement des traditions antérieures, et ne peut être vue comme reflétant l'arrivée de populations extérieures. Ce matériel se retrouve sur les sites prospectés au Cholistan. Dans cette région seul un site de la période précédente reste occupé, et le nombre de sites identifiés est de 50 contre 174 pour la période précédente. Les nouveaux sites sont pour beaucoup des campements temporaires et il y a moins de traces de spécialisation artisanale ; mais le plus vaste site, Kudwala, couvre tout de même 38,1 hectares, et une poignée d'autres fait entre 10 et 20 hectares,.
Dans la basse vallée de l'Indus, Mohenjo-daro est dépeuplé, l'autorité civique y disparaît comme en témoigne la réoccupation de sa partie centrale par des fours à céramique, et de nombreux petits sites comme Allahdino et Balakot sont abandonnés. La période de Jhukar qui succède localement à l'ère d'intégration est mal connue, seulement identifiée par des prospections sur une poignée de sites (Jhukar, Mohenjo-daro, Amri, Chanhu-daro, Lohumjo-daro). La poterie caractéristique de la période, rouge/rose à décor de bandes peintes en rouge, jaune rougeâtre ou noir, remonte en fait à la fin de la période mature, et devient dominante par la suite, ce qui plaide là encore en faveur d'une forme de continuité.
Dans la région d'interfluve entre Indus et Gange, 563 petits sites (en général moins de 5 hectares) de la période ont été prospectés. Le site de Banawali est encore occupé. Les analyses sur les sites de Sanghol (Pendjab indien) et Hulli (Uttar Pradesh) montrent qu'à cette période l'agriculture est très diversifiée. La région est ensuite intégrée dans la culture de la poterie de couleur ocre.
Dans le Gujarat, les sites urbains tels que Dholavira et Lothal se dépeuplent et perdent leur caractère urbain, tout en restant occupés. Le nombre de sites repérés sur le pourtour du golfe de Kutch et dans le Saurashtra pour la période est néanmoins supérieur à celui de la précédente (120 contre 18), mais ils sont bien moins étendus. Y apparaît dans le courant de la période tardive une céramique rouge lustrée qui supplante les traditions plus anciennes. Le vaste site de Rangjpur, qui donne parfois son nom à la période, couvre environ 50 hectares. Le site de Rojdi, qui couvre 7 hectares, dispose d'une enceinte faite de terre damée mêlée de pierrailles. On y a constaté une diversification des plantes cultivées et une intensification de ces cultures, étalées durant toute l'année, phénomène qui semble caractéristique de la période de localisation, donc un changement dans les modes de subsistance,.
Dans les hautes terres du Baloutchistan, plusieurs sites témoignent de destructions violentes (Nausharo, Gumla), couramment vues comme témoignant de la fin brutale de l'ère harappéenne, en tout cas de nombreux sites sont abandonnés ou réoccupés par des nécropoles, présentant dans certains cas un matériel vu comme présentant des éléments d'origine centre-asiatique ou iranienne. Le site de Pirak dans la plaine de Kachi est peuplé vers 2000 av. J.-C. et occupé sans discontinuité jusqu'en 1300 av. J.-C. environ. C'est un centre artisanal intégré dans des réseaux d'échange allant jusqu'au Gujarat et la mer d'Arabie.
Au nord de l'Indus, dans les vallées de Swat et de Dir, où la civilisation mature n'était pas présente, on identifie traditionnellement la culture à tombes du Gandhara, datée de 1700-1400 av. J.-C. pour sa première phase (la dernière phase, la quatrième, allant jusqu'au IVe siècle av. J.-C. ou plus tard), qui doit son nom à ses tombes à cistes, et dans laquelle on a voulu voir une manifestation des migrations indo-aryennes depuis l'Asie centrale vers le sous-continent indien (voir plus bas). Il n'y a pas vraiment d'éléments matériels montrant de telles relations, et du reste les tombes attribuées à cette culture se sont avérées avoir des datations extrêmement diverses après de nouvelles analyses et plutôt témoigner d'une sorte de tradition funéraire s'étalant sur plusieurs millénaires que d'une « culture » à proprement parler. L'étude des habitats de la période est limitée,.

### Pourquoi l'effondrement?
Les causes de l'« effondrement » de la civilisation de l'Indus ont suscité de nombreuses propositions.
Le topos de l'invasion d'une population venue de l'extérieur a été avancé, avec pour protagonistes les Indo-Aryens de langue indo-européenne (le sanskrit védique) qui seraient les ancêtres de la caste supérieure de la société indienne ancienne, les Brahmanes, dominant les autres castes issues des populations déjà présentes sur place, ce dont on trouverait l'écho dans le Rig-Véda (voir théorie de l'invasion aryenne). Cette hypothèse est en général rejetée par les archéologues : les récits védiques sont complexes à contextualiser, les traces de destructions violentes résultant d'une invasion dans la vallée de l'Indus ne sont pas concluantes, il est difficile de détecter des migrations sur la seule culture matérielle, et les études génétiques plaidant en faveur de migrations affectant grandement le profil des populations du sous-continent indien ne sont pas jugées concluantes,. Selon les mots d'U. Singh, « une des explications les plus populaires du déclin de la civilisation harappéenne est une de celles pour lesquelles il y a le moins de preuves ». Néanmoins l'idée de migrations importantes depuis l'Asie centrale à cette période avec un impact sur la fin de la civilisation de l'Indus reste répandue. Sans se prononcer sur son lien avec cet effondrement, des études de 2018 concluent sur un apport génétique depuis les steppes eurasiatiques dans la première moitié du IIe millénaire av. J.-C., qui plaiderait en faveur d'une expansion de populations correspondant à l'arrivée des locuteurs de l'ancêtre du sanskrit védique dans cette région.
Des causes naturelles ont également été invoquées : des inondations dues à des crues de l'Indus ont été repérées jusqu'à Mohenjo-daro, et semblent avoir été récurrentes ; elles sont parfois imputées à des événements tectoniques, et dans un scénario les eaux du fleuve auraient été éloignées de la ville. Cela ne peut être confirmé. En revanche les preuves d'assèchement progressif du réseau hydrographique Ghaggar-Hakra à la suite de mouvements des cours d'eau les arrosant sont plus claires et expliqueraient le déclin du nombre de sites dans cette région, quoique la chronologie de ce phénomène soit mal déterminée. Pour les zones côtières, une montée brusque des eaux de la mer d'Arabie a également été évoquée, causant des inondations et une salinisation des sols. En tout état de cause ces explications sont difficilement généralisables à l'échelle de toute la civilisation harappéenne. La surexploitation des sols est également invoquée comme étant à l'origine d'une salinisation de ceux-ci, les rendant moins fertiles, ce qui aurait pu jouer dans le déclin de la civilisation harappéenne. D'autres ont avancé le rôle de la déforestation. Ces propositions n'ont pas eu beaucoup d'écho en l'absence d'éléments probants,. En effet les arguments reposant sur des critères environnementaux, qui comprennent aussi des hypothèses d'un changement climatique, de même que les explications postulant des épidémies qui auraient contribué à ce déclin, sont jugés peu pertinents pour un espace aussi vaste, couvrant des régions et milieux bien différents.
Dans un autre registre, il a été avancé que le déclin du commerce à longue distance aurait résulté de changements politiques en Mésopotamie, ou d'un changement dans l'approvisionnement de cette dernière, réorienté vers l'ouest, et en fin de compte affecté négativement les réseaux d'échanges traversant le golfe Persique et le plateau Iranien, donc les marchands harappéens et les élites de cette civilisation, affaiblissant le système politique ; là encore les preuves manquent, les sites impliqués dans le commerce du golfe disparaissant manifestement après l'effondrement de la civilisation harappéenne.
Les études paléopathologiques sembleraient de leur côté démontrer une croissance de la violence et des maladies durant la phase tardive, ce qui serait causé par le délitement du système et aurait en retour accéléré le dépeuplement des villes.
En 2025, la datation par luminescence optiquement stimulée des sédiments contenant les impactites de l'impact de Luna (en) donne un âge de 4 045 ± 182 ans en phase avec le déclin de la civilisation harappéenne, ce qui en fait une nouvelle cause possible de ce déclin.
Aucune explication unique ne semble donc valable, a fortiori pour une civilisation couvrant autant de régions, ce qui inciterait à la recherche de plusieurs causes, un « mix » de ces différents éléments, qui aurait in fine déstabilisé l'édifice politique et social harappéen et aurait entraîné sa chute. Cela suppose d'intégrer à l'équation des éléments d'ordre idéologique et psychologique, expliquant la recherche de nouvelles alternatives ou le rejet de la domination des élites traditionnelles. Mais en l'absence d'une meilleure compréhension du système social harappéen cela reste impossible à appréhender. Du reste selon les propositions de N. Yoffee concernant les effondrements de cultures préhistoriques et antiques, il faut remarquer qu'il s'agit de dynamiques récurrentes, et que pour ces hautes époques ce sont en fin de compte plutôt la constitution et la stabilisation d'un État qui sont exceptionnelles que son absence ou son échec.

### Inde ancienne
- (en) Upinder Singh, A History of Ancient and Early Medieval India : From the Stone Age to the 12th century, New Delhi et Upper Saddle River, Pearson Education, 2008
- (en) Robin Coningham et Ruth Young, Archaeology of South Asia : From Indus to Asoka, c. 6500 BCE - 200 CE, Cambridge, Cambridge University Press, 2015
- (en) Gwen Robbins Schug et Subhash R. Walimbe (dir.), A Companion to South Asia in the Past, Malden et Oxford, John Wiley & Sons, 2016

### Civilisation de l'Indus
- Jean-François Jarrige (dir.), Les Cités oubliées de l'Indus : Archéologie du Pakistan, Paris, Musée Guimet, 1988
- (en) D.K. Chakrabarti, Indus Civilization Sites in India : New Discoveries, Mumbai, Marg Publications, 2004 (ISBN 8185026637)
- (en) Swaraj Prakash Gupta, The Indus-Saraswati Civilization : Origins, Problems and Issues, 1996 (ISBN 8185268460)
- (en) J. Mark Kenoyer, Ancient cities of the Indus Valley Civilization, Oxford, Oxford University Press, 1998 (ISBN 0195779401)
- (en) B. B. Lal, India 1947-1997 : new light on the Indus civilization, New Delhi, Aryan Books International, décembre 1998, 144 p. (ISBN 978-81-7305-129-6).
- (en) B. B. Lal, The earliest civilization of South Asia : rise, maturity, and decline, New Delhi, Aryan Books International, 1er octobre 1997, 324 p. (ISBN 978-81-7305-107-4).
- (en) Gregory L. Possehl, The Indus civilization : a contemporary perspective, Walnut Creek, CA, AltaMira Press, janvier 2002, 288 p. (ISBN 978-0-7591-0172-2, lire en ligne).
- (en) Jane McIntosh, The ancient Indus Valley : new perspectives, Santa Barbara, Calif, ABC-CLIO, 12 novembre 2007, 441 p. (ISBN 978-1-57607-907-2, lire en ligne).
- (en) Rita P. Wright, The Ancient Indus : Urbanism, Economy and Society, Cambridge, Cambridge University Press, 2010.
- (en) Jonathan Mark Kenoyer, « The Indus Civilisation », dans Colin Renfrew (dir.), The Cambridge World Prehistory, Cambridge, Cambridge University Press, 2014, p. 407-432
- (en) Paolo Biagi et Elisabetta Starnini, « Indus Civilization », dans Encyclopedia of Global Archaeology, Springer, 2021 (DOI 10.1007/978-3-319-51726-1_3491-1)
- Aurore Didier et Alexandre Houdas, « 100 ans de recherches à Mohenjo-daro : la civilisation de l'Indus révélée », Archéologia, no 614,‎ novembre 2022, p. 40-55

### Autres
- (en) Joan Aruz (dir.), Art of the first cities : The Third millennium B.C. from the Mediterranean to the Indus, New Haven et Londres, The Metropolitan Museum of Art of New York et Yale University Press, 2003 (lire en ligne)
- (en) Gregory L. Possehl, « The Indus Civilization », dans John R. Hinnells (dir.), A Handbook of Ancient Religions, Cambridge, Cambridge University Press, 2007, p. 418-489
- (en) Gregory L. Possehl, « India’s Relations with Western Empires, 2300 – 600 BC », dans Daniel T. Potts (dir.), A Companion to the Archaeology of the Ancient Near East, Malden et Oxford, Blackwell Publishers, coll. « Blackwell companions to the ancient world », 2012, p. 758-769
- Michel Danino, L'Inde et l'invasion de nulle part : le dernier repaire du mythe aryen, Paris, Belles Lettres, 2006, 422 p. (ISBN 2-251-72010-3)
- (en) Dilip P. Chakrabarti, « India Beyond the Indus Civilisation », dans Colin Renfrew (dir.), The Cambridge World Prehistory, Cambridge, Cambridge University Press, 2014, p. 433-446